# バルジの戦い
バルジの戦い（バルジのたたかい、英語: Battle of the Bulge（バトル・オブ・ザ・バルジ）、その他の呼称は「名称」節を参照）は、第二次世界大戦の西部戦線において、1944年12月から1945年1月の間アルデンヌ高地で行われた、ナチス・ドイツのドイツ国防軍および武装親衛隊（以下「ドイツ軍」）とアメリカ軍を主体とする連合軍との戦闘。ドイツ軍は一時的に反撃を成功させたものの敗れ、態勢を立て直した連合軍はドイツ本土への進撃を再開した。

## 概要
北フランスへのノルマンディー上陸作戦を成功させた連合軍はドイツ軍を駆逐しつつ東進し、ベルギーのアントワープ港を補給拠点として兵站を支えた。ドイツ軍はアルデンヌから北西へ進撃してアントワープを占領することを企図し、1944年12月16日、3個軍をもってアメリカ軍を奇襲した。アメリカ軍はアルデンヌでのドイツ軍の攻撃を予期しなかったため、アルデンヌには実戦経験が皆無か、以前の戦闘で消耗していた師団ばかりが配置されていた。そのうえ悪天候により航空支援も受けられず、緒戦では多くの戦線でドイツ軍の突破を許した。しかしながらアメリカ軍は奇襲による衝撃から立ち直り、増援部隊の到着もあって防衛線を着々と固めた。ドイツ軍は計画通りの進撃ができず一部部隊のみが突出し、戦線は「バルジ」（「突出部」の意）を形成する。重要拠点バストーニュ攻略に失敗したドイツ軍は12月25日には最大でもミューズ川手前で進撃停止し、翌年1945年には連合軍による反撃も強化されドイツ軍は敗走。一時的に連合軍の戦略に狂いを生じさせたものの、貴重な戦力や物資を消耗するなど高い代償を支払うこととなる。

## 名称
アメリカ合衆国をはじめとする欧米では、ドイツ軍の突出した戦線「バルジ」にちなんで「バルジの戦い」（Battle of the Bulge）という名称が主に使われる。また、作戦指揮した西方総軍司令官ゲルト・フォン・ルントシュテット元帥の名前をとって「ルントシュテット攻勢」(Rundstedt Offensive)とも呼ばれる。
ドイツにおける正式な作戦名としては、連合軍に防衛的な作戦と誤認させるため名づけられた「ラインの守り作戦」（Unternehmen Wacht am Rhein）という作戦名が有名であるが、作戦開始直前には「秋霧作戦」（Unternehmen Herbstnebel）という正式作戦名となっている。
そのほか「アルデンヌの戦い」（Battle of the Ardennes）という名称もある。
日本では「バルジの戦い」が一般的だが「バルジ大作戦」とする資料も存在する。この戦いを描いた戦争映画の邦題は『バルジ大作戦』とされた。
以下、断りがなければ戦闘名は全て「バルジの戦い」とする。

## 戦闘前の状況

### 連合軍進撃の停滞

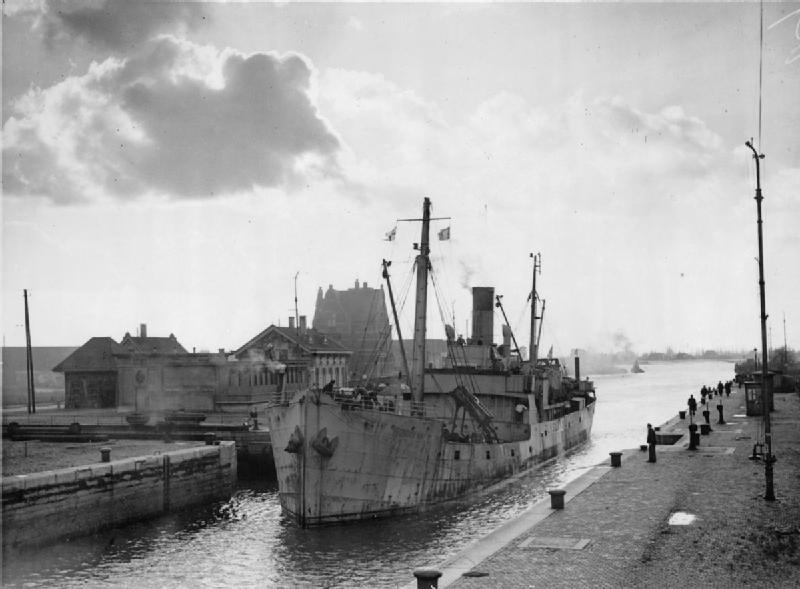
スヘルデの戦いの後、初めてアントワープに入港したイギリス軍の輸送艦

1944年6月6日から始まったノルマンディー上陸作戦を成功させたアメリカ軍とイギリス軍を主体とする連合軍はフランスで進撃を続け、8月25日には首都パリの解放が実現した。その後も連合軍はドイツ軍を追撃したものの、予想以上に早い連合軍進撃は補給線延長を招いたため連合軍進撃は停滞し、戦線は膠着状態にあった。9月4日にはイギリス軍が良好な港湾があるベルギーのアントワープを解放したものの、海とアントワープ間の水路両岸のドイツ軍陣地掃討が難航しており、港湾を補給拠点として使用できていなかった。この状況を打開するため、または「クリスマスまでに戦争を終わらせる」ために9月17日からオランダへの侵攻作戦、いわゆるマーケット・ガーデン作戦が開始された。だが、ドイツ軍の能力を軽視した作戦計画は作戦進行とともに次々と欠陥を露呈、本作戦は多くの犠牲とともに失敗した。
マーケット・ガーデン作戦失敗で、1944年中の終戦は困難となり、冬期間の連合軍の補給のため、アントワープを補給港として使用する必要に迫られた連合国遠征軍最高司令官ドワイト・アイゼンハワー大将は、第21軍集団司令官のバーナード・モントゴメリー大将にアントワープ周辺のドイツ軍掃討を命じた（スヘルデの戦い）。1か月の激戦の後、11月8日にはドイツ軍掃討は完了したが、水路の機雷除去など港湾整備に手間取り、アントワープが補給港として利用できるようになったのは11月末であった。その間、連合軍はノルマンディから補給品を「レッド・ボール・エクスプレス」と名付けた大量のトラックによるピストン輸送や輸送機による緊急空輸で前線に送り届けていたが、この輸送量では全面攻勢はできず、当面の需要すら十分には賄えていなかった。ドイツ軍が守るジークフリート線に近づくにつれ、連合軍は軍需物資不足に悩まされ、武器弾薬はおろか、多くの兵士の戦闘服はノルマンディ上陸時の軽装服であり、気温が下がり雪が降っても、冬期戦闘服はほとんど支給されていなかった。
軍需物資の慢性的不足に加え、ジークフリート線に近づくにつれドイツ軍の抵抗も頑強になっており、1944年9月から10月にかけ連合軍進撃は徐々に停滞してしまった。連合軍は限られた物資で限定的攻勢をせざるを得ず、10月1日にはドイツ本土の古都アーヘンに進攻（アーヘンの戦い）、10月22日にはアーヘンを攻略した。11月になるとアントワープ使用の目途も立ち、また補給隊や工兵隊の休みない努力によって補給状況に改善の兆しが見え、連合軍はいよいよ本格的攻勢準備に着手する。その準備として、大攻勢の障害となるドイツ・ベルギー国境にあるヒュルトゲンの森に展開するドイツ軍撃破のため、アメリカ軍は単独で大規模攻撃を行うが、地形を利用したドイツ軍の防衛は頑強でアメリカ軍は大苦戦を強いられた（ヒュルトゲンの森の戦い）。
アメリカ軍はヒュルトゲンの森に次から次へ新しい増援を送り込まねばならなくなり、大損害を受けた部隊は休息や再編成のためアルデンヌに送られた。アルデンヌ一帯は両軍ともに積極的な作戦行動が行われていなかったことから“幽霊戦線（ゴーストフロント）”と呼ばれ、アメリカ軍は再編途中や休息中の部隊を配置しており、兵士らの保養のために映画館や、マディソン・スクエア・ガーデンという名称をつけた体育館などのスポーツ施設や、泥風呂につかれるスパなどといった娯楽施設まで設置されていた。ドイツ軍の侵攻直前にはハリウッド女優のマレーネ・ディートリヒも慰問のために訪れている。軍紀も緩み、兵士たちは地元女性とデートしたり、Kレーションに飽きたアメリカ兵が、L-4 グラスホッパーに短機関銃を持って乗り込んで、低空飛行してバーベキュー用野豚狩りをしているという森林監視員からの苦情が第12軍集団司令官のオマール・ブラッドレーに届くほどであった。
また、太平洋戦域の戦況もヨーロッパ戦線に大きな影響を及ぼしていた。従来の連合軍の基本方針は、まずはナチス・ドイツを打ち破ることを優先し、それまでは太平洋戦線での積極的な攻勢は控えるというもので、投入される戦力や物資はヨーロッパ70％に対して太平洋30％と決められていたが、アメリカ陸軍の大物ダグラス・マッカーサー元帥やアメリカ海軍が、日本軍の手強さと太平洋戦線の重要性をアメリカ合衆国大統領フランクリン・ルーズベルトに説いて、ヨーロッパと太平洋の戦力や物資の不均衡さは改善されており、アメリカ軍は太平洋上において大規模な二方面作戦を展開していた。さらにマッカーサーは、フィリピンの戦い (1941-1942年)での汚名を返上すべく、フィリピンの奪還を強硬に主張していた。フィリピンには日本軍が大兵力を配置しており、その攻略には太平洋戦線過去最高規模の兵力が必要であったが、ナチス・ドイツ打倒の優先を主張していた大英帝国首相ウィンストン・チャーチルも、この頃にはヨーロッパの戦争は最終段階に入っていると考えており、太平洋方面の戦況に大きな関心を寄せていた。そのような状況で、マッカーサーはルーズベルトにフィリピン奪還を認めさせると、政治力を駆使して174,000名の兵員と700隻の艦艇と多数の航空機を準備したが、この大兵力のなかには、ヨーロッパ戦線への増援に予定されていた戦力も多く含まれていた。アイゼンハワーらヨーロッパ戦線の司令官たちは、太平洋が優先されて、次第に減少していく増援や補給を憂慮する事態と陥っていたとき、ドイツ軍の反撃が開始されることとなった。

### ヒトラーの「最後の賭け」

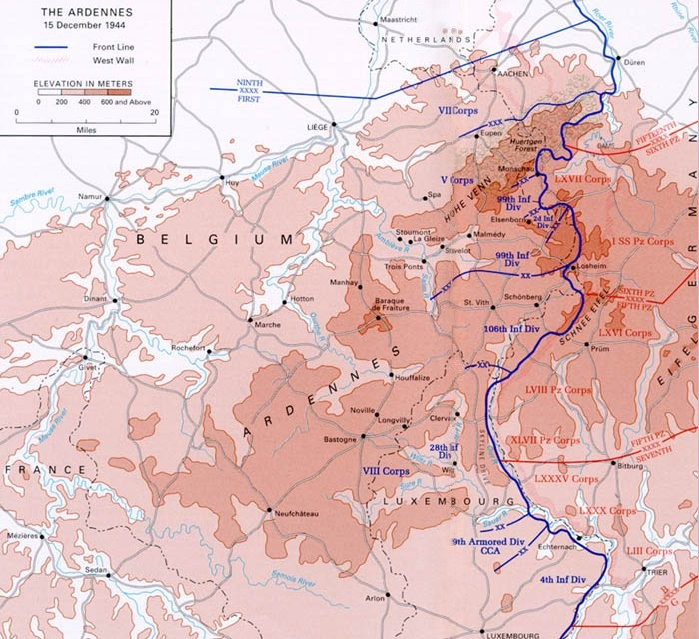
1944年12月15日。

かねてよりドイツのアドルフ・ヒトラー総統は、西部戦線での連合軍に対する反撃攻勢を夢想していた。ノルマンディーに上陸した連合軍は急進撃していたが、ヒトラーは、いつかは連合軍補給路が伸びきって、休息や再編成のため進撃停止しなければいけなくなると予想しており、その進軍停滞に乗じて防衛を固めても、守っているだけでは敵軍すべてをいつまでも防ぎきれるものではなく、むしろその時間的余裕を利用して大反攻の準備をすべきと決意した。ヒトラーは大反攻計画を1944年7月末より検討し始めたが、その直前に発生したヒトラー暗殺未遂事件によって、国防軍への信頼感を失っており、この大反攻計画をごく一部の腹心の協力を得ながら、ヒトラー自らが立案、作戦指揮をしようと考えていた。ヒトラーは、フランスを進撃してくる連合軍はあくまでも寄合所帯であって、ドイツ軍が反攻してきても、その対応についてはアメリカ本国やイギリス本国との難しい調整が必要となって迅速な対応ができず、その間にドイツ軍は勝利の道を邁進できると判断していたが、これはヒトラーの認識違いで、連合軍はSHAEF司令官のアイゼンハワーが連合軍各国政府から全権を委任され迅速な対応ができる体制となっており、このヒトラーの誤認識がのちの作戦展開に大きな影響を及ぼすこととなる。
ヒトラーは作戦地域をアルデンヌに決定した。この地域はナチス・ドイツのフランス侵攻でドイツ軍が進攻した由緒あるルートで、なおかつ4年間の占領期間でドイツ軍は戦車などの軍用車両が急行できる道路を隅々まで熟知しており、連合軍に対し圧倒的に有利と考えたからであった。ヒトラーの作戦計画は、アルデンヌで順調な進撃で自信過剰となっている連合軍の隙をつき、スピードに物を言わせて攻め立てて、一気にアントワープを奪還するというものであった。アントワープはスヘルデの戦いの後に急速に整備され、ヨーロッパ戦線における連合軍の重要な補給港となっており、奪還することにより連合軍部隊の補給路を遮断し、その後に連合軍のアメリカ、イギリス、カナダ、フランス各軍を個別に撃破しようという、エーリッヒ・フォン・マンシュタイン元帥がナチス・ドイツのフランス侵攻のさいに行ったマンシュタイン・プランの縮小版のような計画であり、ヒトラーは1940年の怒涛の電撃戦による快進撃をもう一度味わいたいと願い、さらには、連合軍を海に追い落とす「第二のダンケルク」の再現まで夢想していた。ヒトラーは短期且つ圧倒的な勝利によって、連合国の少なくとも1か国を戦争から脱落させ、一時的に強化された立場をもって、有利な講和に持ち込み、その後に全戦力を東部戦線に投入してソ連軍を粉砕できると考えていた。
1944年9月16日、ヒトラーはヴィルヘルム・カイテル元帥、アルフレート・ヨードル上級大将、ヴェルナー・クライペ航空兵大将、ハインツ・グデーリアン上級大将の4人を招集すると、「わたしはいま重大な決心をした。私は攻勢に転じるつもりだ」「アルデンヌ地域を突破して、目標はアントワープ」とついに極秘裏に検討してきた作戦計画を打ち明けた。グーデリアンはヒトラーの作戦計画を聞くと、東部戦線から戦力を引き抜けば、同戦線に惨事をもたらすと抗議したが、ヒトラーはその発言を一蹴した。クライペは連合軍の空からの攻撃に現状のドイツ空軍では対抗できないと懸念を示したが、ヒトラーは作戦開始は11月であり、例年の悪天候で連合軍の航空機はまともに出撃できないとして、その懸念も一蹴している。ヒトラーはこの作戦指揮を西方総軍司令官ゲルト・フォン・ルントシュテット元帥にとらせるとも述べた。ルントシュテットはフランスでの敗戦の責任をとらされて、一旦は西方総軍司令官を解任されていたが、ヒトラーはこの大作戦の指揮をとることができるのはルントシュテットの他にはいないと考えており、9月初めに元の地位に復帰させていた。
しかし、ルントシュテット自身は、ヒトラーの計画を現実離れしていると考えて作戦に反対しており、より実現性の高い、アメリカ軍のアーヘン突出部を粉砕するといった限定的な反攻を計画しその準備も進めていたが、結局は、ヒトラーの命令通り、B軍集団のヴァルター・モーデル元帥とともに「ラインの守り作戦」の指揮をとることなった。ルントシュテットは作戦計画を聞くと「アントワープだって？とんでもない、もしミューズ川に到達できたらひざまずいて神に感謝すべき」と酷評している。作戦はヒトラーが細部に至るまで一部の腹心と入念に練り上げたものであったが、のちに連合軍がこの作戦をあたかも自分が発案したかのように「ルントシュテット攻勢」と呼称していると知って立腹している。
最大の問題は戦力の準備であり、ヒトラーは作戦計画を国防軍最高司令部にも明かすと、「11月には攻勢を始められるように準備せよ。1～2か月のうちに25個師団を西部戦線に移動せよ」という命令を出し、国防軍最高司令部の将軍たちを驚かせている。ドイツ軍は1944年8月の1か月だけでも468,000人の兵士が死傷するなど、これまでの戦争で既に336万人の兵士を失っており、ドイツ軍精鋭師団の多くもこれまでの激戦で原型をとどめないほど小規模化していたので、ヒトラーの命令は実現不可能と思われていた。ヒトラーはこの戦力不足を解消するため、徴兵年齢の拡大、後方支援要員を戦闘部隊に編入するなどの策を講じて兵員を増員し、また連合軍による工場地帯への猛爆撃のなかでも、工場労働者の労働時間の延長や、政府機関要員を工場労働に従事させるなどの強引とも言える戦争指導によって、軍需生産は増大して空前の生産記録を達成し、ヒトラーの命令通り11月中には戦力の準備には目途をつけることができている。
作戦は当初計画では11月中の開始予定であったが、戦力の準備が遅延したことや、補給の問題も解決せずに2週間遅延していた。ヒトラーは作戦準備の遅さに激昂し、最終的な作戦開始を12月16日の05：30と決定して、各指揮官に徹底した。ヒトラーは作戦に参加する戦力として30個師団の投入を命じたが、実際に準備できたのは作戦に参加する精鋭約20個師団と予備5個師団の計25個師団となった。この時期の多くのドイツ軍師団はこれまでの激戦での損失で多くが定員割れを起こしていたが、作戦に投入される師団には優先的に補充が行われ、ノルマンディで可動戦車3輌にまでなっていた第2装甲師団(英語版） は、作戦開始には定数の14,000人の兵力となっている。主力戦車であったV号戦車パンターは、作戦に投入される8個戦車連隊の9月時点での配備数は合計でわずか62輌、戦車兵の充足率も55％に過ぎなかったが、12月16日の作戦開始時点では合計416輌、戦車兵の充足率も101％に回復していた。

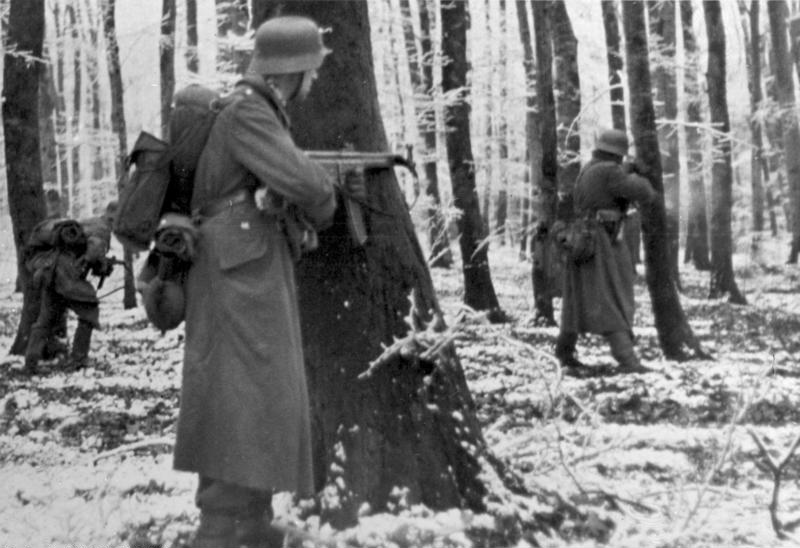
StG44アサルトライフルを装備してアルデンヌを進撃するドイツ兵

また、作戦の主力となる第1SS装甲師団「ライプシュタンダルテ・アドルフ・ヒトラー」のパイパー戦闘団には新鋭のティーガーII戦車が約20輌も配備された。練度の低い新編成の国民擲弾兵師団(en)もかき集めて投入されたが、兵員不足を補うため、通常の編成よりは自動火器（機関銃や短機関銃）の装備率が上げられていた。なかには第26国民擲弾兵師団 のように歴戦の歩兵師団を改編し、17,000人と通常の師団よりは多い兵員を割り当てられ、StG44アサルトライフルやパンツァーファウストなどの新兵器もふんだんに配備された精鋭師団も含まれていた。ドイツ軍の新兵器のなかではネーベルヴェルファーがその甲高い発射音でアメリカ兵に「金切声のミーミー」というあだ名を付けられて恐れられた。軍需燃料の不足も深刻さを増していたが、それまで備蓄していた予備燃料400万ガロン（1,500万リットル）を切り崩す許可をヒトラーが出した。しかしそれでも燃料不足が懸念されていた。

### 計画の立案

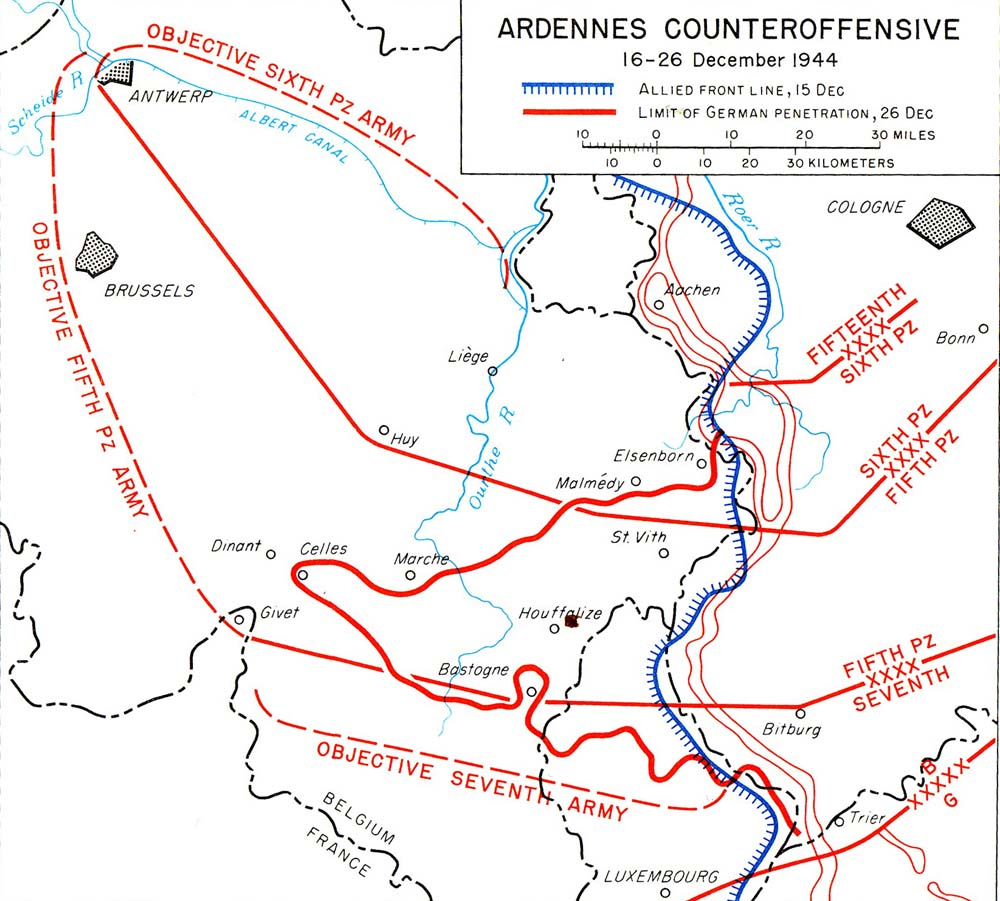
ヒトラーの進撃計画と実際の進撃の比較

9月中旬までに、アルデンヌの森を通って攻撃を行うことが決定された。計画としては、連合軍の防衛線に猛烈な準備砲撃を浴びせたのち、選抜された部隊が12か所で連合軍の防衛線を突破、その突破口から戦車や装甲擲弾兵が西方のミューズ川に向けて突進し、連合軍が防御を固める前にミューズ川の橋梁を確保して渡河することを作戦の第1段階とし、その後にアントワープとブリュッセルに進撃して、ヨーロッパ戦線の連合軍を分断しようというのが作戦の第2段階とされた。第1段階のミューズ川への迅速な進撃を実現するためには、一刻も早く交通の要衝を確保して、ドイツ軍の補給路を確保しつつ、連合軍の増援部隊を阻止する必要があった。アルデンヌで道路が集中する交通の要衝はマルメディ、サン・ヴィット、ウーファリズ、バストーニュの4か所であったが、この全部を攻勢2日目までに確保することが求められていた。この中でバストーニュが最も遠方にあったが、東西の道路の中心部であり最重要攻略目標となった。作戦計画では「いかなる犠牲をはらっても」攻勢2日目までには必ず確保し、どんな反撃に対しても絶対に固守しなければならないとされていた。
作戦は連合軍諜報部にラインラントの防御作戦と誤認させるため「ラインの守り（Wacht am Rhein）」 と名付けられた。これはドイツの歌から取られた名称でもあったが、作戦開始直前に「秋霧作戦（Unternehmen Herbstnebel）」という正式名称に改められた。

#### ドイツ軍の編成
ヨーゼフ・ディートリヒの率いる第6SS装甲軍は、1944年10月26日に新しく編成された。同軍は武装親衛隊の精鋭師団、第1SS装甲師団「ライプシュタンダルテ・アドルフ・ヒトラー」および第12SS装甲師団「ヒトラーユーゲント」を組み込んだ。彼らは主要攻撃部隊として北部の攻撃を行い、その目標はアントワープの確保であった。
- 第6SS装甲軍
  - 軍直属部隊
    - 第653重戦車駆逐大隊
    - 第217突撃戦車大隊
    - 第394、667、902突撃砲大隊
    - 第741戦車猟兵大隊
    - 第1098、1110、1120、重榴弾砲中隊
    - 第428重迫撃砲中隊
    - 第1123K-3中隊
    - 第2高射砲師団 (第41、43連隊）
    - 降下猟兵大隊「フォン・デア・ハイテ」（フォン・デア・ハイテ戦闘団）
    - 第4トート旅団

  -  第1SS装甲軍団
    -  第1SS装甲師団「ライプシュタンダルテ SS アドルフ・ヒトラー」
    -  第12SS装甲師団「ヒトラーユーゲント」
    -  第12国民擲弾兵師団（英語版）
    -  第277国民擲弾兵師団
    -  第3降下猟兵師団（英語版）
    - 第150SS装甲旅団（英語版）（指揮官：オットー・スコルツェニーSS中佐）
      - 第600SS降下猟兵大隊

  - 軍団直属部隊
    - 第4国民発煙旅団 (第51、53発煙連隊)
    - 第9国民発煙旅団 (第14、54発煙連隊)
    - 第388国民砲兵軍団
    - 第402国民砲兵軍団
    - 第501SS砲兵大隊
    - 第501SS砲兵観測大隊

  - 第2SS装甲軍団
    -  第2SS装甲師団「ダス・ライヒ」
    -  第9SS装甲師団「ホーエンシュタウフェン」

  - 第67軍団
    -  第3装甲擲弾兵師団（英語版）
    -  第246国民擲弾兵師団（英語版）
    -  第272国民擲弾兵師団
    -  第326国民擲弾兵師団（英語版）

ハッソ・フォン・マントイフェルの率いる第5装甲軍は、中央攻撃ルートに割り当てられブリュッセルの確保が目的となった。しかし、ミューズ川への最短ルートは第6SS装甲軍の戦区に指定されているため、最も距離のあるルートを進撃せざるを得ず、進撃のスピードを求められていた。
- 第5装甲軍
  - 軍直属部隊
    - 第19高射砲旅団
    - 第207、600工兵大隊
    - 第653重戦車駆逐大隊
    - 第669東方大隊
    - 第638、1094、1095重砲兵中隊
    - 第25/975要塞砲兵大隊
    - 第1099、1119、1121重迫撃砲中隊
    - 第3トート旅団

  - 第39装甲軍団
    -  第167国民擲弾兵師団（英語版）

  - 第47装甲軍団
    -  第2装甲師団
    -  第9装甲師団（英語版）
    -  装甲教導師団
    -  総統護衛旅団（英語版）
    -  第26国民擲弾兵師団（英語版）

  - 第58装甲軍団
    -  第116装甲師団
    -  第560国民擲弾兵師団（英語版）

  - 第66軍団
    -  第18国民擲弾兵師団
    -  第62国民擲弾兵師団（英語版）

エーリッヒ・ブランデンベルガーの率いる第7軍は、側面の支援と南部の攻撃に割り当てられた。
- 第7軍
  - 軍直属部隊
    - 第657、668重戦車大隊
    - 第501要塞対戦車大隊
    - 第47工兵大隊
    - 第1092、1093、1124、1125重榴弾砲中隊
    - 第660重砲兵中隊
    - 第1029、1039、1122重迫撃砲中隊
    - 第999懲罰大隊（英語版）
    - 第44機関銃大隊
    - 第15高射砲連隊
    - 第1トート旅団

  - 第53軍団
    -  第9国民擲弾兵師団（英語版）
    -  第15装甲擲弾兵師団（英語版）
    -  総統擲弾兵旅団（英語版）

  - 第80軍団
    -  第212国民擲弾兵師団（英語版）
    -  第276国民擲弾兵師団（英語版）
    -  第340国民擲弾兵師団

  - 第85軍団
    -  第5降下猟兵師団（英語版）
    -  第352国民擲弾兵師団
    -  第79国民擲弾兵師団（英語版）

第15軍は再編成されたばかりで、最北部に配置された。任務はその地域のアメリカ軍勢力を固定し、攻撃に最適な状況を作り出すことであった。
- 第15軍（1944年12月）
  - 軍直属部隊
    -  第10SS装甲師団「フルンツベルク」
    -  第176歩兵師団（英語版）
    -  第183国民擲弾兵師団（英語版）
    -  第59歩兵師団（英語版）

  - 第81軍団
    -  第363国民擲弾兵師団（英語版）
    -  第47国民擲弾兵師団（英語版）
    -  第353歩兵師団（ドイツ語版）

  - 第74軍団
    - 第85歩兵師団（英語版）
    -  第272国民擲弾兵師団
    -  第326国民擲弾兵師団（英語版）

  - 第67軍団
    -  第277国民擲弾兵師団
    -  第246国民擲弾兵師団（英語版）
    - 第89歩兵師団（英語版）
    -  第3降下猟兵師団（英語版）

- 第15軍（1945年1月）
  - 軍直属部隊
    -  第27SS義勇擲弾兵師団「ランゲマルク」
    -  第28SS義勇擲弾兵師団「ヴァロニェン」
    -  第12国民擲弾兵師団（英語版）

  - 第12SS装甲軍団（英語版）
    -  第176歩兵師団（英語版）
    -  第183国民擲弾兵師団（英語版）
    -  第59歩兵師団（英語版）

  - 第81軍団
    -  第363国民擲弾兵師団（英語版）
    -  第353歩兵師団（ドイツ語版）
    - 第85歩兵師団（英語版）

  - 第74軍団
    -  第272国民擲弾兵師団
    -  第62国民擲弾兵師団（英語版）

ドイツ空軍からは以下の部隊が参加した。
- 第2戦闘機軍団（英語版）
- 第3高射砲大隊

攻撃の成功には三つの点が要求されると考えられた。
- 攻撃は完全な奇襲であること。
- 悪天候であること。連合軍の制空権を無効にし、補給路が確保できること。時期は冬季のしかも豪雪期に設定された。
- 迅速な進撃。モーデルはミューズ川に4日で到達しなければいけないと考えた。

#### ドイツ軍の作戦準備
ドイツ軍の作戦準備は戦史上でも稀なほど極秘裏に進められた。作戦を知っているのはヒトラー以下一部の高級軍人に限られ、機密が漏洩した場合は命をもって贖うと宣誓させられた。作戦区域内で素性の怪しい住民は事前に移住させられ、作戦に参加予定の部隊の兵士で出自の怪しい者は転属させられる徹底ぶりであった。作戦に参加予定の部隊はオーストリア、東プロイセン、デンマークといった遠隔地から集めねばならず、部隊の移動が最も大きな問題となったが、主に鉄道を使用してこの問題を解決した。連合軍の航空機が跳梁している日中には、部隊を乗せた列車をトンネルや森の中に隠しておき、夜間になって素早く目的地に移動して部隊を降ろし、夜明け前には次の積み荷のために指定場所に向かうといったことを繰り返した。鉄道の拠点には空襲警戒所を多数設置し、連合軍の航空機を発見すると素早く列車をトンネルなどに潜り込ませた。9月から11月にかけてドイツ軍が鉄道で輸送した兵器、物資、燃料などは延べ貨車10,000両分の144,735トンにも上ったのに対して、この間に連合軍の航空攻撃で失った列車はわずか23両だけであった。また、鉄道輸送された部隊はそのまま攻撃位置に直行することはなく、攻撃開始直前に攻撃開始地点に移動する手筈となっていた。

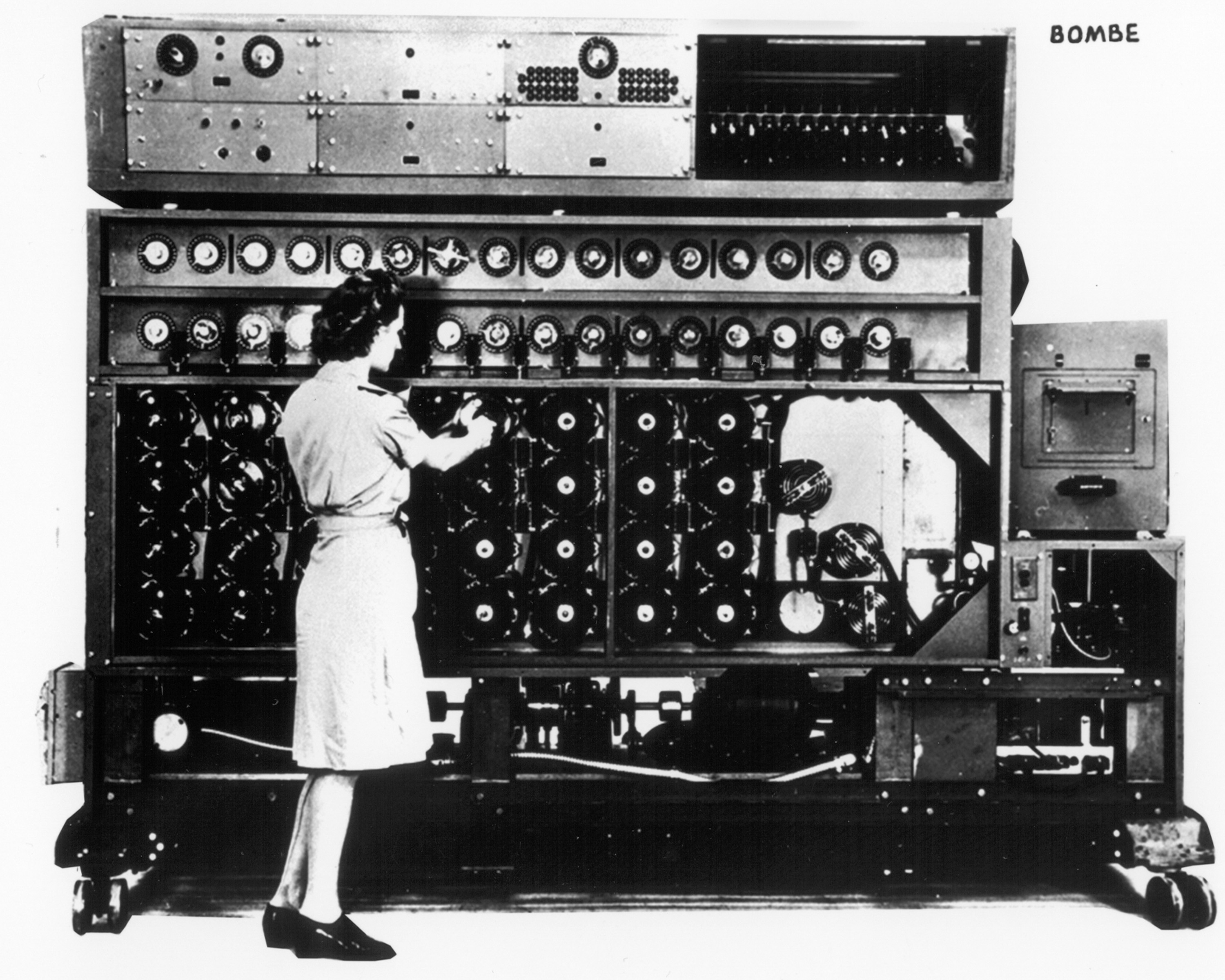
アメリカ海軍のエニグマ暗号解読機「ボンバ」

連合軍はドイツ軍のエニグマによって暗号化された無線通信を傍受し、それを暗号解読班（アメリカ軍はマジック、イギリス軍はウルトラ）が解読することによって、諜報作戦をほとんど成功させていた。この暗号解読によりドイツ軍の機密情報をいくども取得してきた連合軍の上級司令部は、情報収集や情報分析を暗号解読に大きく依存していたが、ドイツ軍は作戦開始の3週間前から無線の利用を厳しく制限し、作戦計画については、命令文を暗号通信で送信するのではなく、高級将校が厳重に管理した命令書を持ち運び、物理的に伝達先の高級将校に手渡すといった、原始的ながら徹底した機密保持策を行っていた。また、ドイツ国内ではこのような命令が電話とテレプリンターによってやり取りされており、ドイツ軍の無線の沈黙により、情報収集を暗号無線の解読に頼り切っていた連合軍はドイツ軍の正確な意図を分析しかねていた。
連合軍上級司令部が暗号無線解読に偏重するなかで、敵陣深くに侵入し多くの捕虜を獲得してこれを尋問して敵の意図を探るといった、従来型の威力偵察が軽視されるようになっていた。前線ではドイツ軍の活発的な動きに関する情報が上級司令部に寄せられ、ドイツ軍捕虜からも貴重な情報が得られており、そのなかには、ドイツ軍の極秘作戦であるグライフ作戦の概要の情報まであった。アメリカ第1軍司令部の情報参謀ベンジャミン・ディクソン大佐は、押収したドイツ軍の秘密文書や、周辺の航空偵察写真、それに従来型の威力偵察による情報などを総合的に分析して「フォン・ルントシュテットは兵力を巧みに温存しており、しかるべきときに、しかるべき場所で、空軍、装甲兵力、歩兵、秘密兵器による集中的な反撃に出る能力を有している」「反撃の場所は、おそらくドイツ軍が幾度もフランス侵入への通路として使用したアルデンヌ近辺だろう」と、ドイツ側の意図をほぼ完璧に看破していたが、その分析が活かされることはなかった。ディクソンらの警告の他にも、偵察機がティーガーIを輸送する貨車や長い病院列車などを発見していたが、それはアルデンヌではなく他の戦線への移動と判断していた。航空機による偵察については、悪天候が続いて徹底した偵察ができなかったこともドイツ軍に幸いした。また、第6SS装甲軍と第5装甲軍が極秘裏にアルデンヌに移動していたのに、連合軍は両軍団がどの位置にいるのかも掴んでおらず、また位置を特定するために何の対策も講じなかった。
アメリカ軍は第1軍情報参謀のディクソンらの警告やドイツ軍増強の明らかな兆候にもかかわらず、アルデンヌ方面の弱体な部隊の交代、もしくは強化を行わず放置した。アルデンヌ地区に展開しているアメリカ第8軍団の司令官トロイ・H・ミドルトン少将は「アルデンヌ地区は広大で、我が軍団は135㎞にわたって薄く長く展開しているのが現状」とオマール・ブラッドレー中将に警告したが、軍司令部では既にドイツ軍は相当に弱体化しており、もはや脅威とはなりえないという楽観論が主流となっており、ブラッドレーは「心配するなトロイ、連中があそこを抜けてくることは金輪際ないから」と回答している。第8軍団が属する第1軍の司令部は保養地として有名だったスパに置かれており、司令官のコートニー・ホッジス中将ら司令部幕僚は、スパの中心にある高級ホテルブリタニックホテルに滞在していたが、これまで野営の幕舎生活であったのに、一転して優雅で快適な生活となったため警戒心が緩んでいたのも分析が楽観的となった一因との指摘もある。
緊張感のない司令部のなかで、ドイツ側の作戦を看破していたディクソンは「多くの捕虜はいま12月17日から25日までの間に攻撃があるだろうと述べ、中には“総統へのクリスマスプレゼントとしてアーヘンの奪還”の約束を口にしている」との具体的な警告も行ったが、ドイツ軍の攻撃開始時までこのディクソンの警告が軍内に広まることはなかった、ミドルトンの指揮下にあった歩兵師団は4個師団であったが、そのなかの第99歩兵師団と第106歩兵師団はアメリカ本土から到着したばかりで実戦経験はほとんどなかった。この頃にアメリカ本土から戦地に送られた将兵たちは、激戦が続く日本軍相手の太平洋戦域に派遣されるのを嫌がり、自分たちの部隊が西部戦線に派遣されるとわかると、全員が歓声をあげながら喜ぶといった状況になっており、この両師団の多くの将兵も自分たちが激戦に巻き込まれるとは考えていなかった。また、ヒュルトゲンの森で大損害を受けて休息・再編成中であった第28歩兵師団や第4歩兵師団の兵士たちも、状況の許す限り戦争のことは忘れて、与えられる愉しみは存分に味わいたいという考えであった。
そして、12月12日にヒトラーによる最終集結命令が下され、各攻撃参加部隊は前線から20㎞離れた場所から、各攻撃開始地点に移動を開始した。移動の物音を消すために、車両の車輪や軍馬の蹄は藁で包み、地上のエンジン音を消すために航空機が集結地上空で低空飛行を繰り返して、航空機の騒音によって欺瞞を図った。12月15日の夜には兵員30万名、砲1,900門、戦車と突撃砲970輌が攻撃開始地点への移動を完了していたが、連合軍はそれにほとんど気が付いていなかった。作戦に反対していた国防軍首脳たちも、思いのほか順調に進んだ作戦準備で自信を深めて、ルントシュテットは「西部戦線の兵士らに告ぐ。諸君らに重大な時がやってきた。アメリカ、イギリス軍に対して攻勢を開始するのである。各人期するところがあると思う。我々はあらゆるものをこれに賭ける。母国のために、総統のために、超人的な目標に向かってすべてを捧げる崇高な義務を、諸君らは負っているのである」、モーデルは「報復の剣を創造した総統と祖国とを、我々は決して失望させない。ロイテンの戦いの勝利の精神を持って、進め」と全軍に対して訓示した。

## ドイツ軍の攻撃

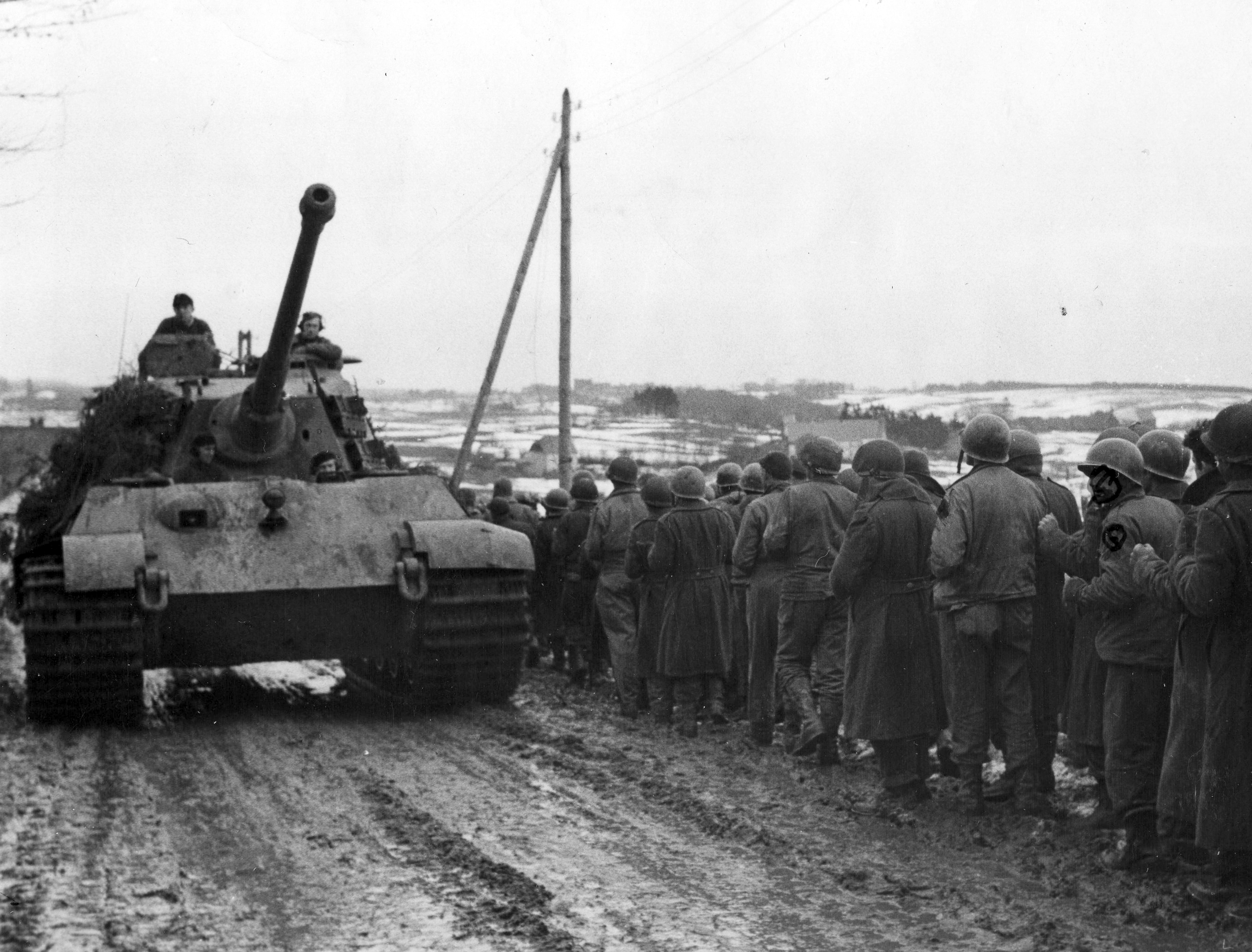
捕虜となったアメリカ第99歩兵師団の将兵の横を行くドイツ第501SS重戦車大隊のティーガーII戦車。

### パイパー戦闘団の快進撃

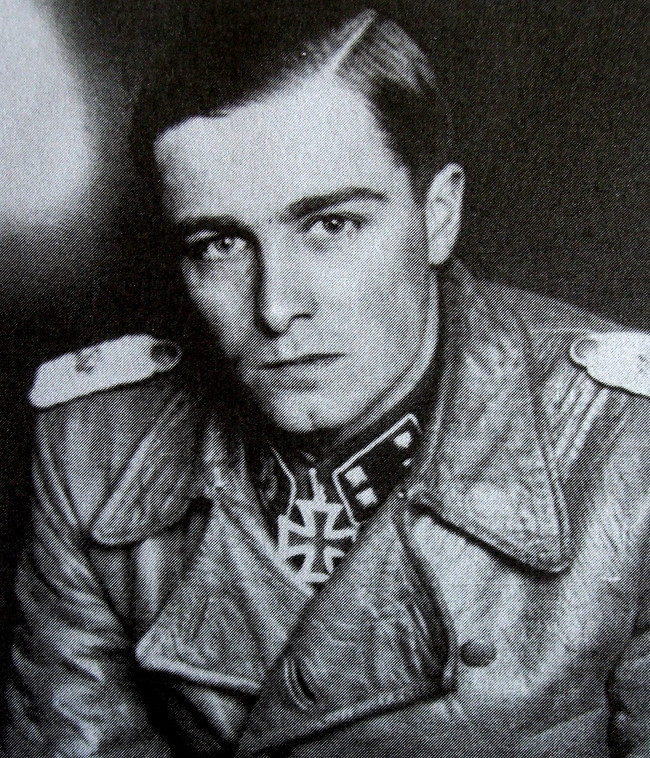
ヨアヒム・パイパー

南北に広く展開したドイツ軍の中で北部の侵攻を担当したのはヨーゼフ・ディートリヒ親衛隊（SS）大将が指揮する武装親衛隊の第6SS装甲軍であった。ヒトラーはヒトラー暗殺未遂事件以来、国防軍の高級将校を信頼しておらず、自分に忠誠を誓っている武装親衛隊への傾倒を強めており、ディートリヒに最も強力な戦力を与えて、作戦目的のアントワープに最も近距離の北部戦線の進撃を委ねていたが、そのなかでも最精鋭の第1SS装甲師団（ライプシュタンダルテ・アドルフ・ヒトラー師団）の先鋒を担い、先頭に立ってミューズ川に向けて進撃したのがパイパー戦闘団であった。戦闘団は4,800名の兵士と600両の車両から成りドイツ陸軍にあって最年少（29歳）の連隊長のヨアヒム・パイパー親衛隊中佐が率いていた。第1SS装甲師団は大規模な機械化部隊が進撃困難なアルデンヌの森林に対応するため、通常の編成とは異なる小規模な数個の戦闘団に分けられており、パイパー戦闘団が切り開いた突破口をマックス・ハンセン親衛隊大佐率いる装甲擲弾兵のハンセン戦闘団が押し広げて残敵掃討する作戦計画となっていた。
1944年12月16日、パイパー戦闘団はロースハイムで燃料補給を受けた後、第12国民擲弾兵師団が切り開いたアメリカ軍の防衛線を突破し進撃するという計画であったが、ロースハイムに鉄道で輸送されるはずであった燃料は届いておらず、またロースハイムに通じる橋梁が落ちていたため、進路上は大渋滞となっていた。パイパーは「速やかに突進しろ、道にあるものは何でも構わないから踏みつぶせ」と命じ、自らが交通整理まで行ってどうにか夜7：30にロースハイムに到着した。補給する燃料はないので、アメリカ軍の燃料集積所から奪取することとし、パイパー戦闘団は、第3降下猟兵師団の第9降下猟兵連隊がランツェラートの戦いにより占領していたランツェラートに向かい、そこからビューリンゲンにあるアメリカ軍の燃料集積所を目指すことにした。
既に、当初の作戦計画から進撃は遅れていたため、パイパーは友軍の地雷原のある最短ルートでの進撃を命じ、5輌の戦車と5輌の軍用車両を友軍の地雷で失いながらも、16日のうちにはランツェラートに到着した。第9降下猟兵連隊は陸上戦の経験が皆無のドイツ空軍ホフマン大佐が指揮し、将兵も実戦経験がほとんどなかったため、日中の戦闘ではドイツ軍の1個降下猟兵連隊がアメリカ軍の1個小隊に苦戦するという拙戦を行っていた。パイパーはカフェに置かれた司令部を訪れると、周囲のアメリカ軍の状況を確認したが、連隊長以下誰も状況を把握しておらず偵察すらしていないことが判明した。呆れたパイパーはホフマンに1個大隊の提供を命じ、降下猟兵を戦車にタンクデサントさせてブフホルツ駅に向けて進撃し、2個小隊のアメリカ軍歩兵を蹴散らして確保すると、休息を取ることもなく進撃を再開した。
12月17日の06:00頃、パイパー戦闘団はホンスフェルドに到達したが、前線から退却してきたアメリカ軍第99歩兵師団の将兵や車両であふれていた。パイパーは退却するアメリカ軍の隊列の最後尾から襲い掛かった。ホンスフェルドは、第99歩兵師団と第14騎兵連隊の一部が守っており、多数の対戦車砲も装備していたが、パイパー戦闘団の急襲に対応できずまともに抵抗もできなかった。パイパーはヒトラーより「人道主義的な抑制は無用」と命じられており、容赦のない戦闘を行った。ある建物に22人のアメリカ兵が立て籠もっていたが、パイパーは大部隊で取り囲むとティーガーⅡの88㎜砲を撃ち込ませ、建物が倒壊して生き残ったアメリカ兵が白旗を掲げて投降してくると、容赦なく全員を機銃掃射でなぎ倒している。容赦ないパイパーの攻撃でホンスフェルドのアメリカ軍は投降するか敗走し、15門の対戦車砲と50輌以上の車両が鹵獲された。パイパー戦闘団は08:00頃に目的のビューリンゲンのアメリカ軍の燃料集積所を奪取し、ここで5万ガロンの燃料を確保、自軍の車両に補給し、残りを鹵獲したトラックに積み込んで、再び西方へ進撃を開始した。ホンスフェルドから敗走したアメリカ軍はその後に進撃してきたハンセン戦闘団とポトーで戦闘となり、M8装甲車など多数の装備を残して潰走している。

#### マルメディ虐殺事件

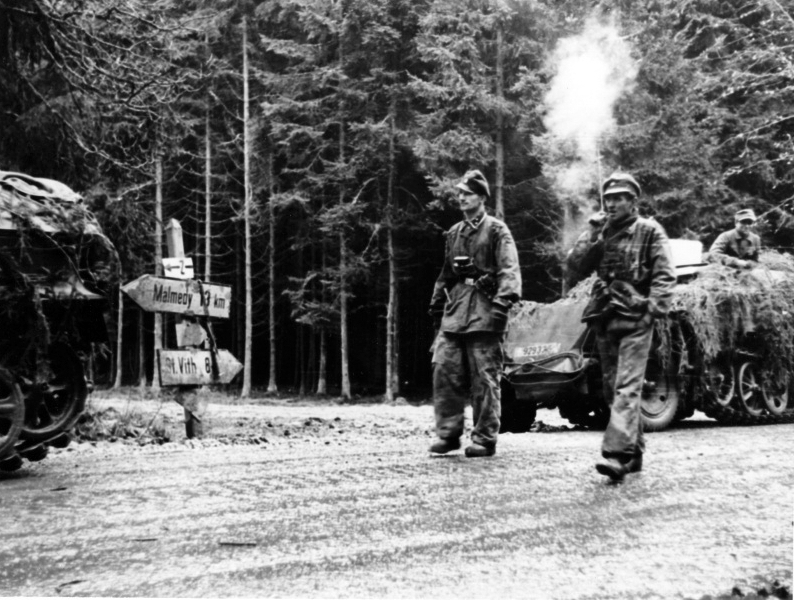
マルメディ付近で撮影されたパイパー戦闘団の隊員ら

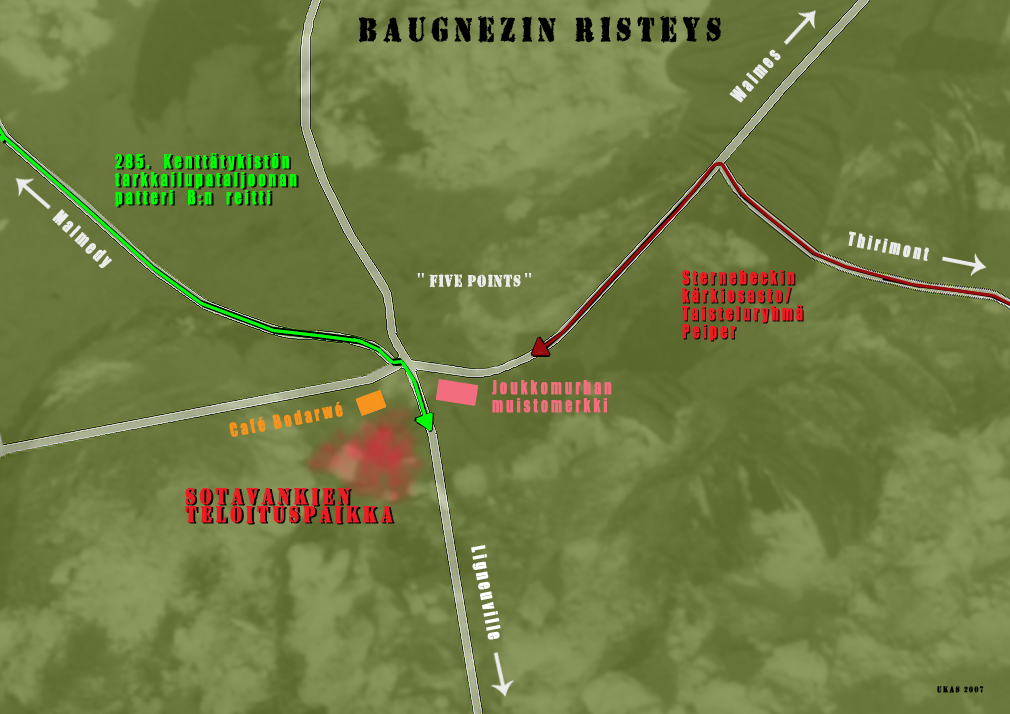
虐殺の現場となった交差点での接敵の状況。緑色の矢印がB中隊、赤色の矢印がパイパー戦闘団を示す。5本の道路の合流点であることから、この交差点はアメリカ軍ではファイブ・ポインツと通称された。

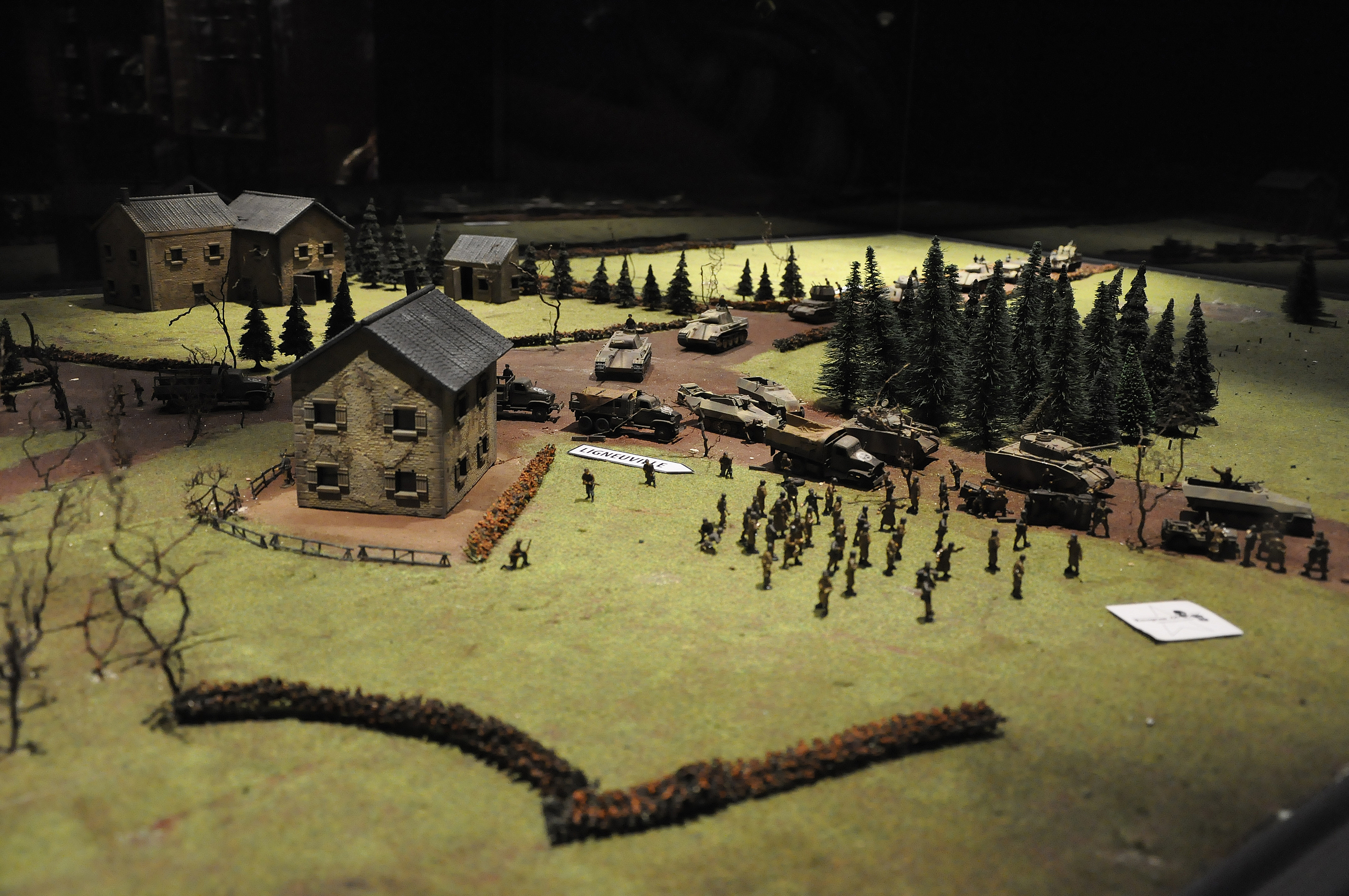
事件現場を再現したジオラマ。アメリカ兵らはファイブ・ポインツ近くの畑に集められ、ドイツ軍装甲部隊の車列はリヌーヴィルに向かって南下しようとしている。ボネ44歴史博物館の展示品。

12月17日12:30にパイパー戦闘団はマルメディとリヌーヴィルの間の高地、ボーネズ村の近くでアメリカ第285砲兵観測大隊に遭遇した。小戦闘の後にアメリカ軍部隊は降伏し、捕虜の約150人が武装解除され後方に送られるため十字路の近くの野原に8列横隊で立たされた。パイパーは捕虜監視のため自走砲と2輌のトラックを置いて更に進撃した。生存者の証言では、この部隊を率いていた将校がまず1人を射殺し、それを合図にしてトラックに搭載されていた2挺の機関銃が乱射されて捕虜多数が射殺され、ドイツ兵はさらに負傷している兵士に近づくと一人一人頭を撃ちぬいてとどめを刺し、最後は笑いながらアメリカ兵の遺体を射的の的代わりにして銃弾を撃ち込んでその場を後にしたという。生存者のなかにはドイツ軍の将校が「Macht alle kaputt」（皆殺しにしろ）と命令したのを聞いたという者もいた。
ただし、虐殺の様相については不確かな部分も多い。1945年1月の『星条旗新聞』に掲載された事件に関する記事は、内容にいささかの脚色・誇張が含まれていたが、最初期に行われた生々しい報道としてしばしば書籍や記事に引用されてきた。また、事件へのメディアの関心の高まりは、後年になって一部の生存者にさえ著書やインタビューにおける誇張した証言を行わせた。21人の生存者らが12月17日にマルメディにて行った報告は、最も事実に近い内容と考えられている。彼らはおおむね同様の証言を行った。彼らは投降した後にファイブ・ポインツ（現場となった交差点の通称）のすぐ南にある畑に集結させられ、ドイツ兵から機関銃とライフルで銃撃を受けたのだという。ほとんどの生存者が、一連の銃撃が始まる前にピストルの銃声を2度聞いたとしている。その後、ドイツ兵らが畑に入り、まだ生きている者を射殺したり、遺体を蹴ったり突いたりして生死を確かめるなどしていたという。それからドイツ軍は撤収していったが、車両上から手当り次第に銃撃を行っていく者もいた。生存者のうち、1人を除く全員が最初の銃撃より前に脱走を試みた者はいなかったと証言し、彼らが逃げようとしたのはドイツ兵が完全にいなくなったと思ってからのことだった。一方、ある証言者は最初の銃撃よりも先に脱走を試みて森に逃げ込んだのだと証言した。加えて、多くの生存者らの証言は、銃撃が始まる前に畑で大きな混乱が起きていたことを示唆している。ピストルの銃声が響いた時に混乱は頂点に達し、何人かのアメリカ兵は集団の後ろに逃れようと互いを押しのけ合い、この時にアメリカの将校が事態を収拾しようと「その場を保て！」（Stand fast!）と叫んでいたとする多くの証言がある。

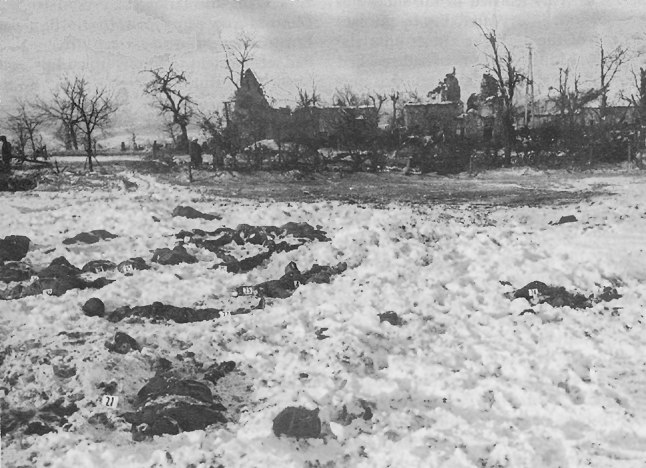
マルメディの虐殺現場、調査のために遺体にナンバリングがされている。

この事件で84人のアメリカ兵が虐殺されたが、のちに遺体の検視が行われ、43体が頭部に銃弾による傷を負い、少なくとも3人が頭部に重度の打撃を受け、3人が押し潰され、9人がまだ頭の上に腕を上げている状態でこと切れているなど生存者の証言に合致するような状況であったが、逆にドイツ兵がアメリカ兵の遺体を物色して金品を強奪していったという証言に対しては、多くの遺体に物色された痕跡がないなど証言と矛盾する状況もあった。虐殺は、バルジの戦いを取材していたアーネスト・ヘミングウェイら従軍記者によって報道され、あっという間にアメリカ全軍の末端の兵士にまでこの衝撃的なニュースは広まった。このニュースを聞いたアメリカ軍前線指揮官のなかには、親衛隊員は捕虜にはせず見つけ次第殺していいという命令をするものもあった。またこの虐殺によりアメリカ兵のなかでドイツ軍に降伏しても殺されるといった認識が広まることとなり、結果的にアメリカ兵を奮起させ、安易な投降を抑止し戦闘力を強化するといった逆効果を招いてしまったという指摘もある。
パイパーはその後も急進撃を続け、12月17日の午後にはアメリカ軍野戦指揮所があるリーニュヴィルに到達した。しかし、リーニュヴィルのムーラン・ホテルにあった高射砲部隊の司令部要員の殆どはパイパー戦闘団が到着する前に街を脱出していた。パイパー戦闘団は逃げ遅れていた22人のアメリカ兵を捕虜とすると、そのうち8人を外に引き出して射殺してしまった。射殺を目撃したホテルのベルギー人支配人が執行を命じた親衛隊軍曹に抗議すると、軍曹は支配人を殴り倒し「そのベルギーの豚も入れて全員撃ち殺せ」と命じている。その後、銃殺される直前に親衛隊の将校が現れて、処刑命令は撤回されて支配人らは九死に一生を得ているが、支配人は親衛隊将校の気が変わらないように、ホテル所蔵の高級シャンパンやブランデーをパイパー戦闘団に飲ませて懐柔を図っている。
リーニュヴィルから進撃を再開したパイパー戦闘団は、作戦開始してから初めてアメリカ軍戦車部隊と遭遇して戦車戦となった。パイパー戦闘団は2輌のM4中戦車と1輌のM10駆逐戦車を撃破したが、1輌のV号戦車パンターと2輌の装甲車を撃破された。その後も進撃を続けて、午後5時にはを望むアンブレブ川の対岸に到達していた。パイパーは夜陰に紛れて橋梁を渡ってスタブローを急襲する計画を立てたが、先行していた戦車が地雷で擱座したため、アメリカ軍に発見されたと考え、夜襲を諦めて明日の早朝にスタブローを攻撃することとした。不眠不休の進撃で指揮官のパイパー自身が疲労困憊していたことや、後続の支援部隊が交通渋滞もあってついてこれず、パイパー戦闘団は孤立していたこと、また、パイパーはこれまでの実績から1日に50マイルは進撃可能と考えており、あと42マイルまで迫っていたミューズ川には翌日には到達できると見込んだことなど、総合的な状況判断によって、この攻撃延期を決意したものであったが、この攻撃延期の判断がのちにパイパー戦闘団の運命を変えることとなった。連合軍はスタブローを突破されると、ウェルボモンが危機にさらされ、ウェルボモンも突破されれば、ミューズ川河畔の重要拠点リエージュまでは一本道であることから、パイパーの急進撃に危機感を抱いている。

### 北部戦線の戦い

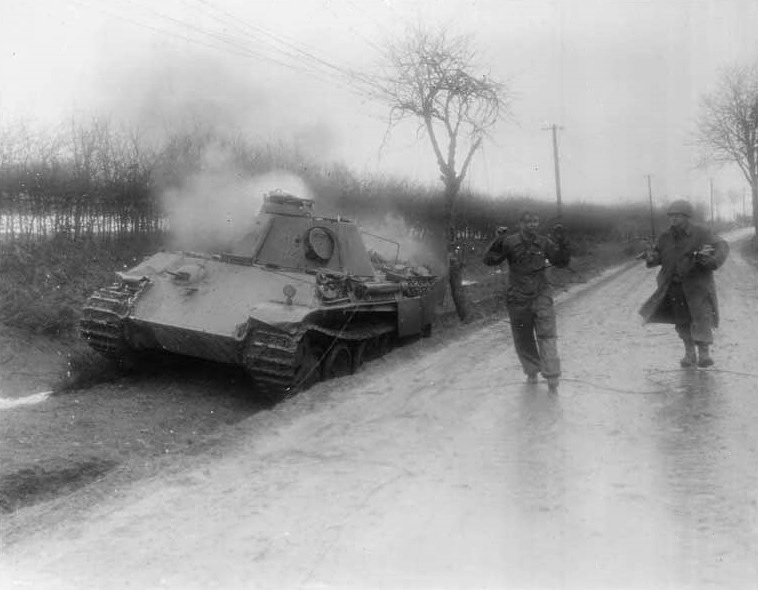
クリンケルトでアメリカ軍のバズーカで撃破されたヒトラーユーゲント師団のパンター戦車。手を挙げているのは捕虜になったドイツ軍戦車兵。

第1SS装甲師団と北部突破作戦の要とされていた第12SS装甲師団（ヒトラーユーゲント師団）であったが、大きな期待とは裏腹に作戦初日から、ヒトラーユーゲント師団の露払いをするべきであった第277国民擲弾兵師団が、第99歩兵師団の激しい抵抗にあってなかなか前進できずにいた。ヒトラーユーゲント師団長フーゴ・クラース（de:Hugo Kraas）SS少将は、増援としてIV号駆逐戦車部隊を送り、12月17日にはどうにかアメリカ軍の防衛線をこじ開け、ようやく作戦開始点からわずか数マイル先の村落クリンケルトとロッヒェラートに向けて進撃を開始することができた。しかし、アメリカ軍は実戦経験が豊富な精強師団ながら、再編成のために休息中であった第2歩兵師団第9連隊から1個大隊を、ドイツ軍の足止めのため村落の途上にあるラウスデール十字路に派遣した。そして同大隊にはエルセンボルン峠に配置されたアメリカ軍砲兵部隊が支援を行った。
第2歩兵師団の頑強な抵抗と激しい支援砲撃に第277国民擲弾兵師団は再び釘付けにされた。焦るクラースは、2個中隊のV号戦車パンターを抽出すると、ドイツ軍の戦闘教則を破って擲弾兵の支援なしで12月18日にラウスデール十字路に突入させた。パンター隊はアメリカ軍の阻止砲撃でたちまち4輌が撃破されながらもどうにか村落に突入したが、村落内で待ち伏せしていた第741戦車大隊のM4中戦車20輌と第644戦車駆逐大隊のM10駆逐戦車数輌にパンター6輌が撃破され、その後も村落に陣地を構築していた第38歩兵連隊のバズーカやM1 57mm砲で次々と撃破された。ドイツ軍はさらに第12国民擲弾兵師団を主力とする増援をつぎ込み、翌日まで激しい戦いが続き、19日の午後になってようやくアメリカ軍部隊が村落から撤退したが、この戦闘で北方のドイツ軍は大損害を被った。第741戦車大隊は8輌のM4を喪失したが、27輌のパンターと数輌の突撃砲を撃破、第644戦車駆逐大隊も16輌のパンター撃破を報告しているが、これは過大戦果報告ながら、抽出されたパンター2個中隊はこの攻撃で壊滅しており、早くもヒトラーユーゲント師団は主力戦力を失ってしまった。
翌12月20日にヒトラーユーゲント師団は残存戦力からヤークトパンター、IV号駆逐戦車、IV号戦車を抽出し、第12国民擲弾兵師団と連携してドム・ビュトゲンバッハの突破を試みた。しかし、攻撃翌日の21日には第613駆逐戦車大隊の新鋭駆逐戦車M36ジャクソンが増援として到着、さらに翌22日には第745戦車大隊のM4戦車1個中隊と第2歩兵師団第38歩兵連隊が到着して攻撃は撃退され、ヒトラーユーゲント師団は早くもこの12月22日で進撃が停止してしまい、アルデンヌ北部突破ルートはパイパー戦闘団が開いた狭い攻撃路に限られることとなった。この後、作戦の主力は第6SS装甲軍ではなく、戦線中央を進撃する第5装甲軍となっていく。

### 第5装甲軍の進撃

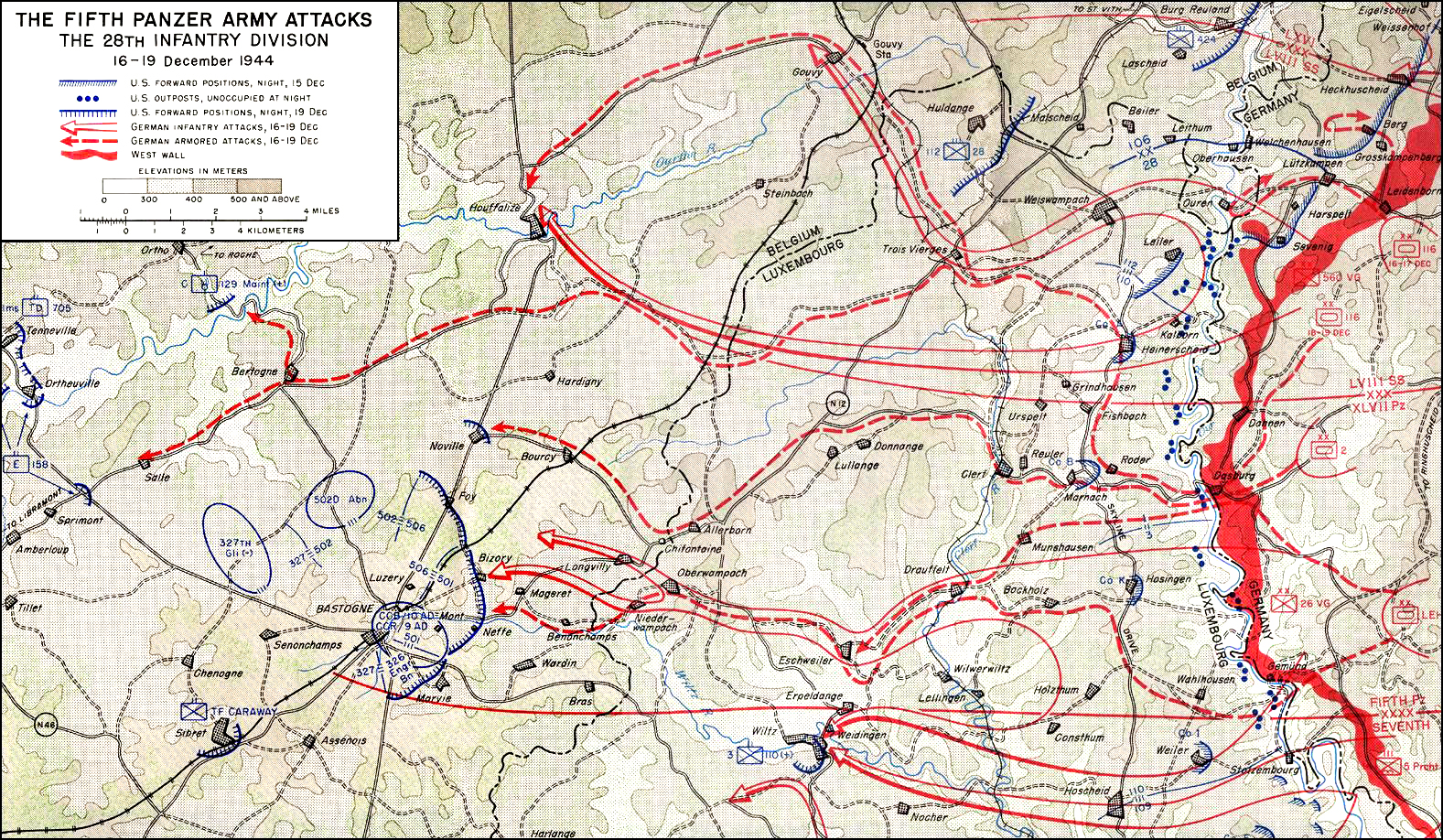
アルデンヌ中央戦線の第5装甲軍の進撃図

ハッソ・フォン・マントイフェル率いる第5装甲軍はその機動性を活かして、アルデンヌ戦線中央を進撃し攻撃2日目までには交通の要衝であるサン・ヴィト、ウーファリズ、バストーニュを攻略するように命じられていた。特に東西の道路網の中心でバストーニュは、アメリカ軍の反撃阻止の意味合いからも最重要攻略目標とされていた。第6SS装甲軍がヒトラーの指示で作戦開始前に、アメリカ軍陣地に集中砲火を加えてから進撃を開始したのに対して、マントイフェルはこれまでの豊富な実戦経験から、強固な陣地を構築する敵に対して多少の準備砲撃を行ったところで、敵に与える損害は大したことはないのに対して無用に防備を固める逆効果しかないと考えており、ヒトラーの命令に逆らって、まずは、入念に戦場の地形の偵察を行ない、敵に気づかれないうちに包囲する浸透戦術を採ることにしている。
“幽霊戦線”で最も敵陣に近いところに配置されていた部隊の一つが戦闘経験の乏しい第106歩兵師団であったが、マントイフェルは事前に機械化部隊を第106師団が陣地を構築している丘陵地帯を迂回させ、道路に沿って進撃させていた。やがて作戦開始時間となると、油断しきっていた第106歩兵師団の2個連隊を包囲してから激しい砲撃を加えて大混乱に陥れている。これは、正面からクリンケルトとロッヒェラートを攻めて苦戦している第6SS装甲軍とは対照的で、マントイフェルの巧みな指揮が際立つこととなった。第106歩兵師団長のアラン・ジョーンズ少将は、包囲された2個連隊にサン・ヴィト方面への脱出を命じるが、ドイツ軍の包囲は厚く包囲網を突破することができず死傷者が続出した。弾薬などの物資が底をついたが、悪天候で空輸でも補給もままならず、包囲されて3日後の12月19日、両連隊長はドイツ軍に降伏した。この降伏でアメリカ軍は9,000人余りが捕虜となりドイツ軍はこの勝利を誇らしげに喧伝し、この後も足踏みが続く第6SS装甲軍主力に対して、第5装甲軍の快進撃が続くこととなる。

ドイツ軍の捕虜となったアメリカ兵

戦線中央にはアメリカ軍第28歩兵師団の3個連隊が薄く広く配置されていた。その中で最前線に配置されていた第109歩兵連隊と第112歩兵連隊は攻撃開始とともに45分間の激しい猛砲撃を浴び、その後はたった2個連隊で第5装甲軍の第58装甲軍団と第47装甲軍団、第7軍の第85軍団の3個軍団を相手に戦うこととなった。それでも、第112歩兵連隊は戦車を伴って進撃してきた第5降下猟兵師団と激戦となったが、第9機甲師団の支援もあって終日ドイツ軍を近づけさせず戦線を保持した。しかし、周囲を進撃していくドイツ軍を見てこれ以上の戦線保持は困難と判断した連隊長は、連隊に夜間に背後のウール川を渡河しての撤退を命じたが、既に独第116装甲師団も渡河しており、第28歩兵師団司令部への進路を閉ざされ、司令部との合流が困難となった第112歩兵連隊はサン・ヴィトに向けて撤退した。同様に第109歩兵連隊も圧倒的なドイツ軍の猛攻にどうにか防衛線を維持していたが、第112歩兵連隊の戦線を突破した第5降下猟兵師団に背後を脅かされたため、南部の友軍防衛線への合流を目指して撤退した。
第28歩兵師団の2個連隊を撃破した第5装甲軍は、アメリカ軍が「スカイ・ドライブ」と名付けていた整備された道路を使用しバストーニュ目指して進撃したが、クレルヴ川をのぞむ要衝を守る第28歩兵師団の第110歩兵連隊と戦闘になった。攻撃初日にドイツ軍は第110歩兵連隊が守る要衝のひとつマルナッハに第2装甲師団の装甲擲弾兵が到達、激戦の末に攻略に成功していた。第110歩兵連隊のハーレー・フラー大佐は、自分たちが守る地域はクレルヴ川にかかる橋梁を望める要衝であり、その重要性を痛感していたことから奪取されたマルナッハの奪還を試み、第707戦車大隊の支援を受けて3方向からマルナッハを目指したが、昨日のうちに、ヴィレル・ボカージュの戦いでも名高い精鋭の装甲教導師団が村落に到着しており、装甲擲弾兵のみと考えていたフラーの目論見は外れて、強力なドイツ軍の反撃に第110歩兵連隊は大損害を被った。なかでも北方から進撃してきた18輌のM5軽戦車がドイツ軍戦車の砲撃で次々と撃破され、11輌を失って撃退されるなど、アメリカ軍の攻撃は失敗した。
突然のドイツ軍の侵攻に不意を突かれた第8軍団の司令官トロイ・H・ミドルトン少将は、ドイツ軍の規模やその意図についての情報を全く持たない中で、「諸隊が現在地を撤退するのは、そこが持ち堪えられなくなったとき、ただ、その時にかぎる」と実質的な死守命令を出した。隷下の各師団からはドイツ軍の戦力が強大なことや、いたるところで前線が突破されているという情報がもたらされたが、ミドルトンの死守命令が覆ることはなく、さらに「一切の陣地はいかなる犠牲をはらっても、これを堅持せよ」と強い命令を下している。
その後、第110歩兵連隊はクレルヴォーとホージンゲンでドイツ軍を迎え撃つこととなった。ミドルトンは予備兵力の第9機甲師団R戦闘部隊（CC-R）から戦車1個中隊と駆逐戦車4輌を送り込みフラーに死守命令を出したが、もはやクレルフ川をドイツ軍に突破されるのは時間の問題となっており、増援はこれが最後となった。それでも第110歩兵連隊は優勢なドイツ軍の攻撃に36時間も耐え続けたが、市街に突入した装甲教導師団の戦車が、連隊指揮所の置かれたホテルに零距離で砲撃を浴びせてきたため、連隊長のフラーは指揮所から脱出して後方の部隊に合流を目指したが、途中でドイツ軍の捕虜となってしまった。連隊長を失った後も各拠点は頑強に抵抗したが、12月18日になってまずはホージンゲンが降伏した。クレルヴォーでは連隊長を失った連隊本部の将兵が、クレルフ川の橋を望むクレルヴォー城に立て籠もって最後まで抵抗したが、城壁に戦車の徹甲弾で大きな穴をいくつもあけられて城が炎上すると「ドイツ軍の戦車と歩兵に包囲されている。さらに多くの戦車と歩兵がクレルヴォーを通過して北進中である」と打電したのち降伏した。第110歩兵連隊はこれで壊滅したが、その犠牲によって40時間以上もドイツ軍の足止めに成功し、ドイツ軍の進撃計画は大きく狂うこととなった。

### バルジの形成

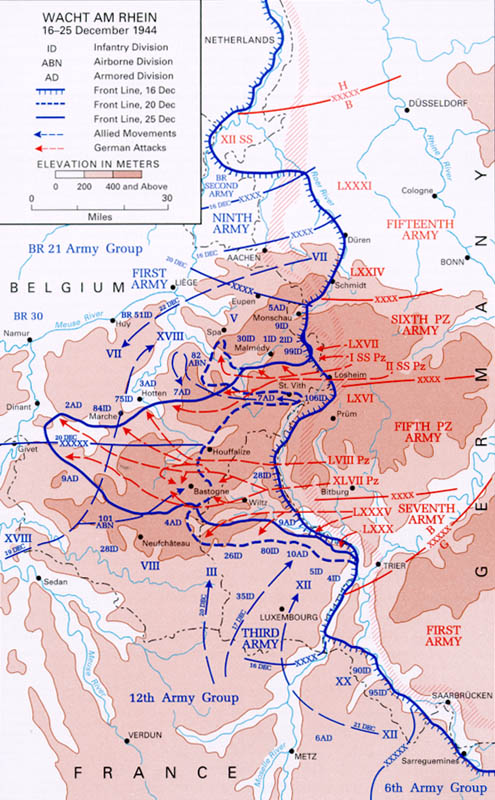
ドイツ軍の最大進撃図

アルデンヌ戦線南方ではブランデンベルガー率いる第7軍が進撃していた。対するアメリカ軍は第4歩兵師団の2個連隊と第28歩兵師団の1個連隊であり、実質的には1個師団でドイツ第7軍4個師団を相手に戦うこととなった。第4歩兵師団の第12歩兵連隊も、他のアルデンヌのアメリカ軍部隊と同様に休息中で、連隊長のロバート・H・チャンス大佐は将兵に外出許可を与えており、連隊の12個中隊のうちドイツ侵攻時には5個中隊しか前線にいなかった。そのわずか5個中隊をドイツ軍第212国民擲弾兵師団が包囲してきたが、古参兵揃いの第12歩兵連隊は慌てることもなく、エヒタナハでは帽子工場、ベルドルフでは郊外のホテルを拠点にして激しく抵抗した。第4歩兵師団長のレイモンド・O・バートン少将はドイツ軍の侵攻開始の報告を受けると、指揮下の部隊に「いかなる撤退行動にも同意を与えるつもりはない」とする死守命令を発した。
ベルドルフのホテルには掲げられた星条旗を目標にしてドイツ軍の砲撃が集中しホテルは大破してしまったが、ドイツ軍侵攻翌日の12月17日にはアメリカ軍第10機甲師団の戦闘部隊の増援が到着し、ベルドルフ市街で激しい市街戦を展開した。第10機甲師団の戦闘部隊はエヒタナハにも到達し、帽子工場に立て籠もっている部隊の指揮官ボール・H・デュピュイス大尉に街からの撤退を提案したが、デュピュイスはそれを拒否、この後も増大し続けるドイツ軍に激しく抵抗し、工場を4日間守り切って、12月20日にようやくドイツ軍に降伏した。ドイツ軍第212国民擲弾兵師団の師団長フランツ・ゼンスフス少将は、わずかな部隊で自分の1個師団を苦戦させた相手に敬意を表して、投降の申し出の受け入れにわざわざ立ち会っている。激しい市街戦が続いていたベルドルフにもドイツ軍が増援を送り込んできたので、第12歩兵連隊と第9機甲師団の戦闘部隊は撤退を余儀なくされた。
第4歩兵師団が第7軍の攻撃を5日間耐えている間、第5歩兵師団などの増援が続々と到着、整然と撤退した第4歩兵師団と合流すると、東はエヒタナハ地区から西はグロスブースに至る32㎞の新しい防衛線を構築して、これ以上の第7軍の南下を阻止した。第4歩兵師団は2,000人の人的損失を被りながら、ドイツ軍の南方へのいかなる拡大を阻止したこととなり、北部のエルセンボルンリッジで第6SS装甲軍の進撃を阻止した第2歩兵師団と第99歩兵師団の奮戦と併せて、ドイツ軍の進撃を中央を突き進む第5装甲軍のみに限定させることに成功した。ドイツ軍は当初の作戦計画より遥かに狭い進撃路に戦力を集中せざるを得なくなり、戦場に大きな「バルジ」が現出することとなって、アメリカ軍の阻止行動に対して不利な立場に置かれることとなった。

### 特殊作戦

#### シュテッサー作戦

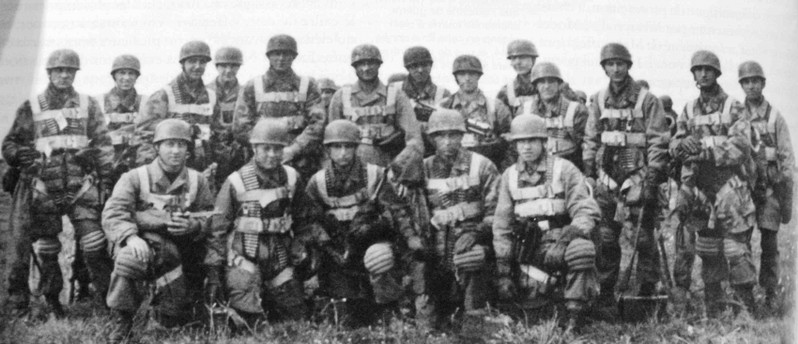
シュテッサー作戦に参加したドイツ軍降下猟兵

連合国占領地域後方への空挺降下による本作戦の支援、連合軍の攪乱を狙いとするシュテッサー作戦が計画された。指揮官には歴戦の降下猟兵であったフリードリッヒ・フォン・デア・ハイテ中佐が任じられ、第2降下猟兵軍団から降下猟兵が集められたが、多くは実戦経験に乏しく降下猟兵であるが実際に空挺降下の経験がない兵士であった。そこでハイテは自分の第6降下猟兵連隊からも歴戦の降下猟兵150名を部隊に編入させたが、ハイテに与えられた作戦の準備期間はわずか5日で、十分な作戦準備も事前の訓練も行うことができなかった。
作戦は攻勢初日の12月16日、作戦目標はマルメディから11km北の「バラク・ミシェル」十字路と決まり、ハイテの降下猟兵部隊は同地点に空挺降下してこれを確保、第12SS装甲師団「ヒトラーユーゲント」が到着するまでの24時間を防衛し、同地点への連合軍の増援と補給を妨害する予定であったが、輸送トラックのガソリン不足によって部隊が集結できず、作戦開始は翌日の12月17日にずれこんだ。同日午前零時直後、112機のJu 52輸送機が約1,300名の降下猟兵を搭載し、多くの雲と強い風雪の中離陸したが、輸送機の操縦士は未熟なものが者が多く、向かい風の影響を考慮していなかったのと、アメリカ軍の激しい対空砲火によって輸送機の編隊はバラバラに崩れてしまい、降下猟兵は戦場内外の広い地域にばら撒かれてしまった。
ハイテは予定場所に降下できたため、部下の掌握に努めたが、3時間かけて集められたのはわずか約150人であった。この人数では戦力的に不十分なため、ハイテは十字路を確保する計画を諦めて、付近に隠れてゲリラ戦をしながら友軍戦車の到着を待つことを指示した。食料は1日分しかなかったため、どうにか食いつなぎながら12月19日まで友軍を待ったが、食料や弾薬も尽きてきたためハイテは作戦を放棄、ドイツ軍の支配地域への撤退を命じた。ハイテたちはドイツ軍が初日に攻略しているはずのモンシャウに入ろうとしたが、この街は依然としてアメリカ軍が確保しており、疲労困憊していたハイテは部下将兵と共にアメリカ軍に投降した。ハイテと降下猟兵は何の戦果も上げなかったが、欺瞞のために降下させた300体の降下猟兵の人形が、連合軍にドイツ軍が大規模な降下作戦を行ったと誤認させて、グライフ作戦の効果とも相まって連合軍に大きな混乱をもたらすこととなった。

#### グライフ作戦

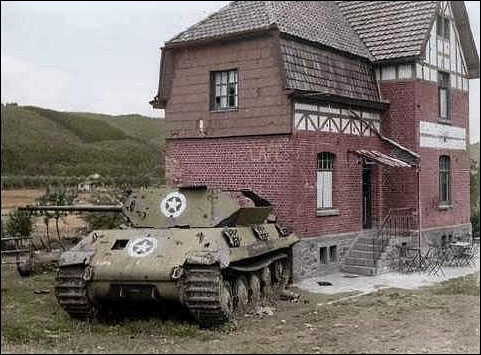
第150SS装甲旅団の偽装M-10駆逐戦車

10月21日、オットー・スコルツェニー親衛隊中佐はヒトラーから直々に特殊任務を命じられ、特殊部隊第150SS装甲旅団を指揮することになった。旅団は1個の歩兵班と2つの機甲班で編成されていたが、歩兵班のなかにはアメリカ軍の軍服を着てアメリカ兵に成りすまして後方攪乱するアインハイト・スティーラウ大尉率いる特殊部隊も含まれていた。特殊部隊は80人の編成であり、非常に流ちょうな英語を話すものもいたが、なかにはどうにかわかる程度のものもいた。特殊部隊は偵察班と破壊活動班に分けられ、アメリカ軍から鹵獲したジープに分乗し、敵中深く侵入しアメリカ軍を混乱させて作戦の突破口を開くことが求められていた。しかし、作戦の目的はスコルツェニーら数人の部隊幹部しか知らず、他の隊員には伏せられていた。そのため、この特殊部隊のなかで指揮官のスコルツェニーに「自分はパリに詳しいので連合軍最高司令部を占領する任務を任せてほしい」と自らアピールする隊員も現れたが、スコルツェニーは秘密保持からこの申し出を否定することはせず、のちにこのアピールが隊内に広がって作戦に予想外の効果をもたらせることとなった。
機甲班の目的は、先頭を進撃する予定であったパイパー戦闘団と並行して進撃し、アメリカ軍の眼を欺いて戦闘を有利に進めようというものであったが、これは、バルバロッサ作戦などで実績があったブランデンブルク特殊部隊と同様の任務であり、ドイツ軍として特別な作戦という訳ではなかった。部隊編成のためアメリカ軍から鹵獲したM4中戦車などが集められたが数が全く足りなかったので、M-10駆逐戦車に似せて改造したパンター戦車、アメリカ軍塗装を施したIII号突撃砲や、車両に砲塔のハリボテを付けた偽装車両など合計70輛が配備された。隊員はドイツ全軍から志願者を募った。陸軍だけではなく海軍や空軍からも志願者が殺到したが、英語を話せるものという条件に対してはせいぜい「イエス」「ノー」「OK」を理解する程度の志願者がほとんどであった。志願者は戦車訓練場に集められると、外部との連絡を一切遮断され、アメリカ人になりきる特殊訓練を受けた。訓練のなかにはアメリカ人らしくチューインガムを噛む訓練などもあったが、長い間刷り込まれた慣習は抜け切れるものではなく、アメリカ兵らしくガムを噛んでいても、将校が命令すると直ぐに飛び上がるように敬礼してしまうなど、アメリカ人になりきれない状況を見てスコルツェニーは頭を抱えている。
ドイツ軍の侵攻が開始されると、真っ先にスティーラウ大尉率いる特殊班が戦場に投入された。しかし、投入された第6SS装甲軍の戦区は同軍の苦戦によって、道路上には敵味方の車両があふれ作戦実施が困難となっていた。そこでスコルツェニーが作戦を継続するか思い悩んでいる間に特殊班の1部は既に活動を開始しており、アメリカ軍の後方深くの侵入に成功し、道路標識や通信設備を破壊してアメリカ軍を混乱させ、なかには3,000人のアメリカ軍大部隊に流ちょうな英語で嘘の進路案内をして違った道に誘導した班もあった。また、ある班はミューズ川を渡ってアメイを偵察して無事に帰還したが、結局この攻勢で唯一ミューズ川を越えたドイツ兵となっている。特殊班は捕らえられると、アメリカ軍の軍服を着ていたため多くがスパイとして即決裁判で処刑されたが、わずか80人の特殊班が挙げた戦果は素晴らしいものであり、アメリカ軍を大きく混乱させた。

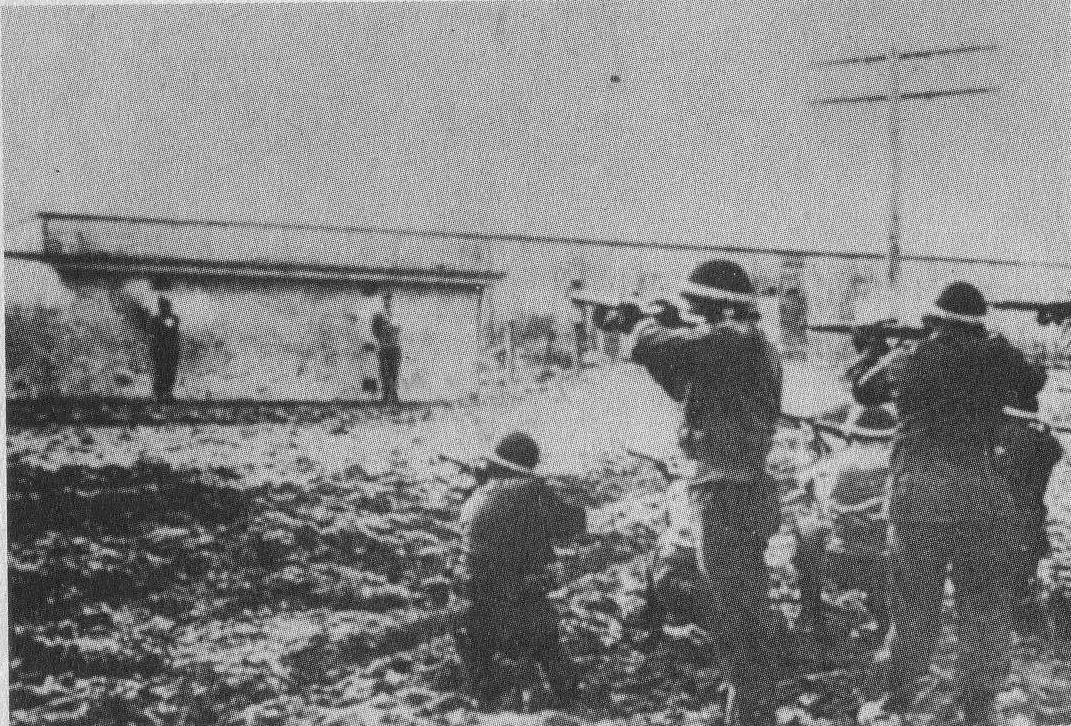
アメリカ軍に銃殺される第150SS装甲旅団の特殊班員

この作戦で最も大きな効果を上げたのがリエージュの南エイワイユまで到達したギュンター・ビリング士官候補生率いる1班であった。そこでアメリカ軍に捕らえらてしまったが、班員の1人ヴィルヘルム・シュミット伍長は「部隊の指揮官はスコルツェニーである」「我々の真の目的はドイツ軍捕虜護送任務を装ってパリに向かい連合軍総司令部を襲撃することだ」という自白を行った。これは、一部の隊員がスコルツェニーに進言していた計画であるが、実際に進められてはいなかったのにもかかわらず、一部の隊員の中には「この作戦の真の目的」と信じられており、シュミットも自信を持って自白したものであった。この自白を聞いたアメリカ軍も、いくらドイツ軍とは言えこんな荒唐無稽な作戦を実施するわけがないという意見が主流であったが、情報部次長が、シュテッサー作戦によってドイツ軍の降下猟兵が戦場の広範囲に降下していると誤認しており、「指揮官がグラン・サッソ襲撃でベニート・ムッソリーニを救出したスコルツェニーである、また広範囲に降下猟兵が降下しており、工作隊がパリを目指している可能性は高い」「工作隊は連合軍総司令官のアイゼンハワーの暗殺か誘拐を狙いにしているかも知れない」と警戒を呼び掛けた。
そのため、パリの連合軍司令部周囲には多数の憲兵が配置されて、さながら司令部が憲兵に包囲されていると揶揄された。また、アイゼンハワーにも常時護衛の兵士が付けられて自由に散歩もできず囚人のような生活を送った。さらに警戒しすぎた保安担当者は、アイゼンハワーに風貌が似て仕草の物まねも上手かったボールドウィン・B・スミス中佐を影武者に仕立てて、工作員をおびき寄せて殲滅するといった作戦を実行したが、当然ながら空振りに終わり、のちにこの作戦を知ったアイゼンハワーから保安担当者が厳しく叱責されている。パリの連合軍全軍には夜20時以降の夜間外出禁止令も出された。パリ市内にもスコルツェニーの工作隊が変装して潜入しているというデマが広がり、その工作隊はアメリカ兵を目潰しするため硫酸の小瓶を所持しているという話まで広がっていた。そのため、パリ市内は集団ヒステリー状態となって、幻の工作隊狩りが流行し、片言のドイツ語を話せる人物がドイツ軍のスパイとして糾弾されたり、アメリカ兵に愛想をよくしただけでバーの店主が工作隊の変装と疑われたりした。
前線も同様に混乱しており、至るところに検問所が設置され、兵員や装備の移動を停滞させることとなった。野戦憲兵は、友軍のアメリカ兵に銃を突きつけながら「ミッキーマウスのガールフレンドは誰か？」「1934年のメジャーリーグの優勝球団は？」「デン・バムズってなに？」「シナトラのファーストネームは？」「大統領の犬の名前は？」「漫画リル・アブナーの主人公の故郷は？」などアメリカ人以外は知りそうもない豆知識的なクイズを出した。軍司令官も例外ではなく、ブラッドレーは検問でイリノイ州の州都のクイズでスプリングフィールドと正しく答えたが、憲兵が州都をシカゴと思い込んでいたため、彼は短時間の拘留を受けることとなった（イリノイ州最大の都市はシカゴであるため、多くのアメリカ人が誤解している）。解放されたブラッドレーであったが、また次の検問に停められ「女優ベティ・グレイブルの今の夫は？」というクイズが出された。ブラッドレーが答えられずに考え込んでいると、野戦憲兵はブラッドレー本人と確認できたのか、笑みを浮かべながら「ハリー・ジェイムスですよ」と言って通している。第7機甲師団B戦闘部隊指揮官ブルース・C・クラーク准将はシカゴ・カブスのクイズでアメリカンリーグに所属していると間違って答えたため、野戦憲兵は「こんなクイズを間違えるのはクラウツだけだ」と興奮してクラークを拘束している。このためクラークはドイツ軍の攻撃を受けているサン・ヴィトへの到着が遅れてしまった。中には階級の高い将校をわざと引き留めてクイズ攻めをするといった悪乗りをする野戦憲兵もいたという。
皮肉なことにこの事件のせいで、「ヨーロッパで最も危険な人物」と綽名されるようになったスコルツェニーだが、自身はこの作戦は失敗だったとしている。特殊班の一部は大きな成果を挙げていたものの、第6SS装甲軍の進撃は捗々しくなく、また部隊の存在が明らかになった以上、作戦に固執しても仕方ないと判断し、スコルツェニーは作戦に見切りをつけ、ディートリヒに特殊任務から外れて通常の戦闘任務に就きたいと申し出た。ディートリヒはスコルツェニーの申し出を承認し、第150装甲旅団は第1SS装甲師団所属となり、兵士達は通常のドイツ軍軍服に着替えている。第150装甲旅団は、12月21日に第1SS装甲師団の後方を脅かすマルメディの連合軍部隊の排除を命じられたが、ここでアメリカ軍の新兵器近接信管付きの重砲の砲撃をドイツ軍として初めて浴びることになった。目標の至近で炸裂し弾片をまき散らす近接信管付きの砲弾は、通常の砲弾よりも殺傷力が高く、1斉射で100人以上が死傷するなど部隊は大損害を被って恐慌状態に陥り、スコルツェニーは攻撃を諦めて撤退を命じている。鹵獲したM4やアメリカ軍戦車に偽装したパンターも大半が撃破されるか戦場に放棄された。この日、第1SS装甲師団の司令部が置かれたホテルにいたスコルツェニーは飛来してきたアメリカ軍の榴弾で重傷を負った。12月28日には旅団の将兵とともに撤退し、まもなく旅団も解散となった。

## 連合軍の防衛

### 連合軍の状況判断

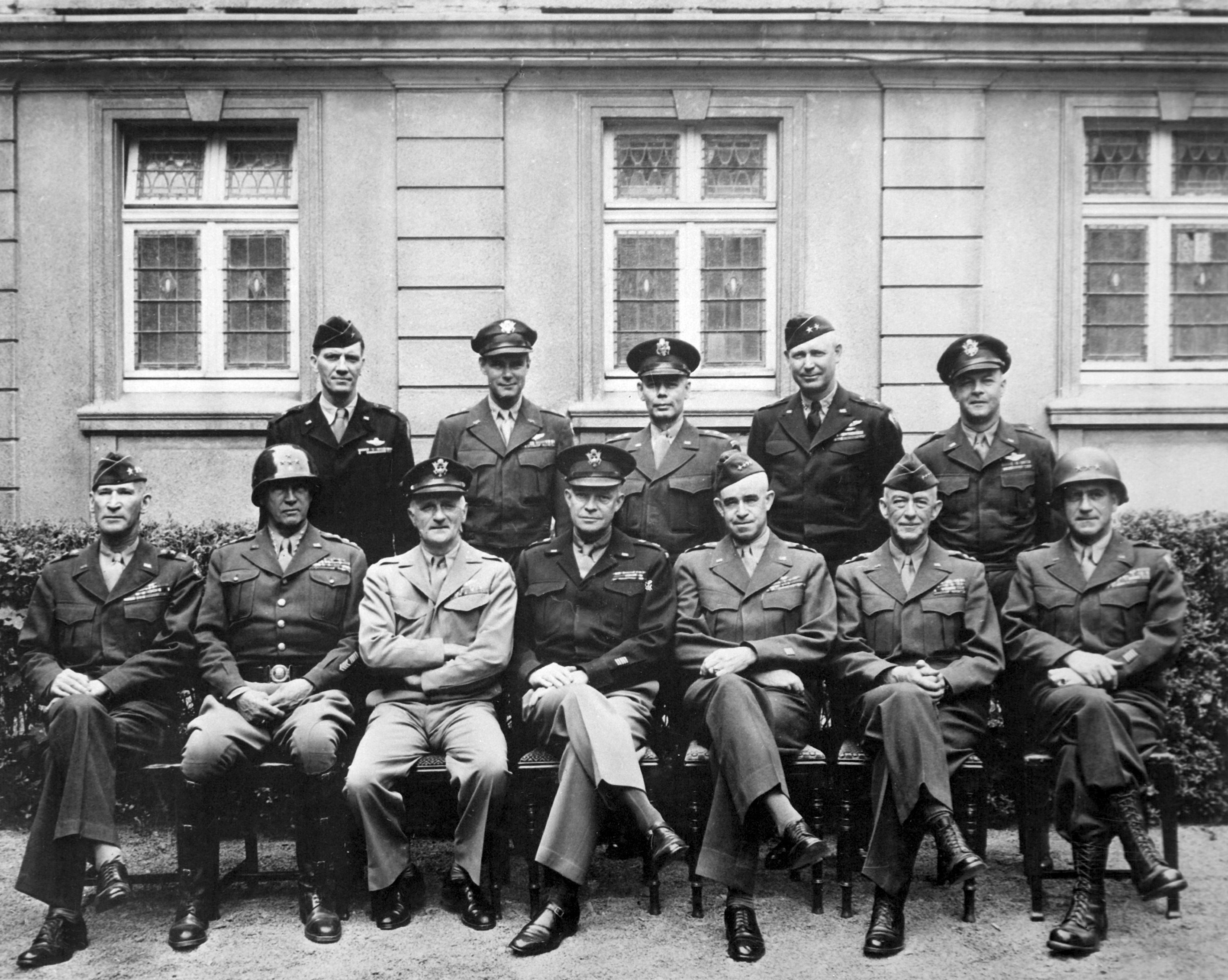
ヨーロッパ戦線でのアメリカ軍司令官。前列左から2人目ジョージ・S・パットン、4人目ドワイト・D・アイゼンハワー、5人目オマール・S・ブレッドレー、6人目コートニー・H・ホッジス。

ドイツ軍侵攻の報告が司令部に届いたとき、アイゼンハワーは部下の当番兵と婦人陸軍部隊の女性兵士との結婚式に出席していた。この時点でアイゼンハワーは事態が深刻とは考えておらず、結婚式を最後まで楽しんだ後、婦人陸軍部隊が主催したアイゼンハワーの元帥昇進パーティにも出席している。その夜には第12軍集団司令官のオマール・ブラッドレーとディナーの席で作戦協議をしているが、主な議題はドイツ軍の侵攻に対するものではなく、いかにしてアメリカ本国に太平洋戦線よりもヨーロッパ戦線を優先させるよう説得するかというものであった。太平洋戦線ではアイゼンハワーの元上官であったダグラス・マッカーサー元帥がフィリピンに進攻していたが、政治力を駆使して大量の兵士を確保していた。そのため「まずはドイツを叩く」といった連合軍の基本方針は有名無実化されて、ヨーロッパ戦線への補充は減らされる一方となっており、アイゼンハワーたちにとって憂慮すべき事態となっていた。
協議がドイツ軍の侵攻に移ると、ブラッドレーは「パットン率いる第3軍の進撃をけん制する目的」と限定的な攻撃であるとし特段の対応は必要ないと主張したが、アイゼンハワーは「ドイツ軍は敗北を認めるまえに総力をあげて一大攻勢にでてくる」と以前から考えており、もっと面倒なことになりそうとして、前線から離れたところで休養中であった第7機甲師団と第10機甲師団を増援として投入することを指示した。しかし、事態の深刻さには気づいておらず、2人はディナーが終わるとコントラクトブリッジで楽しんでいる。
翌12月17日には詳細な情報が寄せられ、司令部はパニックに陥った。アイゼンハワーと司令部の幕僚たちは、集まった情報でドイツ側の企画を探ろうとしたが、ドイツ軍の主目標を特定することができず、主力がどこかも判断できなかった。第1軍との通信は既に途絶しており、ブラッドレーは自分の判断ミスを認め、作戦地図を見ながら「あのクソ野郎どもはこんな余力をどこに隠していやがった」と感情的に呟いた。パイパー戦闘団の急進撃も連合軍司令部の判断を迷わせ、「主攻も助攻もなく全ドイツ軍がいっせいに西進しているのでは？」という極端な意見も出るほどだった。しかし、アイゼンハワーの決断は早く、連合軍最高司令部の予備戦力であった第18空挺軍団から、マーケット・ガーデン作戦のあと休養中であった第82空挺師団と第101空挺師団を増援として投入することを決定し、交通の要衝であるバストーニュの防衛に向かわせた。軍司令のマシュー・リッジウェイ中将はイギリスにいたが、命令を受けるとすぐに幕僚を招集して空路でドーバー海峡を渡り、出発済みの両師団を追ってバストーニュに向かった。
これらのアメリカ軍司令部の動きはヒトラーやドイツ軍最高統帥部にとって全くの予想外で、寄合所帯の連合軍には各国間の調整が必要で迅速な対応ができず、アメリカ軍単体でも指揮系統を無視した臨機応変な対応はできないと分析しており、こうも早く防衛体制を立て直せるとは考えていなかった。そしてこれらの増援部隊は各戦場で決定的な役割を果たすこととなる。

### 連合軍の作戦計画
12月18日にブラッドレーが第3軍のパットンと今後の作戦について電話で協議した。ドイツ軍の侵攻が開始されたとき、パットンは数日中にドイツ本国に向けての攻勢開始を計画しており、予備として使用予定であった第10機甲師団を第8軍団の援軍に回されたことに「このドイツ軍の攻撃は第3軍の攻勢をつぶそうとする妨害の攻撃以外の何物でもない」と腹を立てていたが。ドイツ軍の攻勢が本格的で大規模なものと判明してくると、これを第3軍で叩こうという考えになっていた。アイゼンハワーとブラッドレーは事前に第3軍を反攻の主力とすることを決めており、ブラッドレーからパットンに対し「今夜中にでも、第4機甲師団と第80歩兵師団だけでも出発させてくれ」と早急に第8軍団の支援に向かうように指示を行うと「アイクは第8軍団も貴官の指揮下に入れてドイツ軍撃退を任せるつもりだ」「明日、アイクがヴェルダンで会いたいと言っている」と作戦会議への参加を求めた。パットンは作戦会議への参加を了承すると「このさいクラウツ（ドイツ人の蔑称）にもっと進出させて、第3軍を南から北に転回させて包囲殲滅するチャンスだと思う、これで戦争は早く終わる」という意見を述べている。
12月19日連合軍上級指揮官達はヴェルダンで作戦会議を開催したが、今回の侵攻がドイツ軍による本格的な反攻であると確信したアイゼンハワーとブラッドレーの間で作戦方針は決定されており、その概要が参加者に説明された。
1. ミューズ川を固守防衛線とする。
2. ドイツ軍攻勢を撃破することに主眼を置き、一時的に現戦線の一部を縮小しても反撃戦力を強化する。
3. 第21方面軍はミューズ川の南と東でドイツ軍を阻止する。
4. 第6方面軍はモーゼル川河畔で防衛態勢をとり第3軍の南翼をカバーする。
5. 第12方面軍は第21方面軍と連携しミューズ川東でドイツ軍を阻止するとともに、第3軍は第1軍と第8軍団を指揮してドイツ軍第5・第6装甲軍を撃破する。

このときアイゼンハワーはパットンにバストーニュの南にいる第3軍を北部への反撃に向けるのにどのくらいかかるかを尋ねた。パットンは「私の3個師団なら12月22日、第1軍と第8軍団は12月25日」と答えた。前述の通り、第3軍は新たな攻勢のため東進準備をしており、わずか3日の間に全軍を北方向に90°転換させて適時適所に進軍させることは常識的には無理であり参加者はどよめいたが、パットンは昨日にブラッドレーから反攻戦力の主力にすると内示されてからすぐに第4機甲師団と第80歩兵師団に北進を指示しており、軍参謀らには司令部をルクセンブルグ内に移転することも命令済みで、準備を整えたうえで自信を持っての回答であった。パットンの独演はさらに続いて「私の3個師団だけでもクラウツを叩き潰せる」「クラウツは挽き臼に頭をつっこんだようなもんだ、そしてその挽き臼の取っ手を握っているのがオレだ」などと冗談も言って、アイゼンハワーら出席者を爆笑させている。パットンの発言に満足したアイゼンハワーは「ジョージ、攻撃は早くても12月22日以降、遅くとも23日以前にしよう。しかし前進は手順をふんで注意してやってくれ」と命じ、パットンは大きくうなずくと「クリスマスまでにはバストーニュに到達する」と約束している。
しかし、会議の席では威勢のいいパットンの発言に賛意を示したアイゼンハワーも、やはり第3軍の3個師団だけの反撃では心もとないことと、ドイツ軍の進撃により巨大な「バルジ」ができつつあり、その北側と南側では連絡が取りづらくなっていることを考慮して、「バルジ」の北側を第21方面軍司令官のモントゴメリーに任せることとした。モントゴメリーを作戦に主体的に関わらせることによって、隷下のイギリス軍やカナダ軍の戦力も使用できるようになるが、北部のアメリカ第1軍と第9軍もモントゴメリーの指揮下に入ることとなり、第1軍司令官のホッジスをはじめアメリカ軍の指揮官たちは、偏屈で不愛想なモントゴメリーの指揮下に入ることを嫌がった。特に自分の指揮下の2個軍を持っていかれるブレッドレーは大きな屈辱感を覚えて、ウェストポイント陸軍士官学校で同期生ながら上官であったアイゼンハワーに辞任を申し出るなど抵抗したが、アイゼンハワーは個人的にも親しかったブラッドレーに一歩も退かず「ブラッド、それが私の命令なのだよ」と告げている。戦況に即した軍の再編成を終えたアイゼンハワーは、アメリカ軍とイギリス軍の間の不協和音を解消させるため「敵は堅固な陣地から突出することによって、最大の博打を最悪の敗北にする機会を我々に与えてくれた」「今や、地上、空中、いかなる場所でも敵を撃破することだけを考えるべきである。この決意の下に団結し、戦争目的に対する揺るぎない信念を持ち、神のご加護のもと、我々は最も偉大な勝利に向かって前進するのだ」と全軍に向けて訓示をしたが、この後不協和音は解消されるどころか更に大きくなっていった。

### ドイツ軍の状況判断

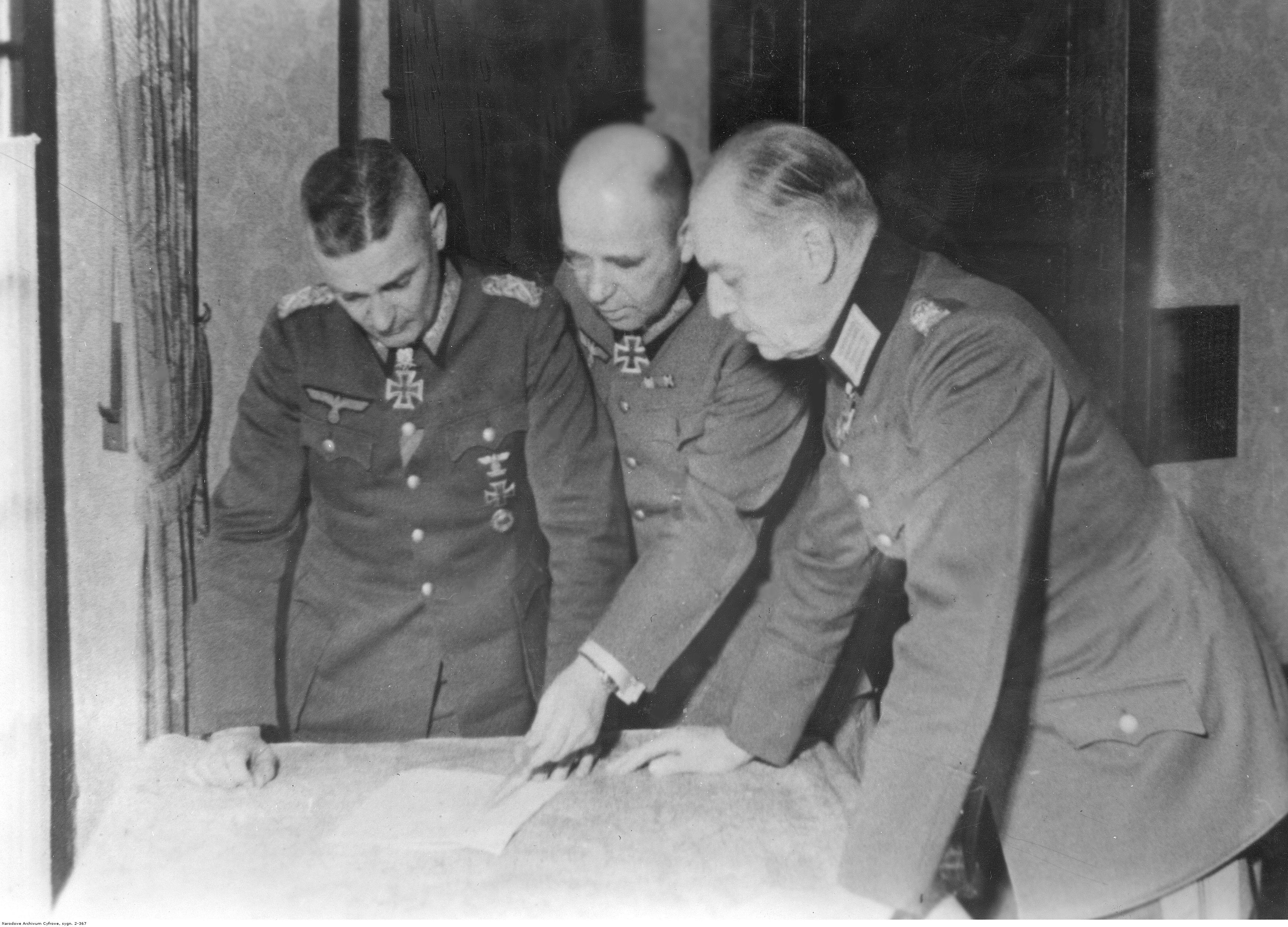
「ラインの守り作戦」作戦会議中のドイツ軍幹部。左からハンス・クレープス、ヴァルター・モーデル、ゲルト・フォン・ルントシュテット。

攻撃開始3日目の12月18日、第6SS装甲軍と第5装甲軍の侵攻によってアメリカ軍内が恐慌状態に陥っているとの報告を受けた西方総軍司令官ルントシュテットは、北部に配置されている第15軍がアーヘンへ進撃する好機がきたとし翌19日に進撃開始を命じた。対峙していた第7機甲師団と第30歩兵師団が増援として南下を始めており、手薄となったアーヘン地区の連合軍を一挙に包囲できると判断したからであった。しかしこれは、戦線を拡大することになって、まずはアントワープに向かって進撃することを優先するといったヒトラーの作戦方針とは異なるものであった。ルントシュテットが作戦開始わずか3日でこのような作戦の修正を行おうとした意図は、作戦開始2日目には第6SS装甲軍の先頭がミューズ川に達するという計画が達成できないばかりか、まだ25㎞しか進撃できていないことを知って、華々しい勝利の報告とは裏腹に作戦成功の見通しは到底持てないと判断したからと戦後に行われた連合軍の尋問で答えている。
ルントシュテットはヴォルフスシャンツェのヒトラーに第15軍の進撃開始の承認を申し出たが、ヒトラーは「勝利に向かって邁進している現段階において必要なことは別のことを考えるのではなく、第6SS装甲軍、第5装甲軍が開いたアメリカ軍の破孔を拡大することである」と第15軍を侵攻中の両軍団の予備に回して、あくまでもアントワープへの突進を優先させるとしてルントシュテットの進言を却下した。この作戦却下をルントシュテットに言い渡した国防軍最高司令部作戦部長アルフレート・ヨードル上級大将も作戦2日目で作戦の失敗を予感していたが、ヨードルもルントシュテットもヒトラーの意志に逆らうことはできず、この後もドイツ軍は作戦成功に懐疑的な司令官に指揮されながら作戦を続行することになった。

### サン・ヴィトの攻防

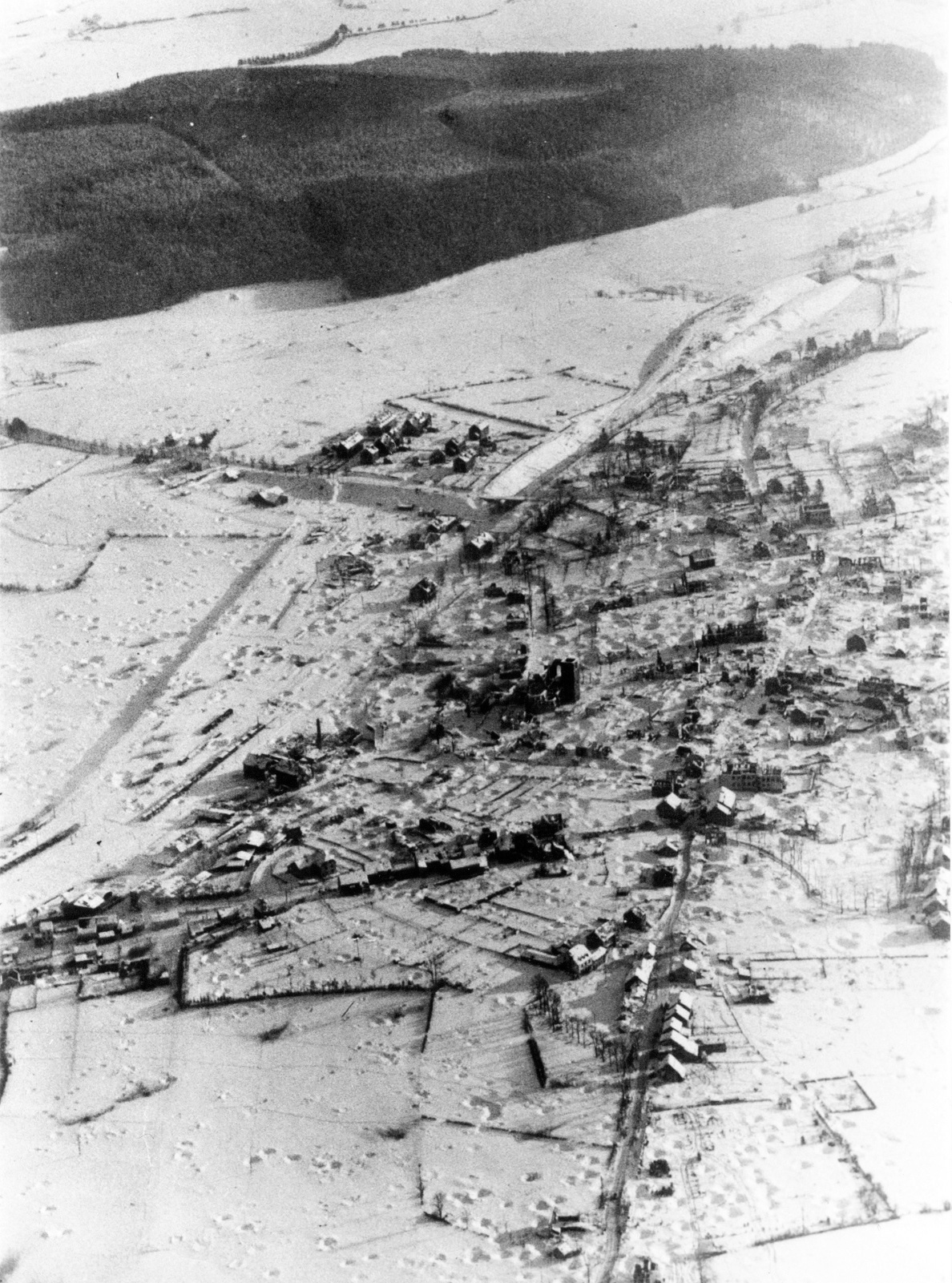
破壊されたサン・ヴィト市街。しかし被害は戦闘によるものよりも、奪還作戦のための連合軍による空爆によるものの方が大きかった。

戦線北側、サン・ヴィト（ザンクト・フィート、サン・ヴィットとも）の街は重要な道路の交差地点で、ドイツ軍の主要な目標であった。しかし、第106歩兵師団が第5装甲軍に包囲されたせいで、サン・ヴィトの防衛は弱体化していたので、ホッジスは急遽、ブルース・C・クラーク准将が率いる第7機甲師団B戦闘部隊を増援として派遣した。第7機甲師団B戦闘部隊にはサン・ヴィトを防衛しつつ、シェーンベルグに進撃し包囲されている第106師団2個連隊を救出するという任務も与えられていた。しかし、サン・ヴィトに向かう道路上には前線から退却してくるアメリカ兵があふれて渋滞しており、第7機甲師団B戦闘部隊はなかなか前進できなかった。サン・ヴィト防衛部隊は第106歩兵師団及び第9機甲師団の一部と第28歩兵師団の残存部隊という寄せ集めであったが、12月17日以降、ドイツ軍の攻撃をよく防いでいた。特に配備されていたM4戦車はこれまで戦ってきた75㎜短身砲型ではなく、M4A3の76㎜長身砲型であり、ドイツ軍の戦車とも互角に渡り合うことができて大きな戦力となった。

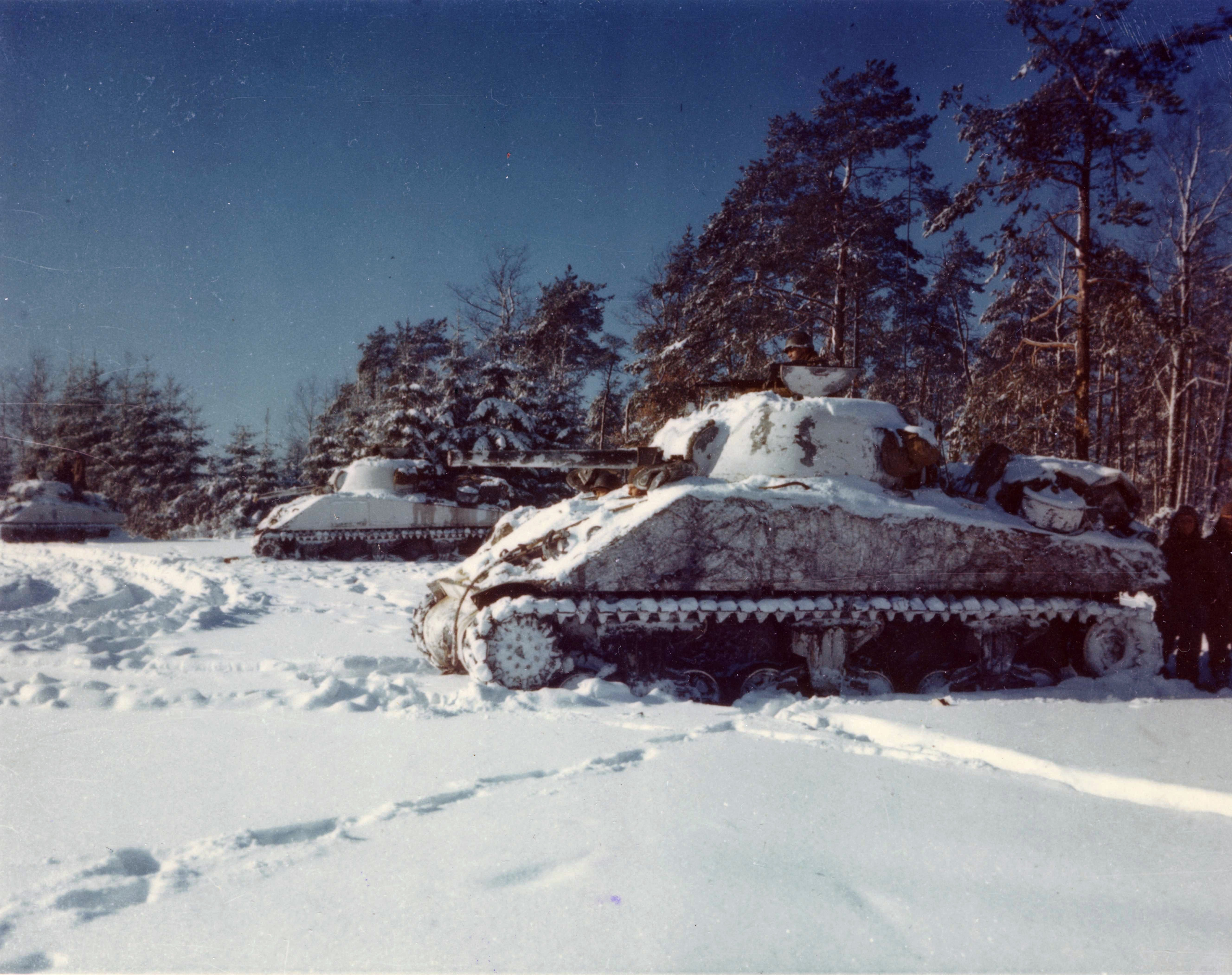
サン・ヴィト近郊で配置につく第7機甲師団、第40戦車大隊のM4戦車

第7機甲師団B戦闘部隊の先陣は渋滞をかき分けながらどうにか12月17日の夜にサン・ヴィトに到着した。しかし、後続部隊は渋滞に巻き込まれていつ到着するのかも分からず、第7機甲師団長ロバート・W・ハスブルーグ准将はこれ以上の進撃を断念してサン・ヴィトの防衛を固めることをクラークに命じた。クラークは指揮下の戦車をいくつかの小部隊に分けると道路上の拠点に配置し、戦車と機甲歩兵各1個大隊で編成された主力を市街西方の高地で待機させ、どの拠点にドイツ軍が侵攻してきても、拠点上の小部隊が足止めしている間に、主力が駆けつけるといった機動防御の体制を構築した。夜が明けた12月18日には第1SS装甲師団の一部がティーガーIを先頭にして防衛戦の4か所を攻撃してきた。アメリカ軍は果敢に抵抗し、ある陣地では道路上を進撃してきたティーガーIの後を、陣地内に隠れていた第38装甲歩兵大隊のM8装甲車が追尾し、25ｍの距離に近づくと、気が付いて砲塔を回転させてきたティーガーIの後部装甲にM3 37mm砲を3発撃ち込んで間一髪で撃破している。装甲車でティーガーIを撃破した大戦果に守備隊は大いに士気が高まったが、ドイツ軍の記録ではこの日に戦闘で撃破されたティーガーIの記録はなく、IV号戦車などとの誤認も指摘されている。この日は第7機甲師団B戦闘部隊の奮闘もあってドイツ軍は撃退され、翌12月19日の攻撃も散発的で小規模なものとなった。しかし、この日には救出の望みが絶たれ食料や弾薬も尽きた第106歩兵師団の2個連隊が降伏している。
第7機甲師団B戦闘部隊の後続の到着で戦力が強化されたサン・ヴィト守備隊であったが、指揮系統に大きな問題を抱えていた。寄せ集めの部隊であったため、指揮系統が明確でなく、救援部隊の第82空挺師団のジェームズ・ギャビン少将がサン・ヴィト市街に入り最上位であった第106歩兵師団の師団長ジョーンズに戦況を確認したが、配下の2個連隊が降伏したことと、その連隊に自分の息子がいたことですっかり意気消沈しており、第7機甲師団B戦闘部隊指揮官クラークに統一指揮を任せているということであった。しかし、クラークは第7機甲師団司令部に出向いた帰路で、第150SS装甲旅団に過剰反応した野戦憲兵の検問で5時間も拘束されて不在にしていた。そこで指揮は先に到着していた第7機甲師団長のハスブルーグがとるべきであったが、ハスブルーグは階級が上のジョーンズに気兼ねしているなど、統一的な指揮がとられていなかった。ギャビンはこの状況を見て「激戦の中でも人事、とくに人間関係は大きな問題になることがわかった」との感想を抱いている。
12月19日にはサン・ヴィトはアメリカ軍の防衛線から突出した形となって孤立していたが、ドイツ軍から見ると、第6SS装甲軍と第5装甲軍の進撃路の中間点での大きな障害となっており、いわば「ドイツ軍の喉仏に刺さった魚の骨」のような状態になっていた。12月20日夜にモーデルは「これ以上は待てない、サン・ヴィトを攻略せよ」とディートリヒとマントイフェルに命じている。ドイツ軍はサン・ヴィトと後方の連合軍拠点とを結ぶ連絡路を遮断してサン・ヴィトを包囲しようとしたが、そこは増援の第82空挺師団の先行部隊の必死の防衛によって確保していた。ドイツ軍は12月21日になって戦力を揃えて、第18国民擲弾兵師団と第62国民擲弾兵師団が総攻撃をしてきた。サン・ヴィトにはアメリカ軍が馬蹄型の陣地を構築していたが、その前衛にいた第7機甲師団B戦闘部隊の第38機甲歩兵大隊がドイツ軍の攻撃に曝されることとなった。しかし第38機甲歩兵大隊は圧倒的優勢なドイツ軍相手に善戦し、構築していた機関銃座がドイツ兵を次々となぎ倒して何度も撃退した。頑強なアメリカ兵の抵抗に手を焼いたドイツ兵は、機関銃座に対して本来は対戦車兵器であったパンツァーファウストを撃ち込んでくるなど猛攻を加えてきて、670人が所属していた大隊は夜までドイツ軍の総攻撃に持ちこたえたが、ほぼ全員が死傷したか投降して捕虜となっていた。
馬蹄型陣地が分断され、市街へのドイツ軍突入も時間の問題となったが、市街にいた22,000人のアメリカ兵のうち、これまでの戦闘で6,000人が負傷しており、ドイツ軍の攻撃に耐えられないことは明白となっていた。サン・ヴィトの戦況を聞いた第18空挺軍団司令のマシュー・リッジウェイは、サン・ヴィトの西方に周囲16㎞ほどの円形防御陣地を構築し、そこに守備隊を撤退させ増援部隊到着まで防備を固めてしのぐといった作戦を立ててハスブルーグとクラークに提案した。このリッジウエイが考案した陣地はその形状から「要塞化されたがちょうの卵」と呼ばれることになったが、ハスブルーグとクラークは陣地に固着すれば戦車の特性を台無しにしてしまうといってリッジウェイの提案を拒否した。そこで第21軍集団司令のバーナード・モントゴメリーが介入し「部隊は名誉をもって戻ってよいのである。より堅実な陣地に戻ったのである。彼らはすばらしい戦いぶりを示した」とねぎらいの言葉を添えた撤退命令を出し、ハスブルーグとクラークも命令に従って、12月23日払暁に第82空挺師団が確保している脱出路を通って「がちょうの卵陣地」に向けて撤退を開始した。当初は雪解けの泥により撤退が難航し、追撃してくるドイツ軍に捕捉される懸念もあったが、朝からの吹雪によって泥が再び凍り付き、撤退は順調に進んだ。結局守備隊はそのまま
西のサルム川を越えて第82空挺師団が確保している安全地域まで撤退した。ドイツ側の計画では攻勢2日目の18:00までにサン・ヴィトを確保することになっていたが、結局サン・ヴィトの確保に5日、周囲の掃討に2日の計7日も要することとなり、ドイツ軍の進撃を大きく遅らせて、ホッジスの第1軍は防衛線を整備し、モントゴメリーの第21軍集団は反撃の態勢を整えることができた。このサン・ヴィトの攻防が「バルジの戦い」の勝敗を決定づける要因となったという指摘もある。

### パイパー戦闘団の壊滅

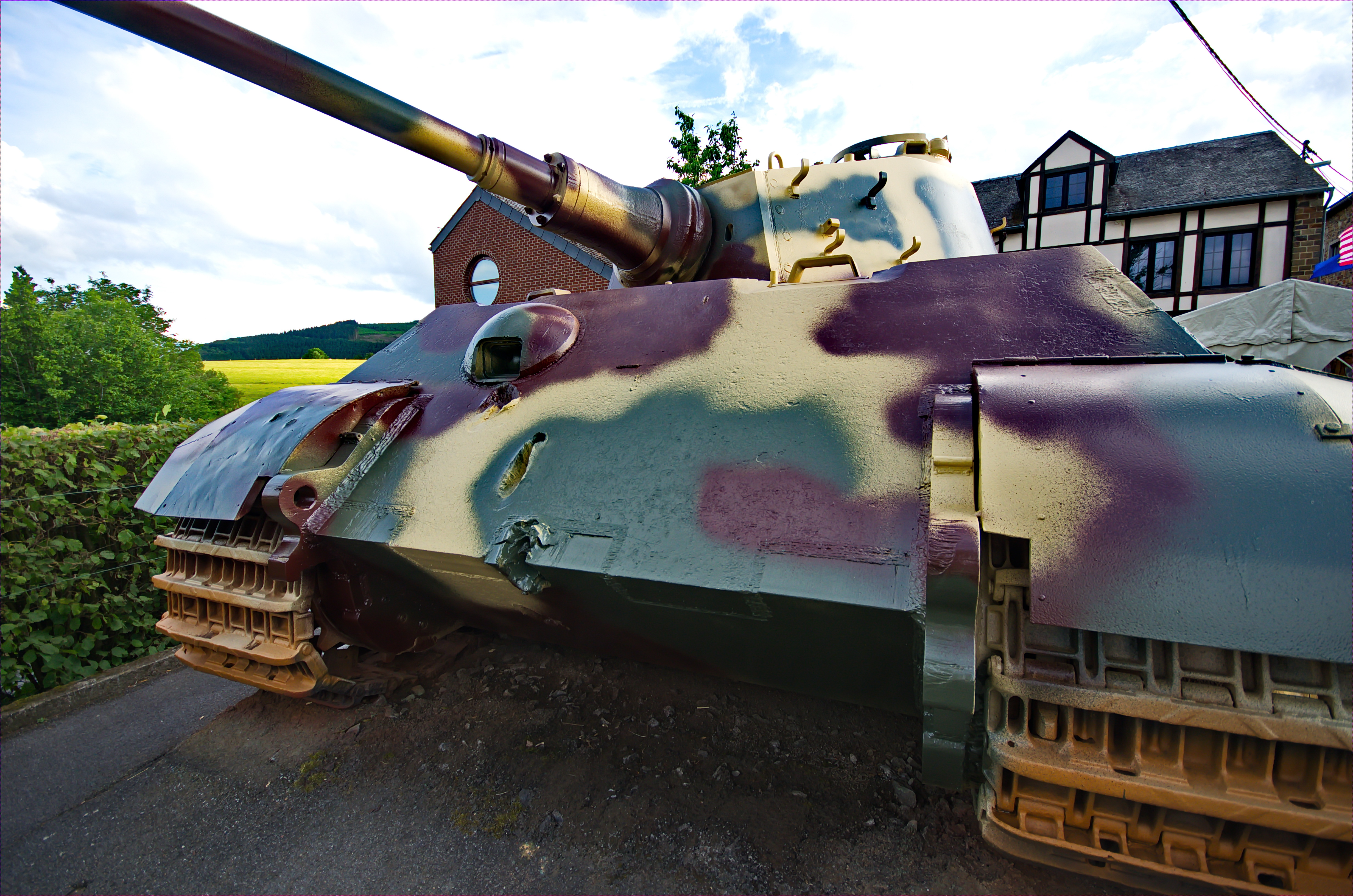
ラ・グレーズに放棄されたパイパー戦闘団のティーガーII。被弾の跡が確認できる。

12月18日午前6時にパイパー戦闘団はスタブローへの攻撃を開始した。スタブローの戦力はアメリカ第526機甲歩兵大隊B中隊と対戦車砲1個小隊に過ぎず、大隊長のポール・J.ソリス中佐は橋を爆破しようとしたが失敗し、その間にパンターが橋に突入してきた。そのパンターに対戦車砲の砲撃が集中し撃破されたが、撃破されたパンターは慣性でそのまま橋を渡り切り、アメリカ軍が設置していたバリケードを破壊した。その後にドイツ軍戦車が続き、続々と橋を渡ってスタブローに突入してきた。ソリスはドイツ軍が橋を渡ったら部隊を撤退させるように命じ、自らは二個小隊を率いて、北の森にある大規模な燃料集積所に向かった。燃料集積所にはガソリンが12万4,000ガロンもあり、ソリスはガソリンが捕獲されるのを阻止し、なおかつバイパー戦闘団の侵攻を妨害するため、ガソリンをスタブローの市街に流してそれに火を放つように命令した。スタブローに突入したパイパー戦闘団は、逃げ惑うスタブローの市民を虐殺しその被害者は101人も達していたが、そのときにガソリンによる火災が市街地北方に広がってパイパー戦闘団を襲ったため、パイパーは戦闘団の一時後退を命じて、一部をスタブローの抑えに残すと、戦闘団主力はアンブレブ川とサルム川の合流点の内側にあるトロワ・ポンに向かって前進させた。
両河川を渡河してウェルボモンまで進撃すれば、ミューズ川を望む重要拠点リエージュまでは一本道であった。トロワ・ボンにはアメリカ軍第51工兵大隊C中隊の140人しかおらず、パイパー戦闘団の攻撃を受ければひとたまりもなかったが、指揮官のR.イーツ少佐はたった1門装備していたM1 57mm対戦車砲でパイパー戦闘団の進撃を阻止している間に橋梁を爆破しようと計画を立てた。やがて、爆破準備中にパイパー戦闘団19輌の戦車が1列縦隊で進撃してきたため、イーツは対戦車砲の砲撃を命じて爆破を急がせた。対戦車砲はしばらくの間パイパー戦闘団の足止めに成功したのち撃破されたが、その戦闘中の午前11:15に橋梁の爆破に成功した。このためパイパー戦闘団は北側の別のルートで西方のアビエモンに向かったが、アビエモンの橋も13:00に戦闘団の目の前で爆破された。第51工兵大隊は18日の未明にトロワ・ポンに到着したばかりで、パイパーが前夜に立ち止まることなく当初計画通りに進撃していたら、アメリカ軍の橋梁の爆破は間に合わず、戦闘団は渡河に成功し、最短距離でミューズ川への前進も十分可能であったが、パイパー戦闘団は架橋機材を全く保有していなかったので、一旦ラ・グレーズに引き返して別のルートを探すこととした。
このときのパイパー戦闘団の戦力はV号戦車パンター23輌、IV号戦車6輌、ヴィルベルヴィント1輌と減少しており、特に新鋭のティーガーIIは当初20輌から6輌にまで激減していた。これは戦闘損失よりむしろ故障による消耗が大きかったが、パイパーは少なくなった兵力で、翌12月19日に増援のアメリカ軍第30歩兵師団が防衛しているストゥモンを攻撃し、夕方まで激戦が続いたが最後は撃退されている。これがパイパー戦闘団の最大進出点となったが、この後はパイパー戦闘団は前進も後退もできなくなり、ラ・グレーズ周辺に閉じ込められる形となった。物資が尽きて絶望的となった戦闘団の将兵は周辺の住民を虐殺し、老若男女問わず130人のベルギー国民が犠牲となった。もはや打つ手のなくなったパイパーは12月24日に装備を捨てて退却することを決意した。パイパーは捕虜のアメリカ軍少佐に、自分たちが無事に脱出できるように付近のアメリカ軍部隊に交渉できるなら少佐を含むアメリカ兵捕虜を無事に解放するといった取引をしたいと申し出たが、捕虜のアメリカ軍少佐は自分にはそのような権限はないとし、パイパーたちの人質として脱出に同行することだけは同意した。パイパーはアメリカ軍捕虜を連れて、生き残っていた部下とともに雪中を何時間も歩いたが、やがてアメリカ軍の前線にぶつかって戦闘となり、その戦闘中にアメリカ軍捕虜は脱出した。その間にパイパーたちはうまくアメリカ軍をかわして戦場から抜け出し、厳寒の川を泳いで渡るなどの末、ドイツ軍陣地に帰還したが、進撃に参加したパイパー戦闘団の将兵4,800人以上のうち、無事に撤退できた者はわずか717人だけであった。

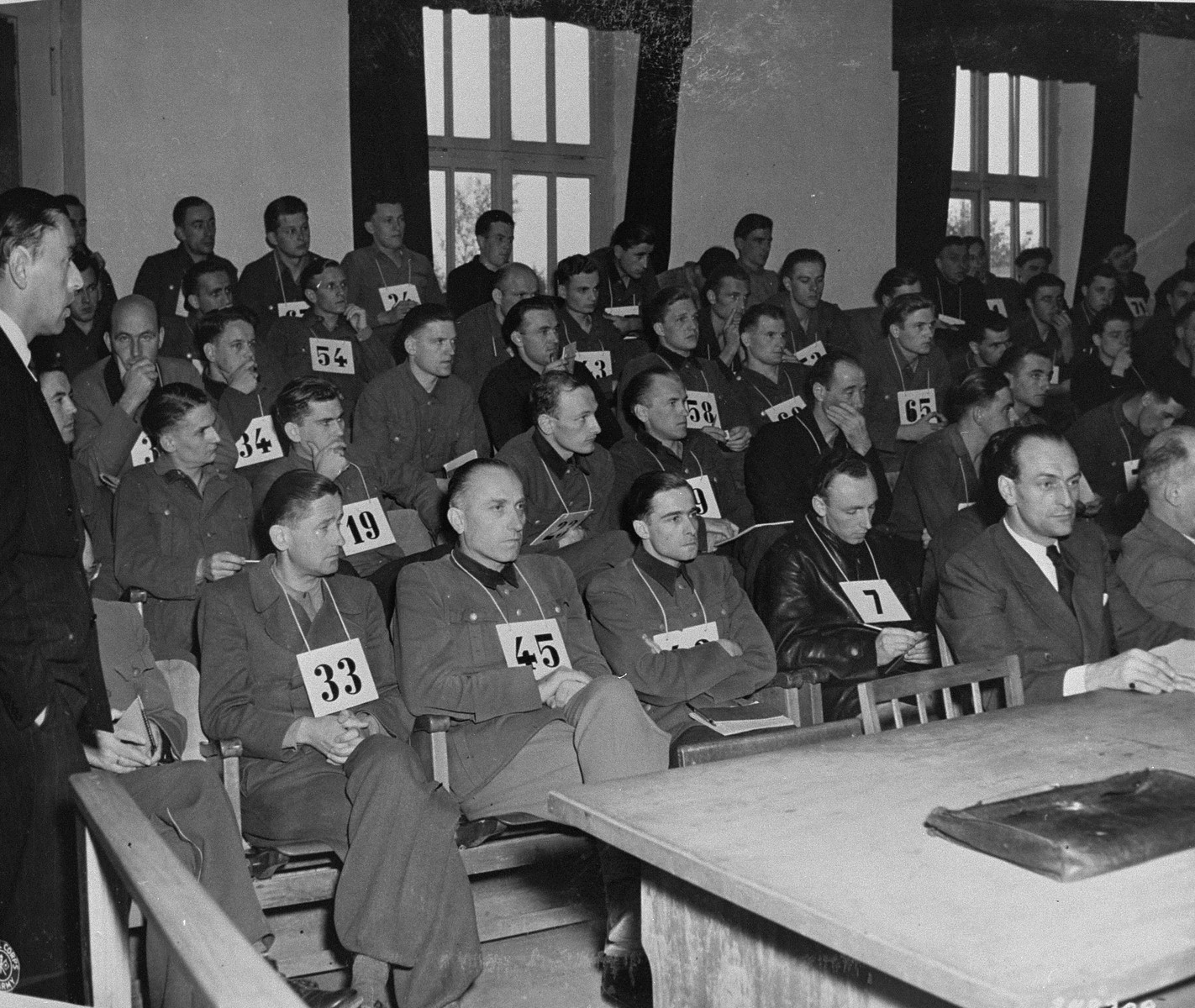
戦後に開廷されたマルメディ虐殺裁判の模様（被告席最前列の左から4番目腕を組んでいるのがヨアヒム・パイパー）

戦後パイパーは一連の虐殺の責任を問われて、マルメディ虐殺裁判で裁かれた。虐殺が行われたときに指揮官のパイパーはこの場におらず、パイパー自身は虐殺を命じた記憶はないと否定したが、武装親衛隊は東部戦線では日常的に捕虜を殺害しており、このときも進撃を急いでいたパイパー（あるいは他の将校）が捕虜を煩わしく感じて射殺を命じた可能性が指摘された。パイパーの副官だったハンス・グルーレ（Hans Gruhle）は、投降し移動中だったアメリカ兵らが、ドイツ軍の展開する東側ではなく北側へと行進していたため、これを捕虜ではなく戦闘部隊と誤認して銃撃したのだと証言した。
被告はパイパーのほか、第6SS装甲軍の司令官ディートリヒや参謀長フリッツ・クレーマーなど73人が名を連ねたが、ドイツ軍の被告らは憎しみを募らせたアメリカ軍取調官から日常的に拷問を受けて自白を強要されていたと主張した。こうした被告人の訴えに加え、この裁判はアメリカ国内の裁判や他の軍事法廷に比べても極めて不公平なものであるとする批判が大きく、やがて裁判に関する調査委員会が設置された。当初は被告のSS隊員73人全員が有罪判決を受けていたが、1948年には被告の一部が死刑から終身刑へと減刑され、また一部は証拠不十分で釈放された。
1949年に開かれたアメリカ議会上院での公聴会では、拷問を行ったとされる尋問官らの動機が焦点となった。彼らの幾人かは、迫害を受けてヨーロッパを脱出した後に陸軍に入隊したユダヤ系アメリカ人兵士だった。尋問官らは嘘発見器も用いて証言を行い、最終的に委員会では拷問などは大部分が虚偽か誇張された訴えであると判断した一方、裁判の手続きに重大な問題が多数あることも認め、判決はさらに修正されることとなる。1951年までにほとんどの被告が釈放され、残るパイパーらの判決も死刑から終身刑に減刑された。1954年にはさらに減刑が行われ、1956年にはゼップ・ディートリヒとパイパーがランツベルク戦犯収容所から釈放された。一方で、事件に対する報復で、アメリカ軍によって行われた親衛隊員への虐殺は明らかにされることはなかった。

### バストーニュ

#### 第101空挺師団到着

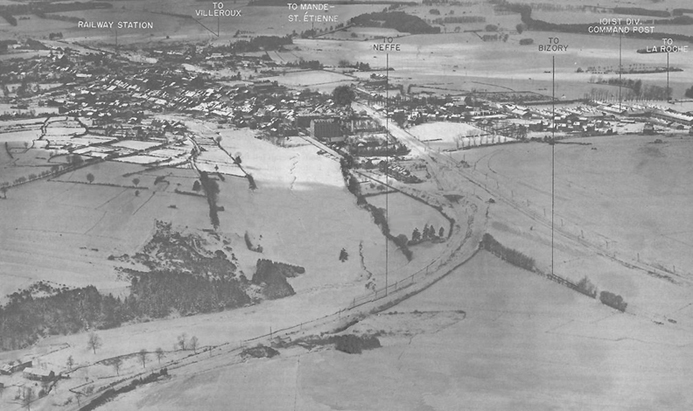
バストーニュ市街

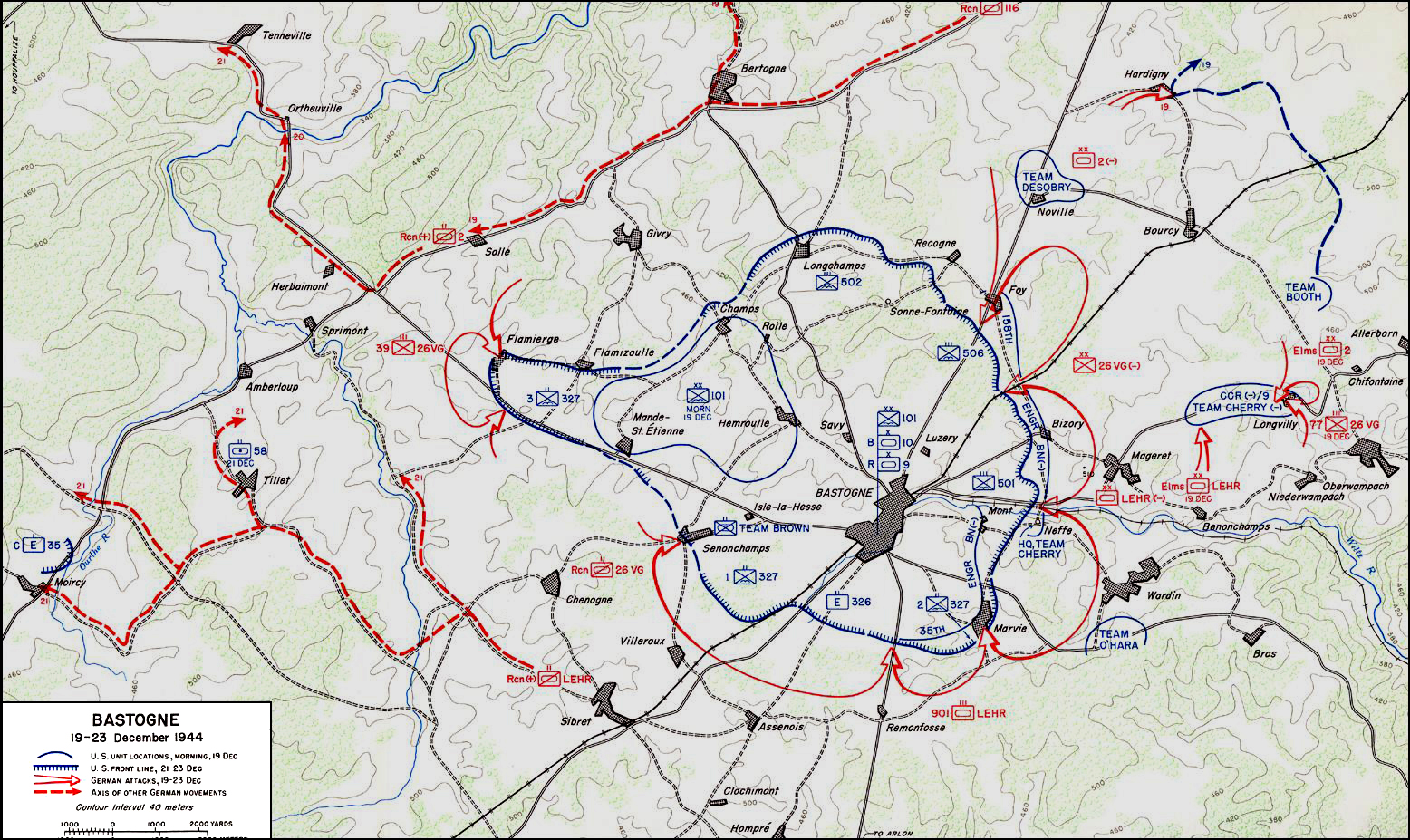
12月19日から23日までのバストーニュ周辺の戦況

増援を命じられた第18空挺軍団の2個師団のうち、先行した第82空挺師団がパイパー戦闘団の急進撃に対応するため北部の要衝ウェルボモンに派遣され、第101空挺師団がバストーニュに送られた。増援の命令を受けたとき、第101空挺師団長マクスウェル・テイラー少将はアメリカ本国に帰国中で、副師団長と多くの師団幕僚は打ち合わせのためイギリスにおり、部隊にいたのは師団砲兵指揮官のアンソニー・マコーリフ准将だけであった。一刻を争うため、マコリーフは急遽師団長代理を任じられると、380輌のトラックに分乗した第101空挺師団将兵を率いてバストーニュに向かっている。最も先行した第501空挺歩兵連隊は出発した12月18日中の真夜中にバストーニュに到着し、他の3個連隊も翌朝9時までには全て到着した。
バストーニュには第101空挺師団の他に、第10機甲師団のB戦闘部隊と第28歩兵師団の残存部隊と第8軍団の予備戦力が配置されていたが、第10機甲師団のB戦闘部隊は、第8軍団長ミドルトンの命令で3隊に分割され、バストーニュに通じる道路上の拠点に配置されていた。ヘンリー・チェリー中佐率いるチェリー隊にはロンヴィリー、ジェームズ・オハラ中佐率いるオハラ隊にはワルディン、ウィリアム・デソブリー少佐率いるデンブリー隊にはノーヴィルを守らせていた。また、第8軍団の予備戦力のなかには第705駆逐戦車大隊の新鋭駆逐戦車M18ヘルキャットもいた。M18ヘルキャットは貫通力に優れる長砲身の76㎜砲を搭載し速度もドイツ軍のどの戦車より速く、今までドイツ軍の戦車に苦戦してきたアメリカ軍にとって大きな戦力になると期待された。また、M59 155mmカノン砲（通称「ロング・トム」）2個大隊も合流しており、その長射程で防衛線のどの場所にも支援砲撃ができるようになっていた。
休む間もなくマコーリフはバストーニュの孤立化を防ぐため、周囲の拠点の防衛に積極的に部隊を派遣した。バストーニュ北方のノーヴィルではデンブリー隊が守りについていたが、12月19日午前4時に西方に向かって進撃していた第2装甲師団主力が攻撃してきた。デンブリー隊のM4戦車15輌と1,000人の兵力に対して、第2装甲師団は80輌の戦車と7,000人の兵員を擁しており、マコーリフは第506空挺連隊の第1大隊を救援に向かわせ、同時に第705駆逐戦車大隊のM18駆逐戦車4輌も支援に向かっている。デンブリー隊は圧倒的な第2装甲師団に対して、立ち込めていた濃霧の助けもあってどうにかノーヴィルを確保していたが、強力なドイツ軍の戦車に2輌のM4が撃破されるなど苦戦していた。そこにM18が救援に到着し、霧の晴れ間を見てドイツ軍戦車を砲撃し9輌を撃破して撃退した。その後に到着した第506空挺連隊第1大隊とデンブリー隊は第2装甲師団と何度も攻守を変えて激戦を繰り広げた。昼過ぎには16輌の戦車に支援された装甲歩兵1個大隊がノーヴィル市街に突入してきたが、空挺兵はバズーカで応戦、大損害を被りながらも戦車5輌を撃破してドイツ軍の攻撃を再度撃退した。その後も第2装甲師団は数輌の戦車に歩兵を随伴させて断続的に攻撃を繰り返し、市街でM4やM18との戦車戦が行われた。戦闘は夜を徹して行われた激しいものとなったが、激戦の中でティーガーⅠ戦車の88㎜砲が戦闘指揮所に着弾し、第506空挺連隊第1大隊長ジェームズ・ラプラード中佐が戦死し、デンブリー隊指揮官ウィリアム・デソブリー少佐も重傷を負った。圧倒的な第2装甲師団に対して寡兵で善戦を続けるノーヴィル守備隊であったが、第8軍団長のミドルトンはバストーニュの孤立を防ぐためとして、ここでも死守命令を出した。しかし、バストーニュとノーヴィルの中間にあるフォイ村がドイツ軍に奪われ、ノーヴィルが孤立化する懸念が高まったため、翌12月20日にマコリーフはノーヴィル守備隊に撤退とフォイの奪還を命じ、支援に第506空挺連隊第3大隊を送った。フォイはノーヴィルとバストーニュからの攻撃で奪還したが、一連の戦闘で第506空挺連隊は212人の死傷者を出し、デンブリー隊は15輌のM4のうち11輌を撃破され、第704駆逐戦車大隊のM18は4輌すべて撃破されていた。一方でドイツ軍は30輌の戦車が撃破され800人の死傷者を被り、第2装甲師団は2日も足止めされた。
装甲教導師団はチェリー隊と第9機甲師団B戦闘部隊のわずかな生き残りが守備するロンヴィリーに向かって進撃していた。師団長のフリッツ・バイエルライン中将はアメリカ軍の退路を断つため、前衛部隊をロンヴィリーの背後のマゲレットに前進させていた。チェリー隊は戦力を3分割してロンヴィリーの守りについていたが、背後のマゲレットに装甲教導師団が迫っていると聞くと、慌ててその迎撃に向かった。しかし、ドイツ軍の戦力が強大であると判明すると迎撃を諦めて第9機甲師団の生き残りと共に、第10機甲師団B戦闘部隊の戦闘指揮所があるネッフェに撤退することとし、その殿をハイデューク中尉率いるM4とM3軽戦車合計17輌と戦車と同数のM3ハーフトラックに任せたが、ハイデューク隊が撤退する前に装甲教導師団の本隊が襲い掛かった。激しい準備砲撃とその後の第559戦車駆逐大隊ヤークトパンターの攻撃で、17輌の戦車とハーフトラックは全滅し、ロンヴィリーは装甲教導師団に攻略された。次に装甲教導師団はオハラ隊が守るワルディンにも進撃したので、マコーリフは1個中隊を増援に送ったが、市街に入る前の路上で装甲教導師団の戦車と遭遇して戦闘となり壊滅的な損害を受けた。オハラ隊も出撃したがドイツ軍戦車を捕捉することができなかったので、そのままネッフェ方面に撤退し、ワルディンも装甲教導師団に占領された。
チェリー隊が撤退したネッフェにもマコーリフは第501空挺連隊から抽出した1個大隊を基幹とする増援を送り込んだ、増援の空挺部隊はチェリー隊と協力して装甲教導師団の進撃を撃退したが、空挺部隊が配備していたM101 105mm榴弾砲の特殊な発射音を聞いた装甲教導師団は戦車砲の発射音と誤認し、アメリカ軍の戦車隊の増援が到着したとして進撃を停止してしまった。師団長のバイエルラインはロンヴィリーを攻略したのち一気に第47装甲軍団全軍を持ってバストーニュを攻略すべきと軍司令官のマントイフェルに進言していたが、西方への進撃が主目的として進言は却下されていた。そのため、バイエルラインは無理をしてまでバストーニュに接近する必要はないと判断し、一旦進撃を停止したのであるが、この時点ではバストーニュの防備は固まっておらず、のちにマントイフェルはバストーニュ攻略の好機を逃したと後悔することになった。

#### バストーニュの包囲
バストーニュ周囲の拠点を次々と攻略した第5装甲軍第47装甲軍団はバストーニュを孤立化させつつあった。12月20日から21日にかけて、バストーニュ攻略を命じられていたハインツ・ココット少将の第26国民擲弾兵師団は装甲教導師団の支援を受けながらビゾリー、ネッフェ、マルビーというバストーニュ近隣の拠点を激しく攻撃し、撤退してきた第10機甲師団B戦闘部隊各隊や増援の空挺部隊との間で激戦となっていたが、ドイツ軍が各拠点を突破できない間に、バストーニュの防備は固められて、もはやドイツ軍が奇襲で市街に突入することは困難となっていた。
12月21日、ノーヴィルを攻略後は快進撃を続けていた第2装甲師団がフラミエルージュを攻略し、バストーニュから西方に通じる道路を遮断して孤立化に成功した。マントイフェルは西方への進撃を優先するため、第2装甲師団や装甲教導師団主力には進撃を命じ、第26国民擲弾兵師団と装甲教導師団の装甲歩擲弾兵1個連隊にバストーニュの攻略を任せた。しかし、そのドイツ軍の戦力では、16,000人の兵士と40輌の戦車と多数の重砲が守るバストーニュを攻略するには不十分であった。それでも、第101空挺師団はこれまでの戦闘で既に1,300人の死傷者を被り、第10機甲師団B戦闘部隊も多数の戦車を失っているなど、状況はアメリカ軍にとっても決して楽観できるものではなかった。また、サン・ヴィトでもあった指揮系統の混乱がバストーニュでも繰り返された。マコーリフは独自の作戦行動を続ける第10機甲師団B戦闘部隊を自分の指揮下に入れて統一した作戦行動をとろうと考えて、指揮官W.ロバーツ大佐に自分の指揮下に入るよう勧告したが、ロバーツは「失礼ですが、閣下は戦車のことは何かご存じですか？」と言って拒否した。一方で、バストーニュの最先任は第28歩兵師団のノーマン・コータ少将であり、コータは作戦協議のために第28歩兵師団司令部のあるシブレに来てほしいとマコーリフに依頼したが、階級が下にもかかわらずマコーリフは「忙しからいけません」と拒否し、やむなくコータの方がマコーリフの司令部を訪れている。

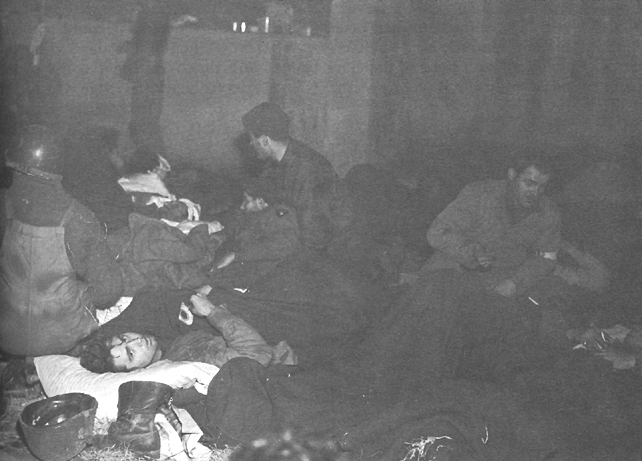
バストーニュに設けられた臨時野戦病院に横たわるアメリカ軍負傷兵たち

バストーニュを完全に包囲するために、ココットはバストーニュの西方にあるシブレとスノーシャンの攻略に、第26国民擲弾兵師団最精鋭部隊第26偵察大隊の700人の兵士と20輌の戦車を向かわせた。バストーニュは第101空挺師団が全周囲に防衛線を構築していたが、背後の南西の防備は弱かったので、第26偵察大隊はスノーシャンを攻略したのちに、第101空挺師団の防衛線の間隙からバストーニュ市街への突入も命じられていた。シプレには第28歩兵師団の司令部があったが、師団といっても指揮下の3個連隊はすでに壊滅状態になっており、コータの指揮下にあるのはわずかな敗残部隊に過ぎなかった。それでもバストーニュへの補給路を維持するため、第8軍団長ミドルトンはコータにシプレの死守命令を出していた。コータは残存兵力をまとめるとシブレに強固な陣地を構築しドイツ軍を待ち構えていたが、それでも兵力は200名ぐらいに過ぎず、バストーニュでマコーリフと協議したあとにドイツ軍の部隊がシブレに接近しているという報告を受けたコータは、すぐに軍司令部にミドルトンを訪ねると、第28歩兵師団司令部の撤退と、バストーニュの指揮権をマコーリフに委ねることの許可をミドルトンに求めた。ミドルトンはコータに進言を承認し、直ぐにロバーツに連絡して、マコーリフの指揮下に入るように指示した。初めはマコーリフに挑戦的であったロバーツも、その後のマコーリフの作戦指揮を見てその能力に敬服するようになっており、ミドルトンの命令に素直に従って、即時に自分の司令部をマコリーフの司令部内に移し、この後はマコーリフに戦車の運用について的確な助言を行うようになった。
シブレ攻撃には第26偵察大隊の他に第5降下猟兵師団の1個中隊も加わったが、コータら司令部がヴォー・レ・ロジエールに撤退したあとも、わずか200人のシブレ防衛隊は重火器がたった3門の榴弾砲しかなかったのにもかかわらず善戦して、暫くの間ドイツ軍を足止めしたが、12月21日午前9時にシブレはドイツ軍の手に落ちた。その後、第26偵察大隊は単独でスノーシャン攻略に向かったが、ここにはアメリカ軍第796高射砲大隊の300人が守りを固めており、特にM16対空自走砲の水平射撃が猛威を振るい、ドイツ兵は次々となぎ倒されて第26偵察大隊は大損害を被って撃退された。従ってドイツ軍は作戦目的のスノーシャン攻略による包囲網の強化とバストーニュへの突入も果たすことはできなかったが、主要な道路は全て遮断し、第5装甲軍団のマントイフェルは「今日奪れなくとも、明日は奪れる」と宣言して、バストーニュ奪取に自信を見せた。

#### ドイツ軍の降伏勧告

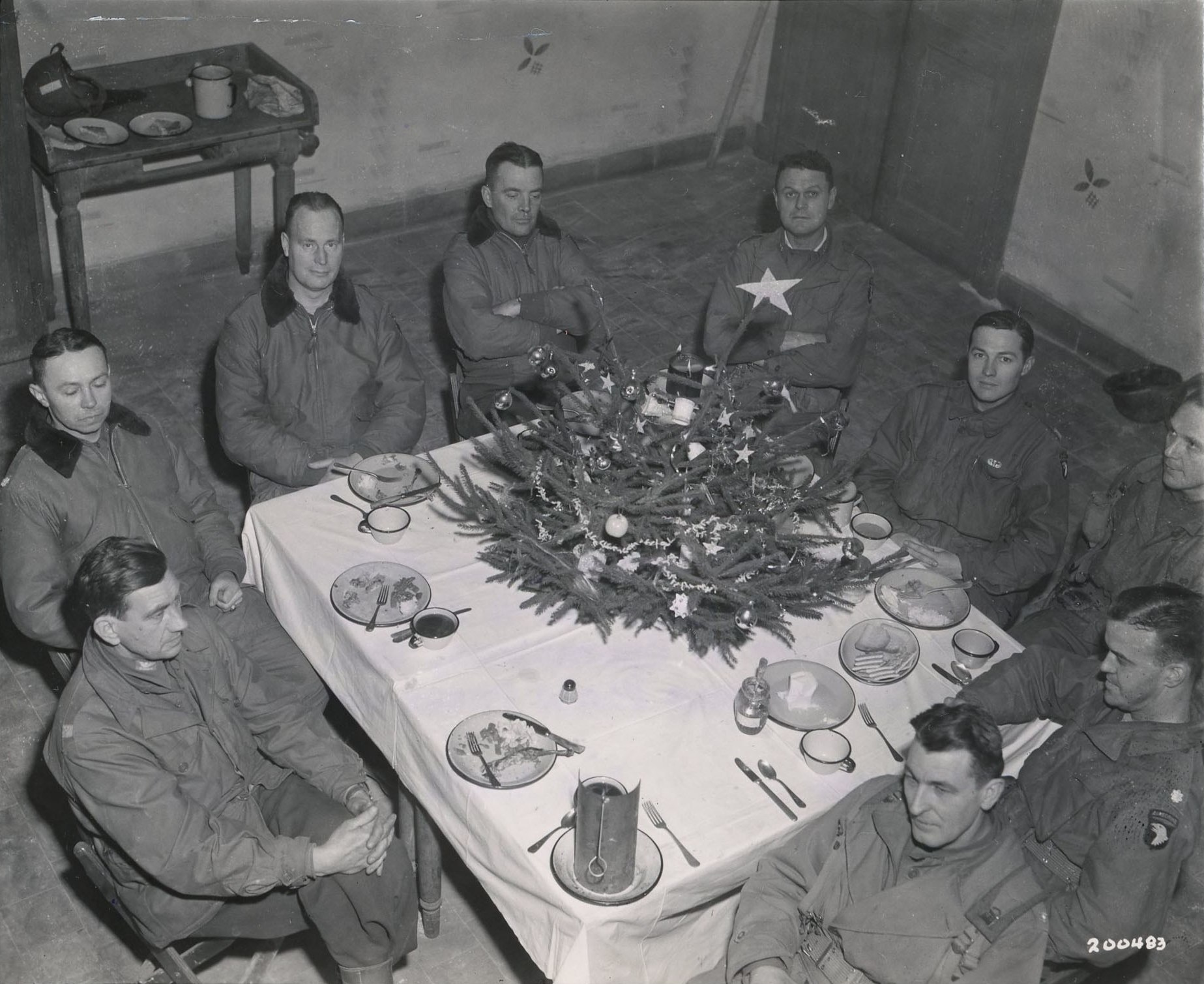
クリスマスディナーで集まったマコーリフらバストーニュのアメリカ軍司令部

バストーニュを事実上包囲した第26国民擲弾兵師団のココットは、攻略したシブレの住民からバストーニュのアメリカ軍は潰走を始めているという情報を聞くと、降伏勧告を行えばバストーニュのアメリカ軍は簡単に降参するのではと考えて、第47装甲軍団司令官ハインリヒ・フォン・ルトヴィッツ中将に許可を求めた。ルトヴィッツは1個師団もの戦力が降伏すればアメリカ軍全体の士気に及ぼす影響は計り知れないものになるとココットの進言を承認した。12月22日の正午前に大きな白旗を持った4人の軍使がアメリカ軍陣地前に現れ、応対したアメリカ兵に英語で「降伏条件です」と言って封筒を渡した。その封筒は直ちに司令部に届けられて、第101空挺師団参謀が封筒を開けて内容を確認した。
マコーリフはココットらの推測とは全く違い、空挺部隊は敵中に孤立して戦うのが本務であって、包囲されている状況では上部に妨害されず空挺の本務通りに「自由に戦力を駆使して存分に戦える」と思っており、降伏など論外であった。逆にマコーリフはドイツ軍捕虜から、ドイツ軍は食料が不足しており、ドイツ兵はバストーニュを占領すれば腹いっぱい食べることができると上官からけしかけられていることや、弾薬も不足気味になっており支援砲撃も十分にできなくなっているなどの情報をつかんで、「降伏すべきは自分たちではなく敵である」と考えており、この降伏勧告に「NUTS!（ふざけるな！）」もしくは「shit」と舌打ちした。やがて、ドイツ軍への正式な回答を書こうとマコーリフはペンを握ったが、適当な文章が思いつかず悩んでいると、参謀から「先ほどのお言葉が冴えていると思われますが」という提案があった。そこでマコーリフはのちに有名になるたった一言の回答を書きあげた。
回答はドイツ軍軍使が現れた地域の指揮官であった第327グライダー連隊長J.ハーパー大佐が自ら志願してドイツ軍軍使に手渡すことになった。受け取ったドイツ軍軍使は意味が理解できず「これは受諾ですか拒否ですか？」とハーパーに尋ねると、ハーパーは「もしドイツ軍が攻撃を続けるならば、わが方は、この町に突入しようとするドイツ兵をみな殺しにする。これは約束する。」と答えている。その回答を聞いたドイツ軍軍使は直立不動で敬礼をすると「わが軍も、アメリカ兵を殺します。それが戦争です」とだけ言い残して戻っていった。ドイツ軍が降伏勧告を行い、それをマコーリフが拒否したという話はすぐにバストーニュのアメリカ全軍に伝わって士気はますます高まった。

#### 第3軍の進撃遅延

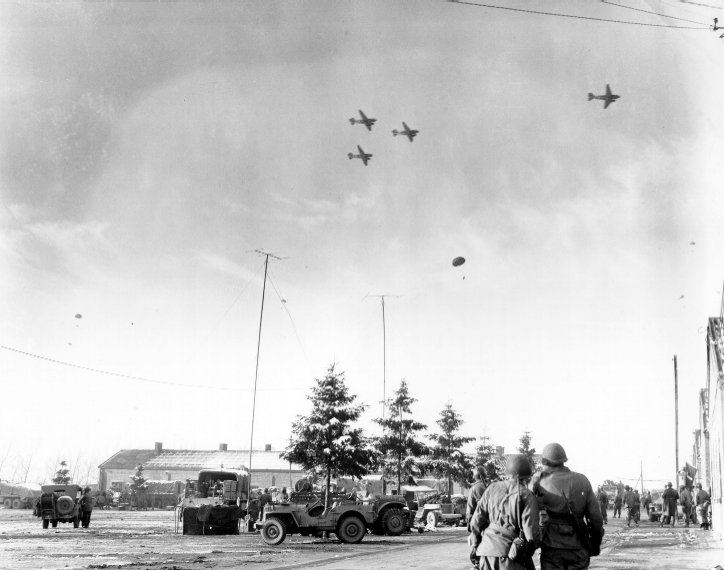
C-47による空輸 （1944年12月26日）

12月23日には天候が回復し、高気圧により5日間は好天が継続する見通しとなったため、第9空軍司令官ホイト・ヴァンデンバーグ中将は航空隊に全力出撃を命じた。12月16日のドイツ軍侵攻以降ずっと悪天候が続き、連合軍はまともな航空支援を行うことができず、ドイツ軍の快進撃を許すことになったので、ブラッドレーは「ドイツ軍と天候が共同謀議している」などと恨み言を言っていたが、この後連合軍の圧倒的な航空攻撃によって、ドイツ軍は大損害を被ることになった。包囲されているバストーニュへも合計260機の輸送機が144トンの物資を空輸して空中投下した。第101空挺師団はこれまでの激戦で弾薬が不足しており、マコーリフは1日の発砲数に制限を設けていたが、補給物資の大半は弾薬であり、早速前線に届けられて久しぶりの大量発射が行われた。補給された弾薬のなかには近接信管付きの砲弾も含まれており、のちの防衛戦の大きな戦力にもなっている。食料については、市街の倉庫に大量の小麦粉が貯蔵されてあったので、とりあえず飢える心配はなかったが、毎食のようにその小麦粉で焼いたホットケーキが支給されたため、食べ飽きて見るのもいやになった兵士も多かった。
第3軍は12月22日に北進を開始したが、そのなかで第4機甲師団にバストーニュ救出が命じられた。パットンは第4機甲師団に「とにかく突っ走れ」と命じたが、進撃する道路は皮肉にもアメリカ軍の第8軍団がドイツ軍進撃阻止のために入念に破壊していたため、予想外に進撃は捗らなかった。苛立つパットンは徹夜での進軍を命じ、第4機甲師団A戦闘部隊とB戦闘部隊は19㎞進撃してバストーニュまで14㎞の位置に到達した。しかしドイツ軍第5降下猟兵師団が第4機甲師団の前進を阻止すべく、その進路上に戦線を集約して待ち構えており、ココットも手持ちの自走砲を増援に送って強力な防衛線を構築していた。そして12月23日の日中にA戦闘部隊がワールナハ、B戦闘部隊がショーモンでドイツ軍と交戦したが、ドイツ軍の降下猟兵は投降することはなく戦って、最後は手榴弾で自爆するなど徹底して抗戦したため、第4機甲師団は苦戦した。それでもA戦闘部隊は5輌の戦車を失い68人の死傷者を出しながらも、その数倍の降下猟兵を殺傷してワールナハを攻略したが、B戦闘部隊は増援の自走砲で11輌の戦車を撃破され、65名の死傷者を被って撃退されるなど進撃の停止を余儀なくされた。
12月24日には第3軍苦戦の報はバストーニュにも届いていた。パットンはマコーリフに「クリスマスプレゼントを配達中」と12月25日までの救出を約束していたが、その約束が困難な見通しとなってきたのでバストーニュの全将兵は失望した。マコーリフはミドルトンに電話をすると「当師団が望むクリスマスプレゼントはただ一つ、明日の救出です。明日には間違いないのでしょうか？」と問い詰め、ミドルトンは「パットンは明日には到着すると確約している。本職も必ず明日バストーニュを訪れる」と約束したが、全将兵がその約束で力づけられることはなかった。第101師団の将兵たちは市民からドイツ軍がクリスマスに総攻撃を計画しているという情報を聞いており、明日が最期になるという恐怖が蔓延していた。バストーニュ周辺の拠点に対するドイツ軍の攻撃も激化していた。第227グライダー連隊第2大隊とオハラ隊が守るマルビーには、ティーガーⅠとパンターで編成された戦車隊が攻撃しており守備隊は窮地に陥っていたため、マコリーフは少なくなった予備兵力から、ロンヴィリーで大打撃を受けたチェリー隊の生き残りと第501空挺連隊の一部を急派しどうにか主陣地を確保するなど、これまでで最も危機的状況になっていた。そこでマコーリフはドイツ軍の総攻撃に備えて、防衛線を全長26㎞に集約して防備を固めることとした。

#### バストーニュの攻防戦

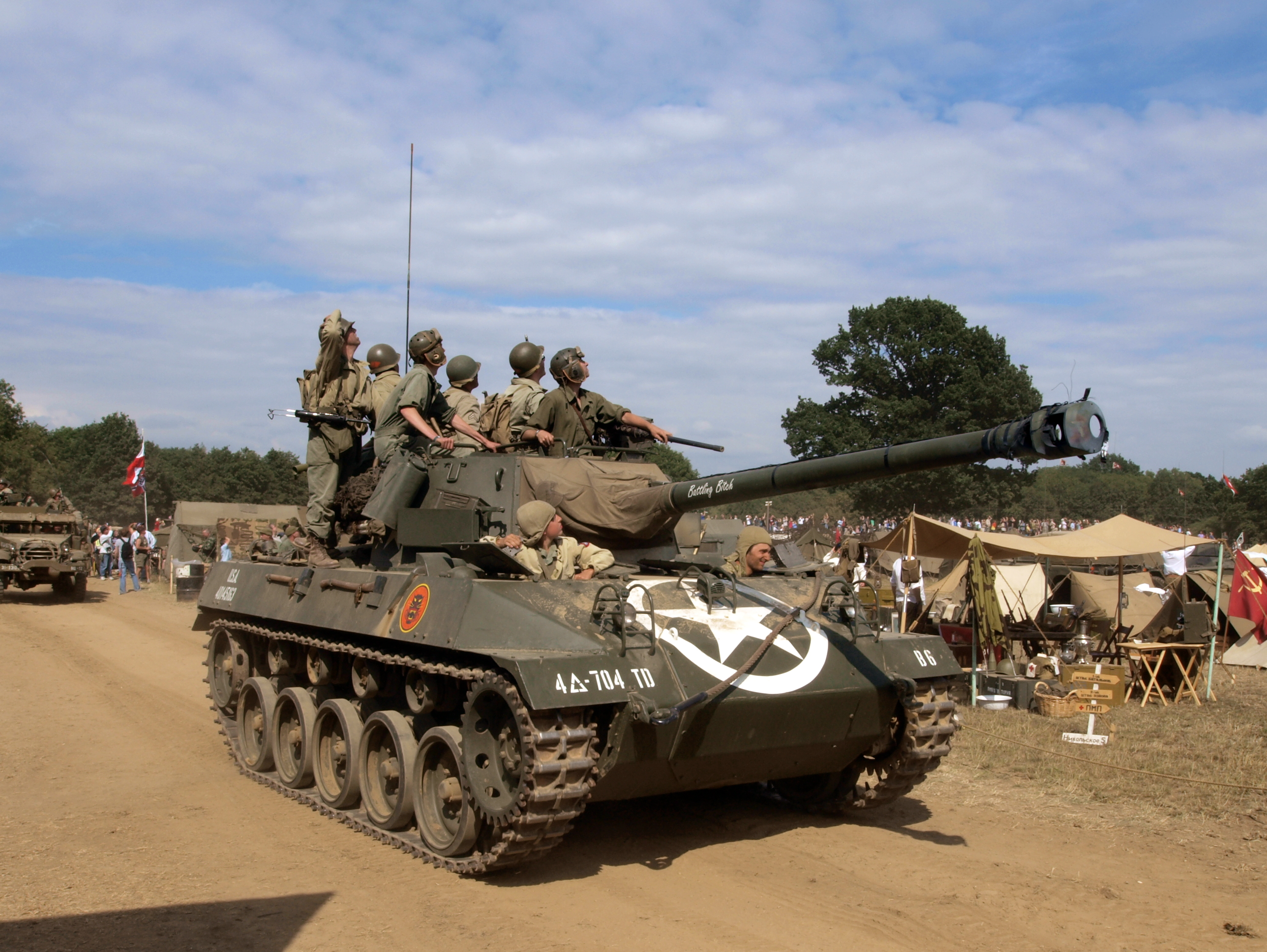
バストーニュ防衛戦で活躍したアメリカ軍M18駆逐戦車「ヘルキャット」

第26国民擲弾兵師団は12月23日からバストーニュの幾つかの地点に対し順に攻撃を集中し両軍の間で激戦が行われたが、なかなかアメリカ軍の防衛線を突破することができなかった。B軍集団司令官モーデルは、北進するアメリカ第3軍に対抗するため戦略予備兵力の第15装甲擲弾兵師団の戦場投入を許可していたが、同師団の増援を受けた第47装甲軍司令官のルトヴィッツは、同師団を第26国民擲弾兵師団長ココットの指揮下に入れ、ココットにクリスマスまでにバストーニュを攻略するよう命じた。ココットも増援を含めれば十分な戦力になると考えて、連合軍が航空支援できない午前4時に攻撃開始し、航空機が飛来する8時までには増援の第15装甲擲弾兵師団が市街に突入できると宣言している。しかし、攻撃開始の午前4時までに到着した第15装甲擲弾兵師団の部隊は、擲弾兵3個連隊のなかの1個連隊、戦車もわずか18輌と期待外れであった。後続部隊の到着を待っていたのでは、連合軍の航空支援が開始されてしまうことから、ルトヴィッツは作戦開始を命令、ココットは不満ながらも応じている。

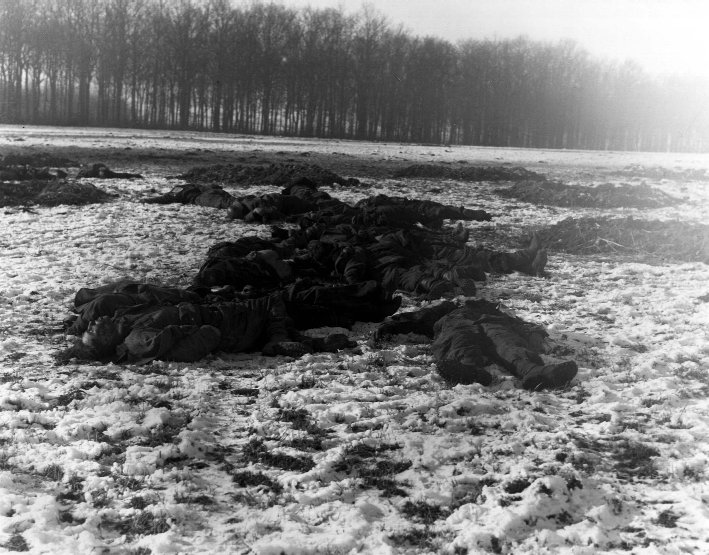
バストーニュ北西の戦闘の跡に散乱する死亡したドイツ兵（1944年12月25日）

12月25日午前3時、ドイツ空軍の数機の爆撃機が夜間爆撃に飛来し、投下された爆弾1発が野戦病院に着弾して20名の死傷者を出したが、その中にはベルギー人のボランティア看護婦ルネ・ルメールとオーガスタ・マリー・チウィもいた。もう1発は司令部付近のクリスマスツリーに命中して吹き飛ばしたが、司令部に損害はなかった。この爆撃を合図にしてドイツ軍は進撃を開始したが、ココットの計画は第26国民擲弾兵師団第77擲弾兵連隊がバストーニュ北西のシャン、第39擲弾兵連隊が南西のアセノワ、第26偵察大隊が西方のスノーシャンに牽制攻撃をかけて守備隊を引きつけている間に、第15装甲擲弾兵連隊がエムルールを突破し一気にバストーニュ市街に突入しようというものであった。
第77擲弾兵連隊の兵士はカムフラージュの白い軍服を身につけてアメリカ軍の陣地ににじり寄ると、「目をつぶって突っ込め」の掛け声のもとでシャンのアメリカ軍陣地に突撃して白兵戦を演じた。アメリカ兵とドイツ兵が村落内の一戸一戸の建物を巡って激しい白兵戦を戦っているなか、バストーニュ西方のフラミソウルから、第15装甲擲弾兵師団のV号戦車パンターを主力とする18輌の戦車が、同師団第115連隊第1大隊の兵士をタンクデサントさせてバストーニュに向かって突進した。アメリカ軍の増援はシャンに急行していたので、第15装甲擲弾兵師団は大きな抵抗を受けずに順調に進撃し、午前8時45分には「我らバストーニュの西端に到達」と報告してきた。順調な進撃報告を受けたココットは「思ったよりアメリカ軍の防備は弱い」と自信を深めて、部隊を二手に分けての進撃を命じ、11輛のパンターからなる主力はたちまちエムルールに進み、第327グライダー連隊第3大隊の戦闘指揮所に迫って、大隊長は慌てて近くの森林に逃げ込んでいる。しかし、そこに増援の第10機甲師団のB戦闘部隊のM4と第705駆逐戦車大隊のM18ヘルキャット4輌が到着し、パンターとの間で激しい戦車戦となった。とくにM18ヘルキャットはその機動性を活かして、パンターの側面や後面に回り込んで次々と撃破、村落内に突入できたパンターも空挺隊のバズーカに狙い撃たれて、順調な進撃を報告したわずか数十分後の午前9時台にはパンターは全車撃破された。タンクデサントしていたドイツ兵とアメリカ軍空挺兵との間でも激しい白兵戦が戦われ、アメリカ軍は多大な損害を被ったが、ドイツ兵は全員戦死するか捕虜となった。もう1隊の7輛のパンターは第502空挺連隊戦闘指揮所を攻撃したが、アメリカ軍の集中砲火で6輛が撃破、1輛が鹵獲され、擲弾兵も全員が戦死するか捕虜になり、文字通り全滅した。牽制攻撃をしていた第77擲弾兵連隊もシャンを攻略することができず足止めされていたが、その頃にはすっかり陽も登っており、戦闘爆撃機P-38が多数飛来してドイツ軍に激しい攻撃を行った。攻撃失敗を悟ったココットはルトヴィッツに作戦中止を要請したが「バストーニュ攻略は絶対に必要である」と却下された。しかしドイツ軍はアメリカ軍の空と陸からの猛攻にすっかりと士気を喪失してしまい、その状況を見たココットは午後3時に独自で作戦中止を命じた。
翌日にも10輌の突撃砲と第26国民擲弾兵師団の兵士を満載したSd Kfz 251で市街への突入を図ったが、これもアメリカ軍の猛反撃で全滅するなど、ドイツ軍はバストーニュを攻略することができずに大損害を被っていた。バストーニュの攻防戦では特に第705駆逐戦車大隊のM18ヘルキャットが活躍し、得意のヒット・エンド・ラン戦法でティーガーⅠ戦車を含む39輌の戦車と多数の装甲車両を撃破し、大いに貢献している。

#### バストーニュ救出

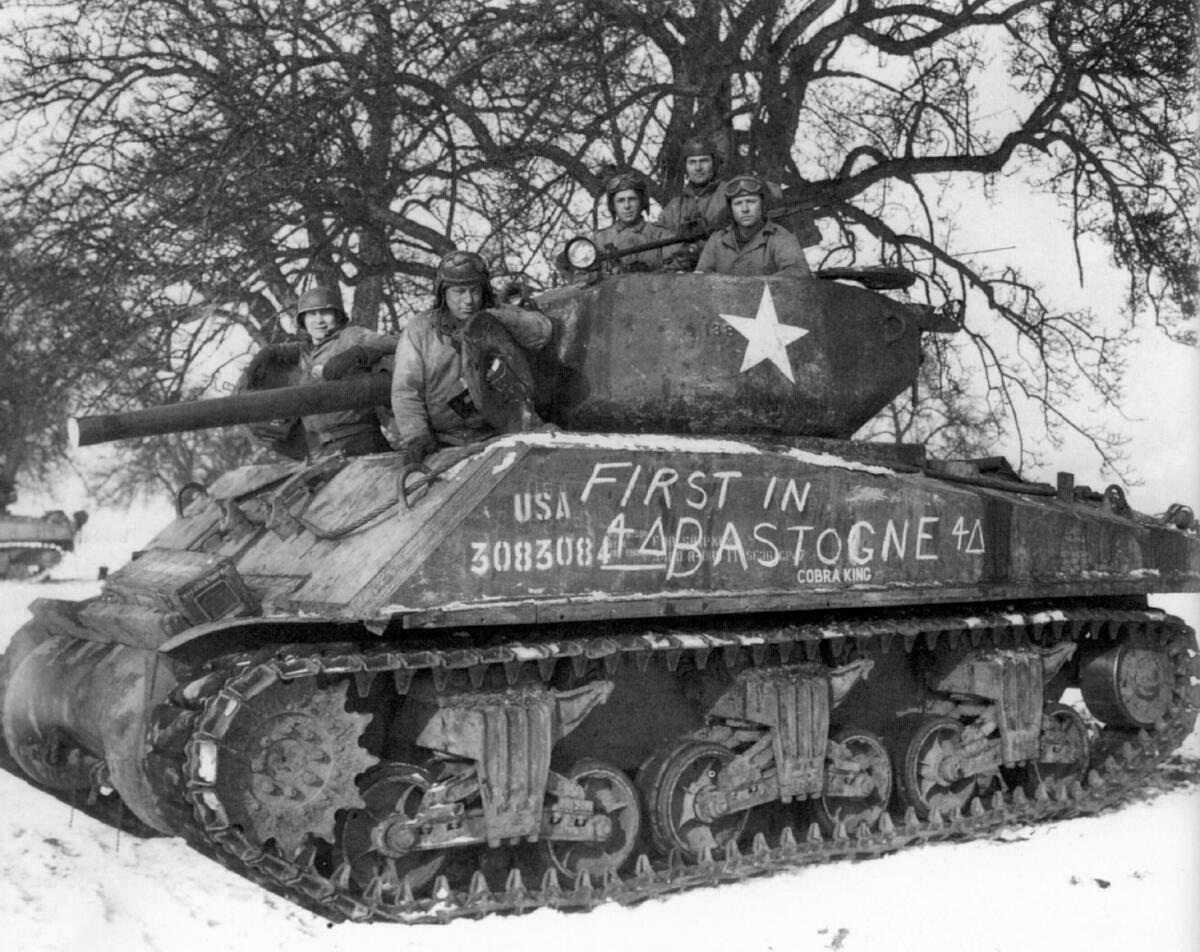
バストーニュに一番乗りした第4機甲師団のM4戦車「コブラ・キング」

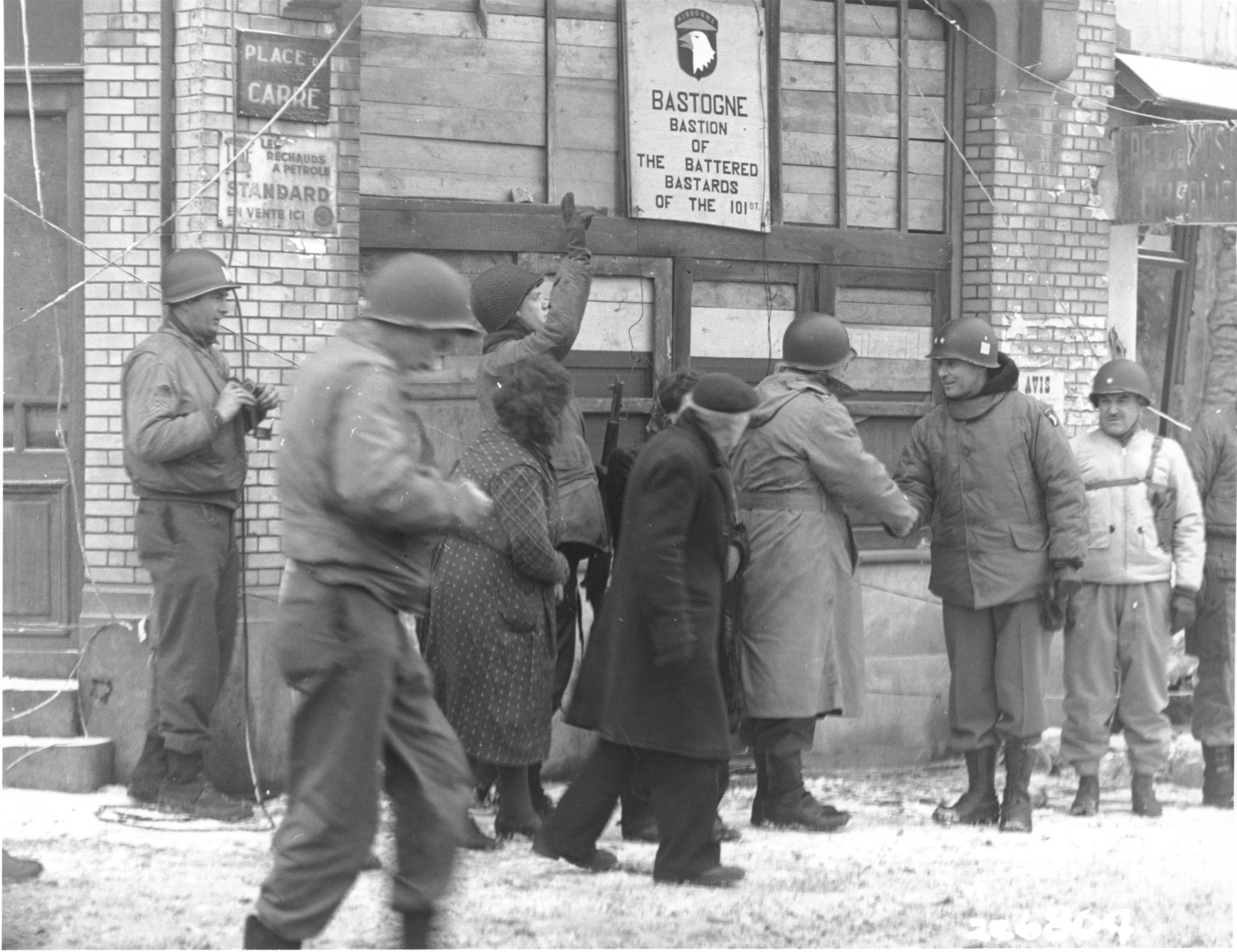
「第101空挺師団のボロボロになった野郎どものバストーニュ要塞」と書かれた看板の下で握手する第8軍団司令官トロイ・H・ミドルトン(左)と第101空挺師団長マクスウェル・テイラー(右)

バストーニュ到着をパットンが約束した12月25日、第4機甲師団はまだ第5降下猟兵師団の防衛線を突破できずにいた。A戦闘部隊はワールナハを攻略したものの、小川を挟んだティンタンジュの村落に自走砲1輌と空挺兵数百人が守っており、その攻略に手間取って、結局自走砲を撃破し161名の空挺兵を捕虜にして村落を確保した頃には、日没となってしまい進撃できなかった。B戦闘部隊はショーモンの攻略にもっと手間取っており、B戦闘部隊司令部にはドイツ軍侵攻開始時に休暇でアメリカ本国に帰国していた第101空挺師団長のテイラーが同行し、バストーニュで部下将兵と再会することを楽しみとしていたが、ショーモンで2日も足止めを食らうこととなった。第4機甲師団はABの両戦闘部隊ともに苦戦が続いていたので、予備のR戦闘部隊も投入されることとなり、R戦闘部隊は首尾よく前進を続けて、25日にはB戦闘部隊が苦戦中のショーモン村落北西のレモンビーユ村落に到着し、大きな損害を被ることなく320人のドイツ兵を捕虜にして村落を攻略したが、師団長のヒュー・ジョセフ・ガフィー少将はこれまでのパットンからの無理な進撃命令で損害を被っていたことから慎重になっており、R戦闘部隊にも進撃停止を命じた。
12月26日の早朝、R戦闘部隊は進撃を開始した。R戦闘部隊の主力はクレイトン・エイブラムス中佐が指揮する第37戦車大隊と第53装甲歩兵大隊であったが、これまでの激戦で戦車はM4が20輌にまで減っていた。エイブラムスにはシブレの攻略が命じられていたが、ドイツ軍の強力な部隊が守っていることが予想されたため、シブレを迂回してドイツ軍の防備が薄いアセノワを攻略すればバストーニュまでわずか5㎞の位置に到達できると考えて作戦の変更を決めた。この作戦変更に対してパットンは「勝利は危険の中に存在する。これが私が待っていた吉報だ」と喜んで許可している。
エイブラムスはアセノワに対し砲撃支援と航空支援を要請した。アセノワでは、第26国民擲弾兵師団第39擲弾兵連隊がバストーニュへの攻撃準備をしていたが、そこに激しい砲爆撃が加えられ、その爆煙が収まらないうちにM4が村落内に突進してきた。ドイツ兵は地雷を道路上にばら撒き抵抗し、ハーフトラックが1輌地雷を踏んで撃破されたが、戦車隊を率いていたウィリアム・ドワイト大尉は構わず前進を続けた。ドワイト隊の先頭を突き進むのは、通常のM4より重装甲のM4A3E2「コブラ・キング」（別名ジャンボ）5輌であった。その「コブラ・キング」に対してドイツ軍の88㎜対戦車砲2門が砲撃してきたが、機甲歩兵のジェームズ・R・ヘンドリックス2等兵が1人でライフル片手に突撃して2門の88㎜対戦車砲を制圧し、「コブラ・キング」隊はそのままバストーニュに向けて突進を続けた。この戦闘でヘンドリックスは名誉勲章を受賞している。
日没前の16：55、ついにドワイトの戦車隊はバストーニュ市街に達して第101空挺師団との接触に成功した。19：10にエイブラムスもバストーニュに到着してマコーリフと握手をし、そのあとに師団長のテイラーも到着した。ドワイトが素通りしたアセノワの掃討は午後10時に終わり、確保できた交通路から物資を満載したトラックと、負傷者を搬送する野戦救急車が次々とバストーニュ市街に入り重傷者964人を後方に搬送したが、70輌の救急車でピストン輸送しても重傷者全員の搬送には36時間を要した。続々と到着する支援部隊からマコーリフは連合軍の各部隊が第101空挺師団を心配していたと聞かされたが、マコーリフは迷惑顔で「我々の調子は上々だ。これからすぐに攻勢にとりかかっても結構だ」と強がって見せている。

## 連合軍の反撃とその後

### ドイツ軍進撃停止

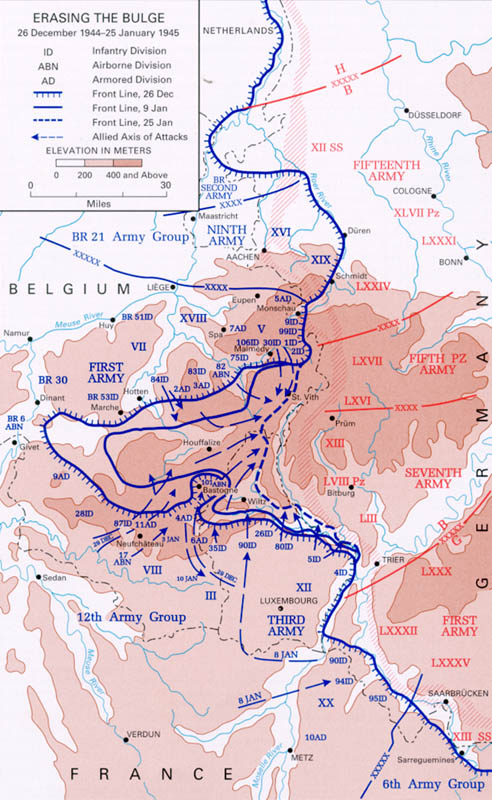
連合軍の反撃

バストーニュから西に向かったドイツ軍のなかで第5装甲軍の第2装甲師団は劇的な進撃を遂げて、12月23日には先行の偵察部隊はミューズ川からわずか9kmのセル村に達し、翌日には戦車大隊も合流した。しかし、各地で連合軍の増援が到着しており、第2装甲師団の進撃はここで食い止められ、セルがドイツ軍による最も西への進出地点となった。その後は進撃してきた連合軍部隊と各方面で激戦に突入した。同日12月24日にはフレヌーで第2装甲師団第2戦車連隊第2戦車中隊のパンターと第3機甲師団第32機甲旅団D中隊のM4が激突し、ドイツ軍側は騎士鉄十字章を受賞したドイツの戦車エースフリッツ・ランガンケ少尉が率いていたものの、パンター8輌が撃破もしくは損傷したのに対し、撃破したM4はたった1輌と戦闘はドイツ軍の惨敗でフレヌーから撃退されている。このようにドイツ軍快進撃を支えてきた戦車戦におけるドイツ軍の優位も失われてきていたが、ランガンケは撤退中に、戦闘に気が付かず無警戒で接近してきた第9機甲師団のM4を奇襲で4輌撃破して一矢を報いている。
セルまで達した先行部隊も、12月24日にはミューズ川を渡河して進攻してきたイギリス軍第3王立連隊とアメリカ軍第2機甲師団と接触して全面的な戦闘に突入した。第2装甲師団と一団となって進撃していた装甲教導師団はロシュフォール（ナミュール州）で、第84歩兵師団の1個大隊他の激しい防衛にあい、どうにか攻略できたものの進撃が停止しており、第116装甲師団もホットンで第84歩兵師団に足止めされて、その後に第3機甲師団に捕捉された。第2装甲師団は包囲網の突破を試みたが失敗に終わり、燃料が欠乏した第2装甲師団にアメリカ軍第2機甲師団は情け容赦なく襲い掛かり、戦車82輌と火砲83門、各種車両400輌が撃破されるか鹵獲され、1,200人のドイツ軍将兵が投降し壊滅状態となったが、第2機甲師団が失ったM4はわずか26輌に過ぎなかった。第2装甲師団の残った将兵も、救出の見込みもなかったことから装備を捨てて小部隊に分かれて退却を開始したが、そのなかには12月25日の戦闘で重傷を負ったドイツ軍戦車エースの1人エルンスト・バルクマンもいた。
装甲教導師団は第2装甲師団を救出するため、ロシュフォールに一部の部隊を第2装甲師団の突出部へと向かったが、ホーカー タイフーンとP-38の空襲によって前進を阻止されている間に第2装甲師団は既に潰走を始めており、装甲教導師団もそのままバストーニュ方面に向けて撤退を開始した。ロシュフォールに残されたティーガーⅠを含む十数輌の戦車と500人以上の兵員は、1月3日から開始されたイギリス第5空挺旅団とのブレの戦いで壊滅し、ロシュフォールもイギリス軍に奪還されている。この頃にはドイツ軍は無線封鎖を解除していたため、連合軍の情報部は容易にドイツ軍の位置を割り出して、的確に反撃することができるようになっており、空襲による損害も激増していた。ドイツ軍司令官たちは戦闘の主導権を失っていることを認識しており、ミューズ川を渡河して西進するという作戦目標を諦めて、残存兵力をもってミューズ川の東にいる連合軍を粉砕するといった戦略の修正をヒトラーに求めた。ヒトラーは一時的に攻勢を川の東側に限定することは渋々了承したものの、戦闘の主導権を奪還でき次第、アントワープへの進撃を再開することを命じている。

### ボーデンプラッテ作戦

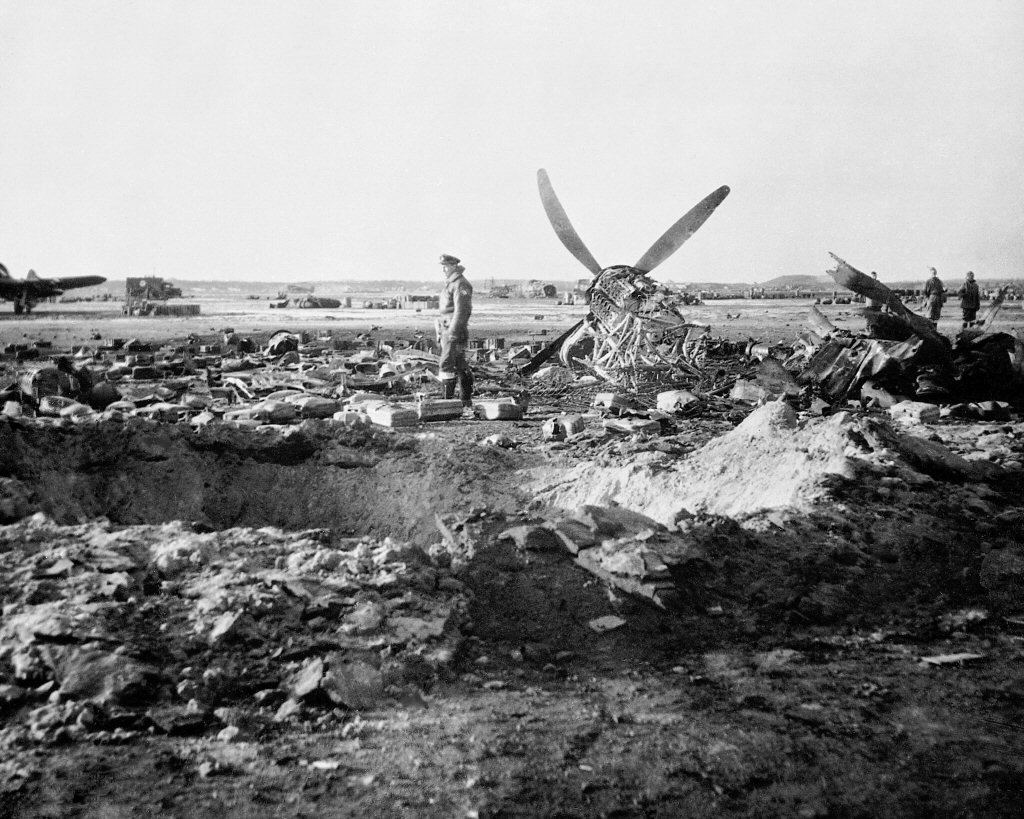
ボーデンプラッテ作戦におけるドイツ空軍の空襲で撃破された王立カナダ空軍のホーカー タイフーン

ヒトラーはドイツ空軍最高司令官ヘルマン・ゲーリングに「ライン（河）の守り」にドイツ空軍による全力支援を命じており、地上軍進撃開始と同時にドイツ空軍が連合軍飛行場を攻撃して、空からの脅威を排除するボーデンプラッテ（大鉄槌）作戦が計画されていた。アドルフ・ガーランドをはじめとする多くの現場指揮官の反対を押し切って準備は進められていたが、地上軍が進攻を開始すると、ドイツ空軍は通常の支援任務に駆り出されて、いったん作戦は棚上げになった。ドイツ空軍は悪天候の中でも果敢に出撃し、進攻初日の12月16日には昼夜を問わず述べ900回も出撃したが、天候が回復するにつれて連合軍の迎撃も激しくなり、1日の出撃数は200回にまで減少していた。そこで、年末の12月31日午後に戦闘航空兵団司令官ディートリヒ・ペルツは制空権を奪還すべく作戦開始を命令、各指揮官は大変に困惑しながらも作戦準備を進めて、1945年1月1日の午前9時に作戦が開始された。当初の作戦計画では1,000機以上の作戦機を出撃させる予定であったが、これまでの損失によって出撃できたのは約800機であった。
ドイツ軍戦闘爆撃機は連合軍のレーダーを避けるため低空飛行を続けて、17の連合軍飛行場を急襲した。連合軍はこの作戦準備を全く察知しておらず、奇襲は成功し地上で多数の連合軍航空機を撃破した。しかし、連合軍戦闘機に迎撃された場合は、空戦でほぼ一方的にドイツ軍戦闘爆撃機が撃墜された。特にベルギーのY-29飛行場（現ズテンダール空軍基地）での空戦では8機のP-47と12機のP-51が61機のドイツ軍戦闘爆撃機フォッケウルフ Fw190を迎撃、戦力は1/3ながら空戦では連合軍機が圧倒し、28機のFw190を撃墜しながら、損失はP-47の1機という一方的な戦いとなっている。他の飛行場でも同様な展開で、この後もドイツ軍戦闘爆撃機は地上で多少の無人の連合軍機を撃破できても、迎撃してきた戦闘機に一方的に撃墜され、わずかに残っていたエースパイロットを失うことになった。一方で連合軍の人的損失は軽微であった。作戦中にドイツ軍は290機の連合軍航空機を地上で撃破したが、空戦と対空砲火によって305機の戦闘機を損失し、213人のパイロットを失うという致命的損失を被った。ドイツ軍内の連携もお粗末であり、友軍の高射砲部隊に撃墜されたドイツ軍機も多数に上った。一方で空戦で撃墜された連合軍はたったの15機であり、結果的にはドイツ空軍の惨敗であった。連合軍は後方から航空機の補給が可能であったのに対して、ドイツ空軍にもはや余力はなく、作戦目的とは逆に制空権を完全に喪失してしまったとともに、以後ドイツ本土および各戦場での空軍の戦闘能力は極端に低下した。ガーランドは作戦を振り返って「我々は最後の財産を犠牲にしてしまった」と嘆いている。

### ノルトヴィント作戦
ルントシュテットは、バストーニュを解放したアメリカ第3軍が、ドイツ軍包囲のため北進を開始したのを知って「指揮官パットン将軍の精力的なリーダーシップ下にあるアメリカ第3軍は近くわが軍の南翼に攻撃を加えるものと予想される」とヒトラーに報告した。ヒトラーは南部のアルザス＝ロレーヌで新たな攻勢を行うことにより進撃する第3軍をけん制し、ストラスブールを占領してアルザス＝ロレーヌのアメリカ軍とアルデンヌのアメリカ軍の連絡を遮断し、あわよくばフランス軍にも大打撃を与えようとする野心的な作戦ノルトヴィント作戦（北風作戦）の開始の好機が来たと判断し、12月28日に作戦参加予定の8個師団の師団長を集めて12月31日夜の作戦開始を告げた。そして最後に「この年越しはドイツ史に記念すべき日となる。そしてドイツ国民は最良の新年を祝うこととなるだろう」という演説で締めている。ドイツ軍の攻勢を受けたのはアメリカ第7軍となったが、同軍はアルデンヌに武器や物資を大量に送り込んでおり、弱体化していた。そのため、ドイツ軍の攻勢に対して数マイル押し込まれる形となり、アイゼンハワーは戦線整理のため一時的にストラスブールの放棄も検討したが、自由フランス軍総司令官シャルル・ド・ゴールが「ストラスブール市民が虐殺される」と強硬に反対し、放棄案は撤回された。その後は、フランス第1軍団も頑強に抵抗し、また、アルデンヌの形勢が決すると連合軍の増援が続々と到着したため、1月25日にドイツ軍は作戦を中止し、作戦はアルデンヌの戦況に対して影響を与えることもできずに竜頭蛇尾に終わってしまった。

### アメリカ軍とイギリス軍の不協和音

左から大英帝国参謀総長のアラン・ブルック、イギリス首相のウィンストン・チャーチル、第21軍集団司令官のバーナード・モントゴメリー

ドイツ軍の侵攻によりできた「バルジ」によって戦線が南北に分断されてしまったことから、アイゼンハワーは戦線北部にあったアメリカ第1軍と第9軍の指揮権を第12軍集団司令官のブラッドレーから第21軍集団司令官モントゴメリーに移譲していたが、モントゴメリーのイギリス軍至上主義から、権限移譲当初からアメリカイギリス両軍の間で感情的な衝突が繰り返された。権限移譲が行われた翌日の12月20日にはモントゴメリーがアメリカ第1軍司令部を訪れて作戦会議を行ったが、司令官のホッジスがわざわざ準備していた昼食に一切手を付けず、持ち込んできたサンドウィッチを食べ紅茶を飲みながら、アメリカ軍が作成していた作戦地図を無視し、自分が作ってきた小さな地図を開いて作戦指示を行ってホッジスらアメリカ軍の面々を不愉快にさせた。そしてその夜には連絡将校を第1軍司令部に向かわせて、就寝中のホッジスに無理やり面会すると「イギリス軍は貴軍のミューズ川への撤退を援護すべく行動を開始した。イギリス軍はミューズ川の橋梁を管理しており、命令あればいつでも爆破できる」と告げている。これは第1軍がドイツ軍の攻撃を支えきれずミューズ川に撤退することを前提とした声明であって、アメリカ軍の戦闘力を侮蔑したものであった。これを聞いたホッジスは激怒し、アイゼンハワーも不快感を抱いたが、今さら権限移譲を取り消すわけにもいかなかった。しかし、ホッジスの第一軍司令部とブラッドレーの第12軍集団司令部はドイツ軍の侵攻が開始されてから2日間連絡が取れておらず、ホッジスはショックのあまり満足に指揮をとれない状態となっており司令部内も混乱していた。モントゴメリーはその混乱を強引ながら収拾して、的確な指示を行っており、アイゼンハワーの決断は正しかったことが証明された。
その後、バストーニュが包囲され、アメリカ第3軍がその救出に向かったものの苦戦していることを聞いたモントゴメリーはアイゼンハワーに「第3軍の攻撃は必要な任務を遂行できるほど強力ではない」「その場合は当軍がドイツ軍に対抗しなければならないが、アメリカ第1軍と第9軍の戦力は少ない」「この重大な異常事態に対処する適切な対策が必要であることを強調したい」と通告してきた。これは苦戦する第3軍を援護するためにイギリス軍を使用するのはご免であると言わんばかりの内容であり、さすがにアイゼンハワーも激怒して「モンティに権限移譲したのは誤りであった、彼の頭にはイギリス軍だけがあって連合軍という認識が不足している」「時間がかかってもいいイギリス軍の助けは一切借りぬ」と吐き捨てている。モントゴメリーはさらにブラッドレーの第12軍集団の指揮権も自分に移譲して、全連合軍地上部隊の指揮を任せるようにと迫る書簡をアイゼンハワーに送り付けた。これには連合軍総司令部内にいたイギリス軍将官たちも「同じイギリス人として恥ずかしい」と批判的であったが、アイゼンハワーもこれ以上は容認できず、モントゴメリーの解任を連合軍の参謀本部議長ジョージ・マーシャル元帥に求めようとするところまで至った。しかし、アメリカ軍とイギリス軍の本格的な対立を懸念した第21軍集団イギリス軍参謀長フランシス・ド・ギンガンド少将が、モントゴメリーを説得してこの書簡を取り下げさせ、解任は回避された。
しかし対立はこれで収まることはなく、モントゴメリーは1月3日になってようやく反攻を開始したが、1月7日に行われた記者会見においてモントゴメリーの発言が物議を醸した。モントゴメリーは今までとは違ってアメリカ軍に対するリップサービスを行い、アイゼンハワーやブラッドレーの指揮に批判的であったイギリス各紙に対して両名の擁護まで行ってみせ、アメリカ軍とイギリス軍の対立を煽るのは利敵行為に他ならないとまで言い放ったが、一方で、自分はドイツ軍の攻撃を予知しており有効な手立てをしていたことや、今回の戦いは自分がすべてを取り仕切りイギリス軍の貢献は絶大であったというアピールも忘れなかった。翌日、イギリス新聞各紙はモントゴメリーの自慢話を中心に報道したため、それを知ったブラッドレーがイギリス首相のウィンストン・チャーチルに対し「本職としてはまたか…との想いであり疲れ果てております」と申し出ている。ブラッドレーからすれば、自分の指揮下の部隊の多くをモントゴメリーに取られて、実質的に指揮しているのがパットンの第3軍だけという屈辱を味わっていたうえ、ドイツ軍の侵攻を許したという負い目からアイゼンハワーの信頼を失ったと懸念しており、モントゴメリーの自慢話に気分を害したものであった。それを聞いたチャーチルは慌てて、帝国参謀総長アラン・ブルック元帥と対応を協議し、イギリス議会で声明を発表して、これはアメリカ軍の戦いであったことと、イギリス軍の貢献度は最小限であったと表明したが、アメリカ軍とイギリス軍内に生じた亀裂を埋めるまでには至らなかった。

### ドイツ軍の撤退

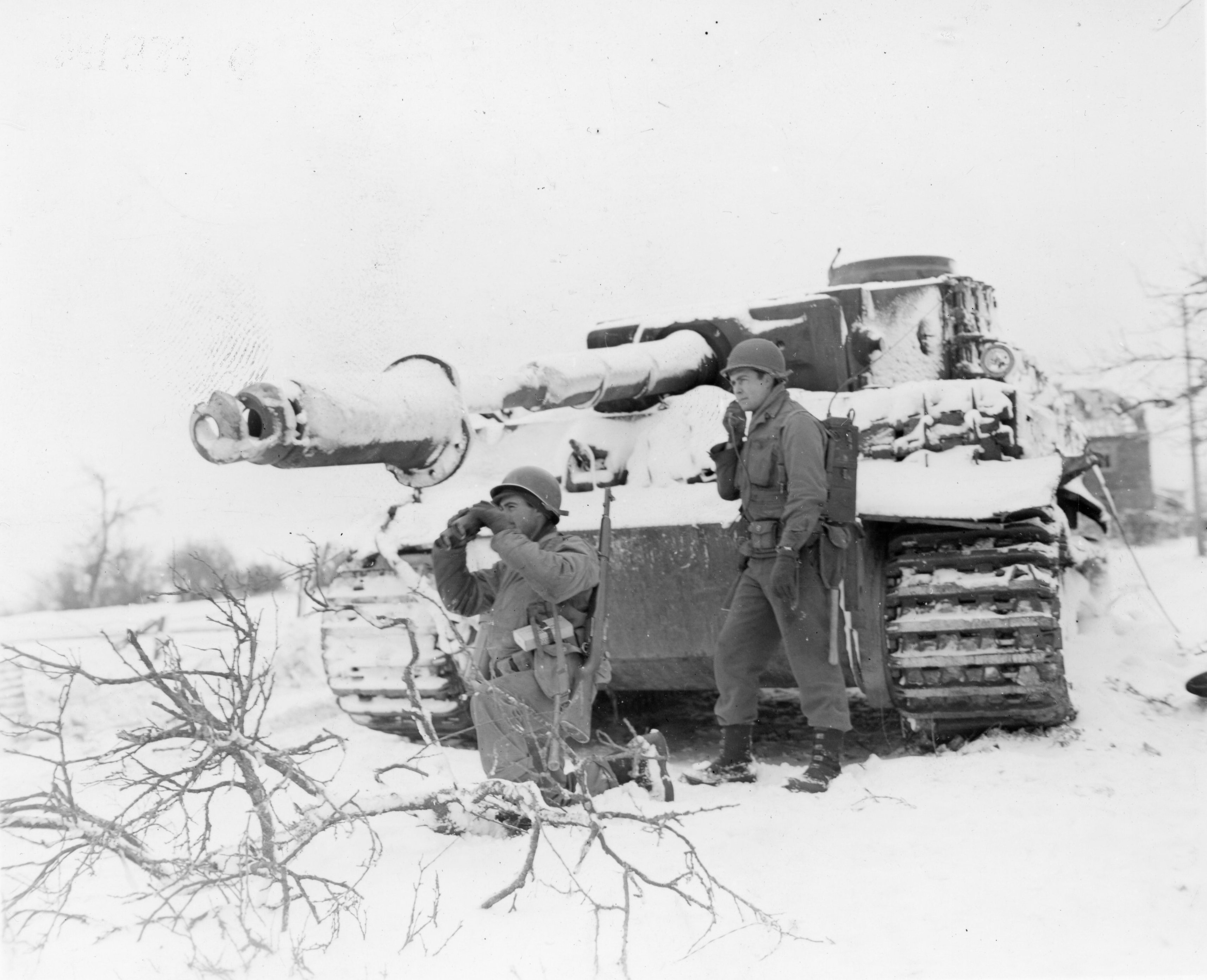
撃破されたティーガーⅠ戦車とアメリカ軍第90歩兵師団の兵士

ヒトラーは戦況を挽回するため、戦力を集結しバストーニュへの総攻撃を命じた。北部で完全に行き詰っていた第6SS装甲軍の「ライプシュタンダルテ・アドルフ・ヒトラー」および「ヒトラーユーゲント」両師団を含む4個師団の残存兵力をマントイフェルの指揮下に入れ、まずは第3軍の突進で破られた包囲網を修復し、その後に一気にバストーニュを攻略する計画であった。一方で第3軍もドイツ軍の進出部（バルジ）の北方から進攻してくるモントゴメリー率いる第21軍集団と連結しドイツ軍を包囲殲滅するため、バストーニュから北東向けて進撃を開始した。奇しくも攻撃のため進撃していた両軍は12月30日に接触してそのまま戦闘に突入した。1月3日から1月4日にかけて、アメリカ軍の第3軍と第101空挺師団、ドイツ軍の第5装甲軍、第6SS装甲軍8個師団との間で最大の激戦となったが、ついにドイツ軍はバストーニュを攻略することはできず、1月5日には北方から進撃してきたモントゴメリーの第21軍集団に備えるためにバストーニュ地域からの撤退を開始した。
同日、東部戦線でソ連軍が大兵力を集結しつつあるという情報を入手したB軍集団司令官モーデルが、西方総軍司令官のルントシュテットに、アルデンヌからの撤退と東部戦線への戦力移動を要請、ルントシュテットにも異存はなく、1月7日にヴォルフスシャンツェにヒトラーを訪ねて、戦車戦力のみでも東部戦線への移動を進言した。前回の撤退要請は拒否したヒトラーであったが、さすがに今回については「これは西部戦線の縮小ではなく“戦略的後退”である」として、戦車だけではなく第5装甲軍と第6SS装甲軍全軍の撤退を許可し、翌1月8日にヒトラーが全軍に向けて下令した。
撤退を開始したドイツ軍は防御態勢に入ったが、この頃から天候が悪化して、東部戦線で冬季戦の経験を積んでいたドイツ兵の頑強な抵抗に第3軍の進撃は停滞した。今まで強気であったパットンも捗らない進撃に弱気となって「ドイツ軍は我々より、確かにひもじく、寒く、弱いはずなのに、連中はいぜん、素晴らしい戦いぶりを見せている」と嘆いている。弱気となっていたパットンは、汚名返上に躍起となっているブラッドレーが提案してきた、ドイツ軍の撤退の拠点のウーファリズを攻略する「粉砕作戦」を受け入れて実行したが、1月8日に開始された作戦では1日にわずか3㎞しか進撃できず、その間にもドイツ軍の撤退は進んだ。その後パットンはブラッドレーの作戦干渉を跳ね除けながら進撃を続けて、1月16日にようやくウーファリズに到達してドイツ軍の進出部（バルジ）を北から攻撃していたモントゴメリーと連結したが、ドイツ軍の残存部隊の大半はこの包囲網が完成する前にその東側（ドイツ本土側）に撤退を成功させており、多くの部隊がソ連軍の冬季大攻勢に対応するため東部戦線に送られていた。1月23日にはサン・ヴィトを奪還したが、先頭で市街に突入した部隊はちょうど1か月前にこの街から撤退させられたクラーク率いる第7機甲師団B戦闘部隊であった。そして、1月28日に「バルジの戦い」が終了したことが公式に表明された。

## 両軍の損害

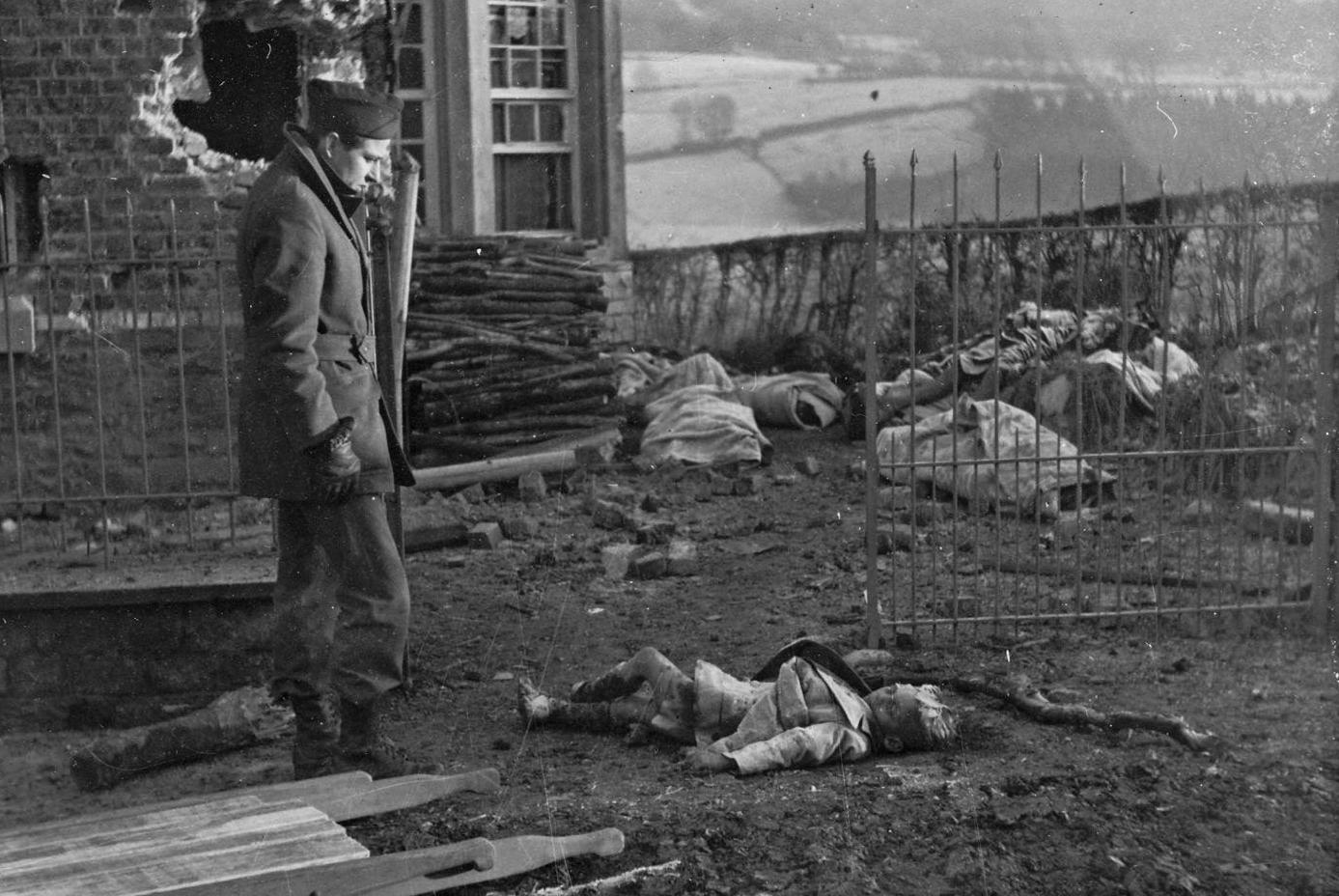
スタブローでパイパー戦闘団の武装親衛隊員に虐殺されたベルギー人の子供。遺体を見下ろしているのはフランスの戦争特派員ジャン・マリン。

この戦いにおけるアメリカ軍の戦死者・負傷者・行方不明・捕虜は合わせて76,000人から87,559人にも及ぶ大損害で、一説には第二次世界大戦における最大級のアメリカ軍の人的損失とも言われおり、戦死者の8,607人～約19,000人は太平洋戦線の最大の激戦となった沖縄戦の20,195人に次ぐ規模となっている。さらに、人的損失のなかの約20,000人は捕虜であり、シェーンベルグでは包囲された第106歩兵師団の兵士など約9,000人が一度に降伏して捕虜となっているが、これは第二次世界大戦においては、アメリカ軍が被った最悪の敗北とも言われているフィリピンの戦いのバターンの戦いでのアメリカ極東陸軍によるアメリカ軍24,000人（うちアメリカ人12,000人、アメリカ陸軍正規兵であるフィリピン・スカウト12,000人）、フィリピン軍のフィリピン人50,000人以上の大量降伏に次ぐ規模となった。
一方、ドイツ軍の損失は更に甚大であり、戦死者、負傷者、行方不明、捕虜の人的損失は81,834人もしくは10万人から12万人と諸説ある。人的損失に加えて物資的な損失も甚大で、装甲車両の損失は800輌、なかでも主力戦車であったV号戦車パンターの損失は壊滅的で、バルジの戦いでは415輌のパンターが投入されたが、2週間で180輌が撃破され、135輌が損傷や故障で使用不可で、まともに生き残っていたのはわずか約100輌となっていた。これらの損失を補充するのは不可能であり、ドイツ軍の崩壊を早める引き金ともなった。
ベルギー国民の受けた損害も大きく、「バルジの戦い」の期間内に約3,000人が死亡したとも言われている。ドイツ軍は作戦目標となったアントワープやリエージュにV1飛行爆弾やV2ロケットを大量に撃ち込んでいるが、侵攻初日の12月16日には映画館のシネマレックスにV2ロケットが命中、映画鑑賞中の連合軍兵士296人を含む567人が死亡した。死亡したベルギーの民間人の多くが子供であった。ほかにもパイパー戦闘団など侵攻してきたドイツ兵により虐殺されたベルギー国民も多数に上った。激戦地となったバストーニュ市民の受けた被害も大きく、市街の1,250戸の住宅のうち、250戸が全壊、450戸が何らかの被害を受けて居住不能となった。数千人が戦火に巻き込まれたが、そのうちで782人が命を落としている。連合軍の砲爆撃に巻き込まれて死亡したベルギー国民も多く、少なくともラ・ロッシュで120人、サン・ヴィトで250人、マルメディで300人、ウーファリズで200人の民間人が死亡している。

## 戦局への影響

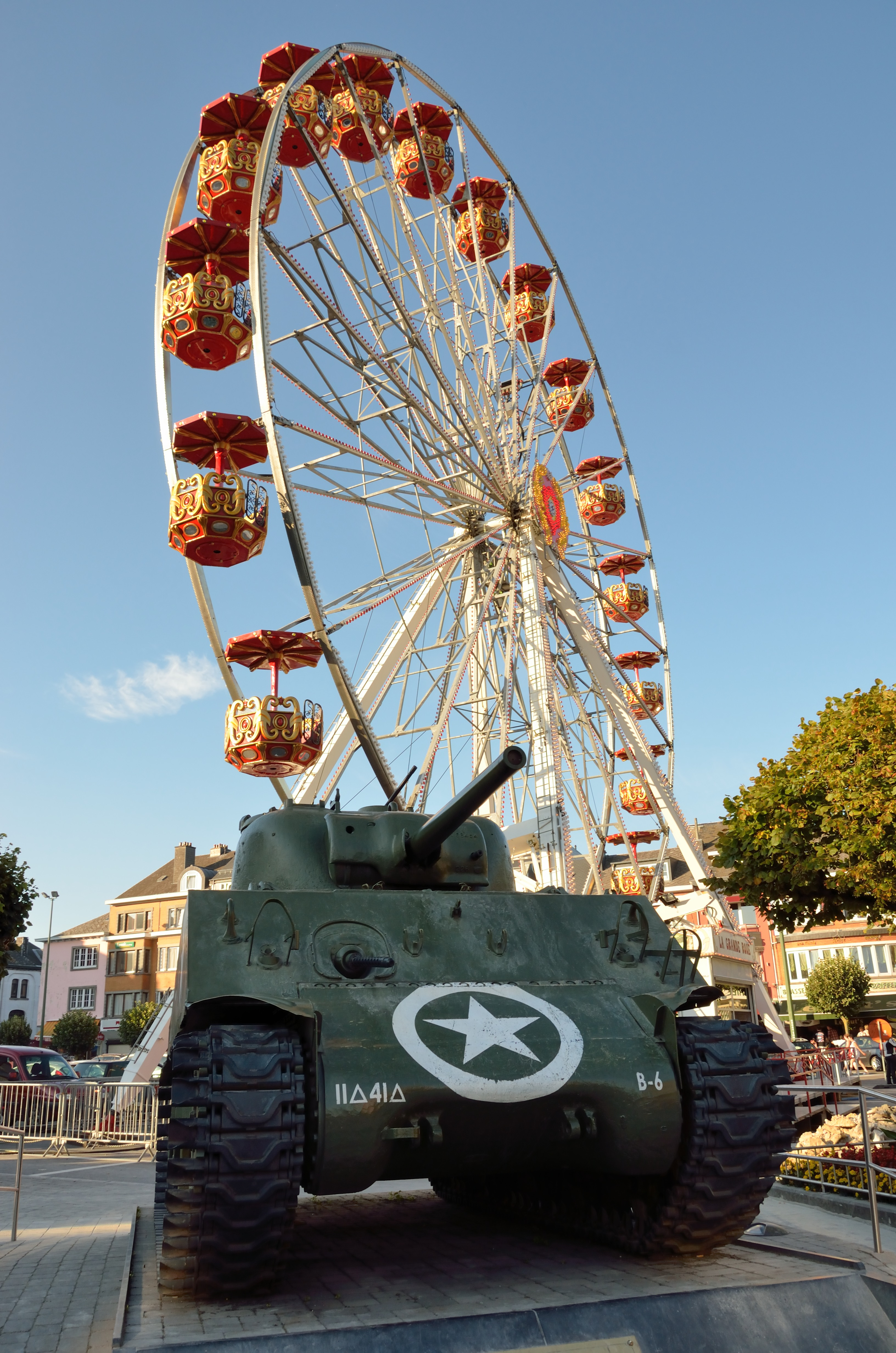
バストーニュに展示されているM4中戦車。

ドイツの初期の攻勢は連合国を驚かせ、いくつかは成功したが西部戦線での主導権を奪還するに至らなかった。当初予定していたドイツの目標は達成出来ず、「バルジの戦い」は多くの損害を生み出し、連合国の反撃により、押し戻される結果になった。
しかし、「バルジの戦い」によって西部戦線は完全に歪められ、結果的にドイツは東西から同時にベルリンを攻撃されることを阻止した。1月12日に予定を早めてヴィスワ＝オーデル攻勢を開始したソ連軍に対して、同じ時期のアメリカ・イギリス軍はアルデンヌ戦線内に残存しているドイツ軍と苦闘を重ねながら、「バルジ」を一歩一歩奪還することを余儀なくされていた。また、ドイツ軍の西部戦線への戦力集中は一時的にソ連軍の進撃を容易にし、戦後の東西冷戦のパワーバランスにも少なからず影響を与えた。イギリス首相のウィンストン・チャーチルが1月6日、ソ連の最高指導者ヨシフ・スターリンに東部戦線からドイツに圧力をかけてほしいと要請したこともあって、ソ連軍が西側連合軍を救ったとのプロパガンダにも利用されて、ソ連軍によるベルリン攻略を後押しすることにもなった。戦後にはアメリカが大戦中に行った莫大なソ連へのレンドリースの返済について、「1945年1月のソ連軍の攻勢によってアメリカ軍イギリス軍の危機は取り除かれた」ため、ソ連のアメリカに対する債務は全て消滅したとの主張の論拠にもなった。
この作戦がドイツ軍として公式に完了した1月28日、ヒトラーは「アメリカ軍に甚大な損害を与えた」ことと「この攻勢が切迫していた戦局を極めて大幅に緩和した」と主張した。たしかに連合軍はザール地方への攻勢を諦めざるを得ず、ライン川に向けての最終攻勢を2ヶ月延期することとなったが、「バルジの戦い」による甚大な損害によってライン川地域の防衛は弱体化しており、のちの連合軍の進撃に利することとなった。チャーチルは回想録で「これが戦争最後のドイツ軍の攻撃だった。それは少なからぬ不安を我々に抱かせ、我々の前進を遅らせることにはなったが、結局我々が得をした」「ドイツ軍は損害を補うことができず、これに続くライン川の戦闘は激烈なものではあったが、疑いもなく我々に楽なものとなった」「ドイツ最高司令部、そしてヒトラーでさえ失望したに違いない」と評している。
また、「バルジの戦い」の意外な効果としては、ドイツ軍の攻勢で歩兵師団が大損害を受けたこともあり、アイゼンハワーはアメリカ本国に増援の派遣を要請し、国内で訓練中の6個師団がヨーロッパ戦線に送られたが、そのうち2個師団は太平洋戦線に送られる予定であった師団であり、また、作戦での武器・弾薬の大量消費から、太平洋戦域への補給も一時的に停滞した。太平洋戦域での戦力不足が解消されるには時間を要し、1945年3月に開始された沖縄戦でアメリカ軍は死傷者最大75,753人と「バルジの戦い」に匹敵する大損害を被ったこともあって、日本本土侵攻作戦であるダウンフォール作戦の作戦計画を遅らせることとなった。ダウンフォール作戦の総司令官を務めるはずであったマッカーサーは、朝鮮戦争の際に陸軍参謀総長となっていたブラッドレーと対立して国連軍総司令官を更迭されたが、「バルジの戦い」のブラッドレーの作戦指揮について「ヨーロッパの戦略は愚かにも敵の最強のところに突っ込んでいった」や「彼（ブラッドレー）が指揮をとった「バルジの戦い」における死傷者数は、私がオーストラリアから東京までの南西太平洋全域で被った死傷者数とほとんど変わらない」と批判している。しかし、マッカーサーがフィリピンの奪還で被った損失は、戦闘での死傷者70,669人、戦闘外での傷病者10万人以上と実際にはバルジの戦いを大きく上回っていた 。
また、ヨーロッパへの増援によってアメリカ国内には、アメリカ陸軍の師団は1個もなくなり、戦力不足を補うため、これまでは、人種差別で認めていなかった黒人兵士の戦闘任務への投入が決定され、2,000人以上の黒人兵が戦闘任務を志願している。

## 記念行事
- 2024年、バルジも戦いから80年を迎える記念行事が開催。アメリカからも超党派の議員団がルクセンブルグを訪問した[203]。

## バルジの戦いを題材とした映像作品
- 『前線命令』（原題：The last blitzkrieg）
1959年制作のアメリカの戦争映画（コロンビア ピクチャーズ）。米兵の軍服を着用して偽装した英語を話すオットー・スコルツェニーの謀略部隊の活躍を描く。米語のスラングを理解出来ないことから正体が発覚する。
- 『バルジ大作戦』（原題：Battle of the Bulge）
1965年制作のアメリカの戦争映画。「バルジの戦い」を題材としているが、細部はかなりフィクションが入っており、またスペインでのロケーション撮影時に途中から雪が消えてしまい、どこの戦場だかわからなくなってしまっている。ヨアヒム・パイパー親衛隊中佐をモデルとしたドイツ軍の戦車隊指揮官ヘスラー大佐をロバート・ショウが演じている。
- 『アルデンヌの戦い』（原題：Dalle Ardenne all'inferno）
1968年制作のイタリア・西ドイツ・フランス合作の戦争映画。内容は題名にもなっている史実のアルデンヌの戦いとは無関係で、終戦間近いオランダを舞台にした戦争アクションである。
- 『大反撃』（原題：Castle Keep）
1969年制作のアメリカの戦争映画。アルデンヌの古城を舞台にした米軍部隊とドイツ軍との壮絶な戦いを描いた作品。
- 『スローターハウス5』（原題：Slaughterhouse-Five）
1972年に製作されたアメリカのSF映画（原作は1969年に発表）。主人公が若き頃に従軍し、参加した。作者も同じくバルジの戦いに参加しており、その際の戦闘・捕虜経験を参考にしている。
- 『真夜中の戦場/クリスマスを贈ります』（原題：A Midnight Clear）
1992年製作のアメリカの戦争映画　(Colombia Pictures)。1944年12月アルデンヌの前線に送られた米軍の斥候隊と投降を願うドイツ兵の物語。戦場のクリスマス・ソングとクリスマス・ツリー。
- 『バンド・オブ・ブラザース』（原題：Band of Brothers）
2001年に制作された、第101空挺師団第506パラシュート歩兵連隊第2大隊E中隊の訓練から対ドイツ軍戦勝利・終戦までを描いたスティーヴン・アンブローズのノンフィクション作品を基にしたテレビドラマ。その中の一話は「バストーニュ」のエピソード名からも分かるように（ただし日本語版では『衛生兵』）バルジの戦いのエピソードである。第101空挺師団の包囲されたバストーニュにおける苦闘を描いた回。
- 『ジャスティス』（原題：Hart's War）
2002年に制作されたアメリカの戦争映画。冒頭で主人公のアメリカ兵がスコルツェニー・コマンドのドイツ兵に捕らえられ、ドイツ軍の捕虜収容所へ送られる。
- 『極寒激戦地アルデンヌ 〜西部戦線1944〜』（原題：Saints and Soldiers）
2003年製作のアメリカの戦争映画。バルジの戦いのなか発生した「マルメディの虐殺事件」を題材にした作品。虐殺から生き残った連合軍兵士が友軍にたどり着くまでを描いている。
- 『バルジ・ソルジャーズ』（原題：Wunderland）
2018年製作のアメリカの戦争映画。
- 『ザ・バルジ・ソルジャーズ ナチスvs連合軍、最後の決戦』（原題：Battle of the Bulge: Winter War）
2020年製作のアメリカの戦争映画。上記『バルジ・ソルジャーズ』の続編。米軍憲兵隊に変装したドイツ軍と連合軍の小隊との戦いを描いている。

## この戦いを題材としたゲーム

### ウォーシミュレーションゲーム（ボードゲーム）
- Battle of the Bulge（1965年度版）, アバロンヒル
- Wacht am Rhein, SPI, 1977年
- Battles for the Ardennes, SPI, 1978
  - バトル・フォー・ジ・アルデンヌ（上記の日本語版）, サンセットゲームズ, 2006年
- The Bulge, SPI, 1979
  - バルジ大作戦（上記の日本語版）『ベーシック3』版, ホビージャパン, 1983年
  - バルジの戦い（上記のリメイクバージョン）, ウォーゲームハンドブック2016版,  国際通信社, 2016年
- Dark December, Operational Studies Group(OSG), 1979
  - バルジの戦い（上記の日本語版）『シックス・アングルズ別冊』第2号版, シックス・アングルズ, 2005年
- Battle of the Bulge（1981年度版）, アバロンヒル, 1981年
- バルジ大作戦, エポック社, 1981年
  - 『コマンドマガジン日本版第23号』付録版, 国際通信社, 1998年
  - 『ジャパン・ウォーゲーム・クラシックス版』, 国際通信社, 2014年
- アルデンヌの霧, アドテクノス, 1983年
- バルジ大作戦,『ウォーゲームエレクトロニクス』バージョン, エポック社, 1983年
- バルジ大作戦,『シミュレーション入門1』バージョン, エポック社,1985年
  - 『コマンドマガジン日本版第120号』付録版, 国際通信社,2014年
- バルジの戦い　(Battle of the Bulge), 翔企画, 1988年
  - 『コマンドマガジン日本版第46号』付録版, 国際通信社, 2002年
- The Last Gamble, ホビージャパン, 1986年
  - Hitler's Last Gamble: The Battle of the Bulge（上記のリメイクバージョン）, World Wide Wargames（3W）, 1989年
  - ヒトラーズ・ラスト・ギャンブル（上記の日本語版）, ヨシカワデザイン, 2003年
- Battle of the Bulge（1991年度版）, アバロンヒル, 1991年
- Ardennes（Standard Combat Series）, The Gamers, 1994年
- ウェイブ・オブ・テラー：バルジの戦い（Wave of Terror）, XTR, 1997年
  - 『コマンドマガジン別冊』第8号版, 国際通信社, 1997年
  - 『コマンド・ザ・ベスト』第12号版, 国際通信社, 2011年
- Bitter Woods, アバロンヒル, 1998年
- Tigers in the Mist, GMT Games, 1999年
  - 『コマンドマガジン日本版』第62号付録版, 国際通信社, 2005年
- Panzer Grenadier: Battle of the Bulge, Avalanche Press, 2002年
- America Triumphant: The Battle Of The Bulge, Avalanche Press, 2003年
- Ardennes'44, GMT Games, 2003年
- Autumn Mist-The Battle of the Bulge, Fiery Dragon Productions, 2004年
- Darkest December: Battle of the Bulge 1944, Critical Hit, 2004年
- Axis & Allies: Battle of the Bulge, アバロンヒル, 2006年
- Fast Action Battle: The Bulge, GMT Games, 2008年
- 「激突!バルジ突破作戦」『ゲームジャーナル』第29号付録（シミュレーションジャーナル、2008年）
- Bastogne: Screaming Eagles under Siege（Standard Combat Series）, Multi-Man Publishing, 2009年
- セルの死闘（Battles of the Bulge: Celles）, Revolution Games, 2012年
  - 『コマンドマガジン日本版』第126号付録版（国際通信社、2015年）
- Enemy Action: Ardennes, Compass Games, 2015年
- バルジの戦い（ソリティア）,『歴史群像』第150号付録（学研プラス、2018年）

### リアルタイムストラテジー（コンピュータゲーム）
- クロースコンバット4 ～バルジの戦い～（メディアクエスト、2000年）- Windows 95/98/Me/2000
- 1944 ～バルジの戦い～（ズー、2005年）- Windows 98/Me/2000/XP